# Straßenbahn Leipzig
Die Straßenbahn Leipzig ist das Straßenbahnsystem der Stadt Leipzig und wird von den Leipziger Verkehrsbetrieben (LVB) betrieben. Ergänzt durch das Busnetz und der S-Bahn Mitteldeutschland bildet es das Rückgrat des Leipziger Nahverkehrs. Mit 13 Tages- und 2 Nachtlinien gehört es zu den größten in Deutschland. Mit 1458 mm verfügt es außerdem über die breiteste Spurweite deutscher Straßenbahnen. Die Verkehrsleistung lag im Jahr 2012 bei 12,7 Millionen Nutz-Zug-Kilometern.

## Geschichte

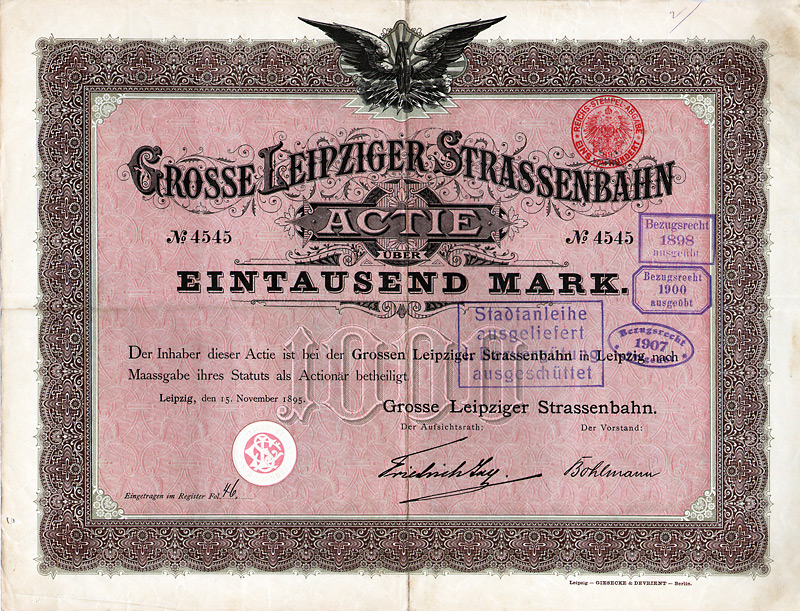
Aktie über 1000 Mark der Grossen Leipziger Strassenbahn vom 15. November 1895

Animation der Entwicklung des Streckennetzes

Der Straßenbahnbetrieb in Leipzig begann am 18. Mai 1872 mit der Eröffnung des Linienbetriebs der Leipziger Pferde-Eisenbahn (LPE). Diese hatte in Reudnitz ihren ersten Betriebsbahnhof, der gleichzeitig Sitz der Direktion war. Ende 1895 verfügte die LPE über 46 km Streckennetz, 1013 Pferde, 172 Wagen und fünf Depots.
Im April 1896 ging die LPE in die Große Leipziger Straßenbahn (GLSt) über, die bis 1897 komplett von Pferde- auf elektrischen Betrieb umstellte. Im selben Jahr wie die GLSt eröffnete die Leipziger Elektrische Straßenbahn (LESt) den Betrieb und im Jahr 1900 folgte die Leipziger Außenbahn AG (LAAG).
Während des Ersten Weltkriegs fusionierten die Große Leipziger Straßenbahn und die Leipziger Elektrische Straßenbahn unter dem Dach der GLSt. Die Gesellschaft verfügte zu diesem Zeitpunkt über 685 Triebwagen, 546 Beiwagen und ein Streckennetz von 127,4 km Länge.
Im Juli 1938 bekam die GLSt ihren heutigen Namen Leipziger Verkehrsbetriebe (LVB). Ab Dezember 1943 musste der Straßenbahnbetrieb aufgrund von Schäden durch Bombenangriffe immer wieder unterbrochen werden. Er wurde im April 1945 nach dem Einmarsch der United States Army für neun Tage komplett eingestellt.
1951 ging die Leipziger Außenbahn in den LVB auf, die damals VEB Verkehrsbetriebe der Stadt Leipzig hießen. Im selben Jahr wurden erstmals seit 20 Jahren wieder neue Straßenbahnfahrzeuge beschafft. Nach mehreren Versuchen wie Sichtkartenwagen wurde 1965 der schaffnerlose Betrieb im gesamten Netz eingeführt. 1969 wurde der erste von über 900 Tatra-Straßenbahnwagen geliefert.

## Liniennetz
Das Leipziger Straßenbahnliniennetz wurde zum 27. Mai 2001 grundlegend umstrukturiert und besitzt seitdem eine strikt radiale Struktur, das heißt alle Linien laufen auf das Stadtzentrum zu. Zudem wurde ein weitgehend einheitliches Taktschema mit einem 10- bzw. 15-Minuten-Takt auf allen Linien eingeführt. An dieser Grundstruktur wurde seitdem, mit nur geringen Anpassungen insbesondere in den Außenbereichen, festgehalten. Ab Ende 2024 sind unter der Bezeichnung „Liniennetz der Zukunft“ einige Veränderungen und kleine Angebotsausweitungen geplant, die auch den geänderten Mobilitätsbedürfnissen sowie dem Bevölkerungswachstum der letzten Jahre Rechnung tragen sollen. Momentan werden die folgenden Linien betrieben:
| Linie | Verlauf | Anzahl Haltestellen | Fahrzeit                   | Grundtakt                                                 |
| ----- | --- | ------------------- | -------------------------- | --------------------------------------------------------- |
|       | Lausen – Zschampertaue – Krakauer Straße – Ratzelbogen – Stuttgarter Allee – Schönauer/Ratzelstraße – Herrmann-Meyer-Straße – Kurt-Kresse-Straße – Diezmannstraße – Antonien-/Gießerstraße – Adler – Rödelstraße – Stieglitzstraße – Holbeinstraße – Klingerweg – Marschnerstraße – Westplatz – Gottschedstraße – Goerdelerring – Hauptbahnhof – Hofmeisterstraße – Friedrich-List-Platz – Einertstraße – Hermann-Liebmann-/Eisenbahnstraße – Stannebeinplatz – Stöckelstraße – Löbauer Straße – Ossietzky-/Gorkistraße – Rathaus Schönefeld – Schönefeld, Volbedingstraße (1E) – Mockauer/Volbedingstraße – Friedrichshafner Straße – Döringstraße – Mockau, Post | 1E: 30 1: 34        | 1E: 51/46 min 1: 57/52 min | 10 min                                                    |
|       | Grünau-Süd – Ratzelbogen – Stuttgarter Allee – Schönauer/Ratzelstraße – Herrmann-Meyer-Straße – Kurt-Kresse-Straße – Diezmannstraße – Antonien-/Gießerstraße – Adler – Rödelstraße – Stieglitzstraße – Holbeinstraße – Klingerweg – Marschnerstraße – Westplatz – Neues Rathaus – Wilhelm-Leuschner-Platz – Roßplatz – Härtelstraße – Bayerischer Bahnhof – Johannisallee – Deutsche Nationalbibliothek – Altes Messegelände – Naunhofer Straße [– Völkerschlachtdenkmal – Südfriedhof – Prager/Russenstraße – Probstheida – Franzosenallee – Roseggerstraße – Meusdorf (Berufsverkehr)] | 24 (31)             | 38/39 min (46/47 min)      | 10 min 20 min (Ferien)                                    |
|       | Knautkleeberg – Fortunabadstraße – Albersdorfer Straße – Seumestraße – Wasserwerk Windorf – Großzschocher, Gerhard-Ellrodt-Straße – Huttenstraße – Kunzestraße – Arthur-Nagel-Straße – Kleinzschocher, Kötzschauer Straße – Schwartzestraße – Adler – Markranstädter Straße – Elster Passage – Felsenkeller – Angerbrücke, Strbf. – Sportforum Süd – Waldplatz – Leibnizstraße – Goerdelerring – Hauptbahnhof – Hofmeisterstraße – Friedrich-List-Platz – Einertstraße – Hermann-Liebmann-/Eisenbahnstraße – Torgauer Platz – Volksgarten – Permoser-/Torgauer Straße – Schwantesstraße – Bautzner Straße – Hohentichelnstraße – Arcus Park – Heiterblick, Teslastraße – Portitzer Allee, S-Bf. Heiterblick – Taucha, Otto-Schmidt-Straße – Taucha, Theodor-Körner-Straße – Taucha, Freiligrathstraße – Taucha, An der Bürgerruhe (Endstelle: 3) – Heisenbergstraße – Paunsdorf-Nord – Hermelinstraße – Falkenstraße (saisonale Bedienung zur Erdbeerernte) – Paunsdorfer Allee/Permoserstraße – Paunsdorf Center – Sommerfeld (Endstelle: 3E) | 3: 38 3E: 40        | 3: 64 min 3E: 65 min       | 10 min                                                    |
|       | Gohlis, Landsberger Straße – Beyerleinstraße – Landsberger/Max-Liebermann-Straße – Viertelsweg – S-Bf. Coppiplatz – Georg-Schumann-/Lindenthaler Straße – Menckestraße – Stallbaumstraße – Am Mückenschlösschen – Feuerbachstraße – Waldplatz – Leibnizstraße – Goerdelerring – Hauptbahnhof (4E, Berufsverkehr) – Augustusplatz – Johannisplatz – Gerichtsweg – Reudnitz, Koehlerstraße – Breite Straße – Riebeck-/Oststraße – Riebeck-/Stötteritzer Straße (4E, Berufsverkehr) – S-Bf. Stötteritz – Breslauer Straße – Weißestraße – Rathaus Stötteritz – Kolmstraße – Stötteritz, Holzhäuser Straße | 27                  | 47/46 min                  | 10 min                                                    |
|       | Böhlitz-Ehrenberg, Burghausener Straße – Forstweg – Ludwig-Jahn-Straße – Südstraße – Barnecker Straße – S-Bf. Leutzsch – Philipp-Reis-Straße – Pfingstweide – Rathaus Leutzsch – Am langen Felde – Diakonissenhaus – Wielandstraße – Georg-Schwarz-/Merseburger Straße – Lindenauer Markt – Angerbrücke, Strbf. – Sportforum Süd – Waldplatz – Leibnizstraße – Goerdelerring – Hauptbahnhof – Augustusplatz – Johannisplatz – Gerichtsweg – Reudnitz, Koehlerstraße – Wiebelstraße – Edlichstraße (außerhalb der Einsatzzeiten der Linie 8 über Torgauer Platz – Geißlerstraße, Bülowviertel) – Annenstraße – Sellerhausen, Emmausstraße – Ostheimstraße – Theodor-Heuss-Straße – Barbarastraße – Paunsdorf, Strbf. – Am Vorwerk – Ahornstraße – Paunsdorf-Nord – Hermelinstraße – Falkenstraße (saisonale Bedienung zur Erdbeerernte) – Paunsdorfer Allee/Permoserstraße – Paunsdorf Center – Sommerfeld | 39 (40)             | 66/65 min                  | 10 min                                                    |
|       | Grünau-Nord – Schönauer Ring – Parkallee – Grünauer Allee – Saarländer Straße – Credéstraße – Lindenau, Bushof – Henriettenstraße – Lützner/Merseburger Straße – Angerbrücke, Strbf. – Sportforum Süd – Waldplatz – Westplatz – Neues Rathaus – Wilhelm-Leuschner-Platz – Augustusplatz – Hauptbahnhof, Wintergartenstraße → Hofmeisterstraße – Friedrich-List-Platz – Einertstraße – Hermann-Liebmann-/Eisenbahnstraße – Torgauer Platz – Geißlerstraße, Bülowviertel – Annenstraße – Sellerhausen, Emmausstraße – Ostheimstraße – Theodor-Heuss-Straße – Barbarastraße – Paunsdorf, Strbf. – Am Vorwerk – Ahornstraße – Paunsdorf-Nord | 30/31               | 55/57 min                  | 10 min 20 min (Ferien)                                    |
|       | Thekla, Tauchaer Straße – Mockau, Kirche – Samuel-Lampel-Straße – Mockau, Post – Döringstraße – Friedrichshafner Straße – Mockauer/Volbedingstraße – Hamburger Straße – Apelstraße, Historischer Strbf. – Wittenberger Straße ← Wilhelm-Liebknecht-Platz – Hauptbahnhof, Westseite – Goerdelerring – Thomaskirche – Neues Rathaus – Wilhelm-Leuschner-Platz – Roßplatz – Härtelstraße – Bayerischer Bahnhof – Körnerstraße – Kurt-Eisner-/Arthur-Hoffmann-Straße – Steinplatz – Arthur-Hoffmann-/Richard-Lehmann-Straße – Richard-Lehmann-Straße, HTWK – Connewitzer Kreuz – Stockartstraße – Hildebrandstraße – S-Bf. Connewitz, Klemmstraße | 27/28               | 42/44 min                  | 10 min                                                    |
|       | Wahren – Am Viadukt – Annaberger Straße – Möckernscher Markt – Dantestraße – S-Bf. Möckern – Wiederitzscher Straße – Georg-Schumann-/Lindenthaler Straße – Georg-Schumann-/Lützowstraße – Chausseehaus – Wilhelm-Liebknecht-Platz – Hauptbahnhof – Augustusplatz – Wilhelm-Leuschner-Platz – Münzgasse, LVZ – Hohe Straße – Südplatz – Karl-Liebknecht-/Kurt-Eisner-Straße – Richard-Lehmann-Straße, HTWK – Connewitzer Kreuz – Wiedebachplatz – Meusdorfer Straße – Triftweg – An der Märchenwiese – Moritz Hof – Lößnig | 26                  | 44/46 min                  | 10 min 20 min (Ferien)                                    |
|       | Schkeuditz, Rathausplatz – Schkeuditz, Altscherbitz – Schkeuditz, Paetzstraße – Schkeuditz, Gartenstadt – Modelwitz – Hänichen, Bismarckturm (11E) – Freirodaer Weg – Lützschena – Stahmelner Allee – Stahmeln – Pittlerstraße – Wahren – Am Viadukt – Annaberger Straße – Möckernscher Markt – Dantestraße – S-Bf. Möckern – Wiederitzscher Straße – Georg-Schumann-/Lindenthaler Straße – Georg-Schumann-/Lützowstraße – Chausseehaus – Wilhelm-Liebknecht-Platz – Hauptbahnhof – Augustusplatz – Wilhelm-Leuschner-Platz – Münzgasse, LVZ – Hohe Straße – Südplatz – Karl-Liebknecht-/Kurt-Eisner-Straße – Richard-Lehmann-Straße, HTWK – Connewitzer Kreuz – Stockartstraße – Hildebrandstraße – S-Bf. Connewitz – Raschwitzer Straße – Friederikenstraße – Leinestraße – Dölitz, Strbf. (11E) – Am Eichwinkel ← Markkleeberg, Virchowstraße – Markkleeberg-Ost, Schillerplatz | 11E: 33 11: 40/41   | 11E: 55 min 11: 66/67 min  | 10 min                                                    |
|       | Gohlis-Nord – Baaderstraße – Gottschallstraße – Virchow-/Coppistraße – S-Bf. Gohlis – Georg-Schumann-/Lützowstraße – Fritz-Seger-Straße – Springerstraße – Nordplatz – Zoo – Lortzingstraße – Goerdelerring – Hauptbahnhof – Augustusplatz – Johannisplatz [– Gutenbergplatz – Ostplatz – Witzgallstraße – Technisches Rathaus (Berufsverkehr)] | 15 (19)             | 20/21 min (25/26 min HVZ)  | 10 min                                                    |
|       | (Ringlinie) S-Bf. Plagwitz → Karl-Heine-/Gießerstraße → Karl-Heine-/Merseburger Straße → Felsenkeller → Alte Straße → Nonnenstraße → Marschnerstraße → Westplatz → Gottschedstraße → Goerdelerring → Hauptbahnhof → Augustusplatz → Wilhelm-Leuschner-Platz → Neues Rathaus → Westplatz → Marschnerstraße → Nonnenstraße → Alte Straße → Felsenkeller → Karl-Heine-/Merseburger Straße → Karl-Heine-/Gießerstraße → S-Bf. Plagwitz | 22                  | 39 min                     | 10 min 15 min (Ferien)                                    |
|       | Miltitz – Saturnstraße – Jupiterstraße – Plovdiver Straße – Kiewer Straße – Am Kirschberg – Schönauer Ring – Parkallee – Grünauer Allee – Saarländer Straße – Credéstraße – Lindenau, Bushof – Henriettenstraße – Lützner/Merseburger Straße – Lindenauer Markt – Angerbrücke, Strbf. – Sportforum Süd – Waldplatz – Leibnizstraße – Goerdelerring – Hauptbahnhof – Augustusplatz – Johannisplatz – Gutenbergplatz – Ostplatz – Witzgallstraße – Technisches Rathaus – Altes Messegelände – Naunhofer Straße – Völkerschlachtdenkmal – Südfriedhof – Prager/Russenstraße – Probstheida – Franzosenallee – Roseggerstraße – Meusdorf | 35                  | 54 min                     | 10 min                                                    |
|       | Messegelände – S-Bf. Messe – Georg-Herwegh-Straße – Wiederitzsch-Mitte – Dachauer Straße – Klinikum St. Georg – Hornbach Baumarkt – Delitzscher/Essener Straße – Mosenthinstraße – Eutritzscher Markt – Eutritzscher Zentrum – Wilhelminenstraße – Chausseehaus – Wilhelm-Liebknecht-Platz – Hauptbahnhof – Augustusplatz – Roßplatz – Härtelstraße – Bayerischer Bahnhof – Johannisallee – Deutsche Nationalbibliothek – An den Tierkliniken – Richard-Lehmann-/Zwickauer Straße – Triftweg – An der Märchenwiese – Moritz Hof – Lößnig | 27                  | 41 min                     | 10 min                                                    |
|       | Hauptbahnhof – Augustusplatz – Wilhelm-Leuschner-Platz – Münzgasse, LVZ – Hohe Straße – Südplatz – Karl-Liebknecht-/Kurt-Eisner-Straße – Richard-Lehmann-Straße, HTWK – Connewitzer Kreuz – Wiedebachplatz – Meusdorfer Straße – Triftweg – An der Märchenwiese – Moritz Hof – Lößnig | 15                  | 23 min                     | nur Sa/So nachts: 71 min                                  |
|       | Lausen – Zschampertaue – Krakauer Straße – Ratzelbogen – Stuttgarter Allee – Schönauer/Ratzelstraße – Herrmann-Meyer-Straße – Kurt-Kresse-Straße – Diezmannstraße – Antonien-/Gießerstraße – Adler – Rödelstraße – Stieglitzstraße – Holbeinstraße – Klingerweg – Marschnerstraße – Westplatz – Gottschedstraße – Goerdelerring – Hauptbahnhof – Augustusplatz – Johannisplatz – Gerichtsweg – Reudnitz, Koehlerstraße – Wiebelstraße – Torgauer Platz – Geißlerstraße, Bülowviertel – Annenstraße – Sellerhausen, Emmausstraße – Ostheimstraße – Theodor-Heuss-Straße – Barbarastraße – Paunsdorf, Strbf. – Am Vorwerk – Ahornstraße – Paunsdorf-Nord | 36                  | 60/61 min                  | täglich nachts: 71 min (Sa/So mit weiteren Zusatzfahrten) |
|       | Wahren – Am Viadukt – Annaberger Straße – Möckernscher Markt – Dantestraße – S-Bf. Möckern – Wiederitzscher Straße – Georg-Schumann-/Lindenthaler Straße – Menckestraße – Stallbaumstraße – Am Mückenschlösschen – Feuerbachstraße – Waldplatz – Leibnizstraße – Goerdelerring – Hauptbahnhof – Augustusplatz – Wilhelm-Leuschner-Platz – Münzgasse, LVZ – Hohe Straße – Südplatz – Karl-Liebknecht-/Kurt-Eisner-Straße – Richard-Lehmann-Straße, HTWK – Connewitzer Kreuz – Wiedebachplatz – Meusdorfer Straße – Triftweg – An der Märchenwiese – Moritz Hof – Lößnig | 30                  | 50/52 min                  | bei Veranstaltungen: 10–20 min                            |
|       | (als Dienstfahrt ab Sportforum Ost über Westplatz) → Neues Rathaus → Wilhelm-Leuscher-Platz → Augustusplatz → Hauptbahnhof → Goerdelerring → Leibnizstraße → Waldplatz → Sportforum Ost | 8                   | 17 min                     | bei Veranstaltungen: 10 min                               |
|       | Messegelände – S-Bf. Messe – Georg-Herwegh-Straße – Wiederitzsch-Mitte – Dachauer Straße – Klinikum St. Georg – Hornbach Baumarkt – Delitzscher/Essener Straße – Mosenthinstraße – Eutritzscher Markt – Eutritzscher Zentrum – Wilhelminenstraße – Chausseehaus – Wilhelm-Liebknecht-Platz – Hauptbahnhof, Westseite – Goerdelerring – Leibnizstraße – Waldplatz – Sportforum Süd (← Angerbrücke, Straßenbahnhof) | 19/20               | 29/32 min                  | bei Veranstaltungen: 15–20 min                            |

(Stand: 25. November 2024)
Der Grundtakt bezieht sich bei den regulären Tageslinien auf den Tagesverkehr an Wochentagen, welcher von 6 bis 20 Uhr angeboten wird. Die Straßenbahnergänzungslinien 2, 8 und 10 sind im Regelfall montags bis sonnabends nur im Tagesverkehr bis gegen 21:30 Uhr und an Sonntagen nur zwischen 13 und 18 Uhr im Einsatz. Mit einem hochgestellten E bezeichnete Linien verkehren nicht auf dem gesamten Linienweg, sodass auf einigen Außenästen der Linien 1, 3 und 11 nur ein 20/30-Minuten-Grundtakt angeboten wird. Im Früh- und Abendverkehr sowie an Sonn- und Feiertagen wird anstatt des 10- ein 15-Minuten-Grundtakt gefahren. In Tagesrandlage, also täglich ab 22:45 Uhr, sonnabends bis 7:15 Uhr und sonn- und feiertags bis 9:15 Uhr wird auf den Haupterschließungslinien 1, 3, 4, 7, 9, 11 (verstärkt durch eine 11E), 12, 14, 15 und 16 ein 30-Minuten-Grundtakt mit Sammelanschlüssen am Hauptbahnhof angeboten, wobei seit dem Fahrplanwechsel 2016/17 die großen Sammelanschlüsse zu den Minuten 00 und 30 durch zwei kleinere Sammelanschlüsse alle 15 Minuten ersetzt wurden, an denen jeweils nur ein Teil der Linien teilnehmen.
Im Rahmen eines Pilotversuches zur Untersuchung der Auswirkungen einer Taktverdichtung auf die Fahrgastzahlen verkehrten die Linien 3, 4 und 12 seit dem Fahrplanjahr 2012/13 an Sonnabenden in der Zeit von 10 bis 18 Uhr im Zehnminutentakt. Eine Ausweitung auf alle anderen Straßenbahnlinien (außer Linie 14) erfolgte zum Fahrplanwechsel am 28. November 2015. Zur teilweisen Kompensation des damit verbundenen Mehraufwandes verkehren die Linien 2, 8 und 10 bereits seit Sommer 2015 in den Sommer- und Weihnachtsferien werktags nur noch alle 20 Minuten. Infolge zunehmenden Fahrermangels wurde diese Maßnahme 2018 auf alle Schulferien ausgeweitet und auch in der Folgezeit beibehalten. Auch für die Linie 14 blieb nach ihrer Integration in den 10-Minuten-Grundtakt Ende 2021 während der Schulferien mit dem 15-Minuten-Takt eine Abweichung vom Standard bestehen.
Im Nachtverkehr werden seit dem 1. April 2018 erstmals nach Einstellung des durchgehenden Straßenbahnverkehrs 1998 wieder täglich Straßenbahnlinien eingesetzt. Dazu kommen mit den Linien N10 und N17 zwei spezielle Nachtstraßenbahnlinien zum Einsatz, wobei die Linie N10 bereits seit Ende 2013 in den Wochenend- und Feiertagsnächten in gleicher Funktion als Linie 10 unterwegs war.
Den Linien sind seit 2001 spezielle Kennfarben zugeordnet, die sich im Zentrum zu Linienbündeln überlagern und anzeigen an welchen zentralen Haltestellen auf dem Innenstadtring gehalten wird:
| Farbe      | Haltestellen |
| ---------- | --- |
| Rot        | Hauptbahnhof/Willy-Brandt-Platz und Augustusplatz, nicht Goerdelerring |
| Grün       | Goerdelerring und Hauptbahnhof/Willy-Brandt-Platz, nicht Augustusplatz und Wilhelm-Leuschner-Platz |
| Dunkelblau | Goerdelerring, Hauptbahnhof/Willy-Brandt-Platz und Augustusplatz/Goethestraße, nicht Wilhelm-Leuschner-Platz |
| Gelb       | Wilhelm-Leuschner-Platz, nicht Hauptbahnhof/Willy-Brandt-Platz |
| Hellblau   | Goerdelerring, Hauptbahnhof/Willy-Brandt-Platz, Augustusplatz und Wilhelm-Leuschner-Platz (kennzeichnete ursprünglich alle aus dem oben genannten System fallenden Linien, die zudem auch nicht im 10-Minuten-Takt verkehrten (Linie 13, 14 und 18), wovon nur die Linie 14 in ihrer momentanen Führung als Ringlinie um die Innenstadt übrig blieb) |
| Weiß       | Veranstaltungslinien, die nur bei Großveranstaltungen im Sportforum verkehren |
| Orange     | Baustellenlinien |

### Linie 1/1E

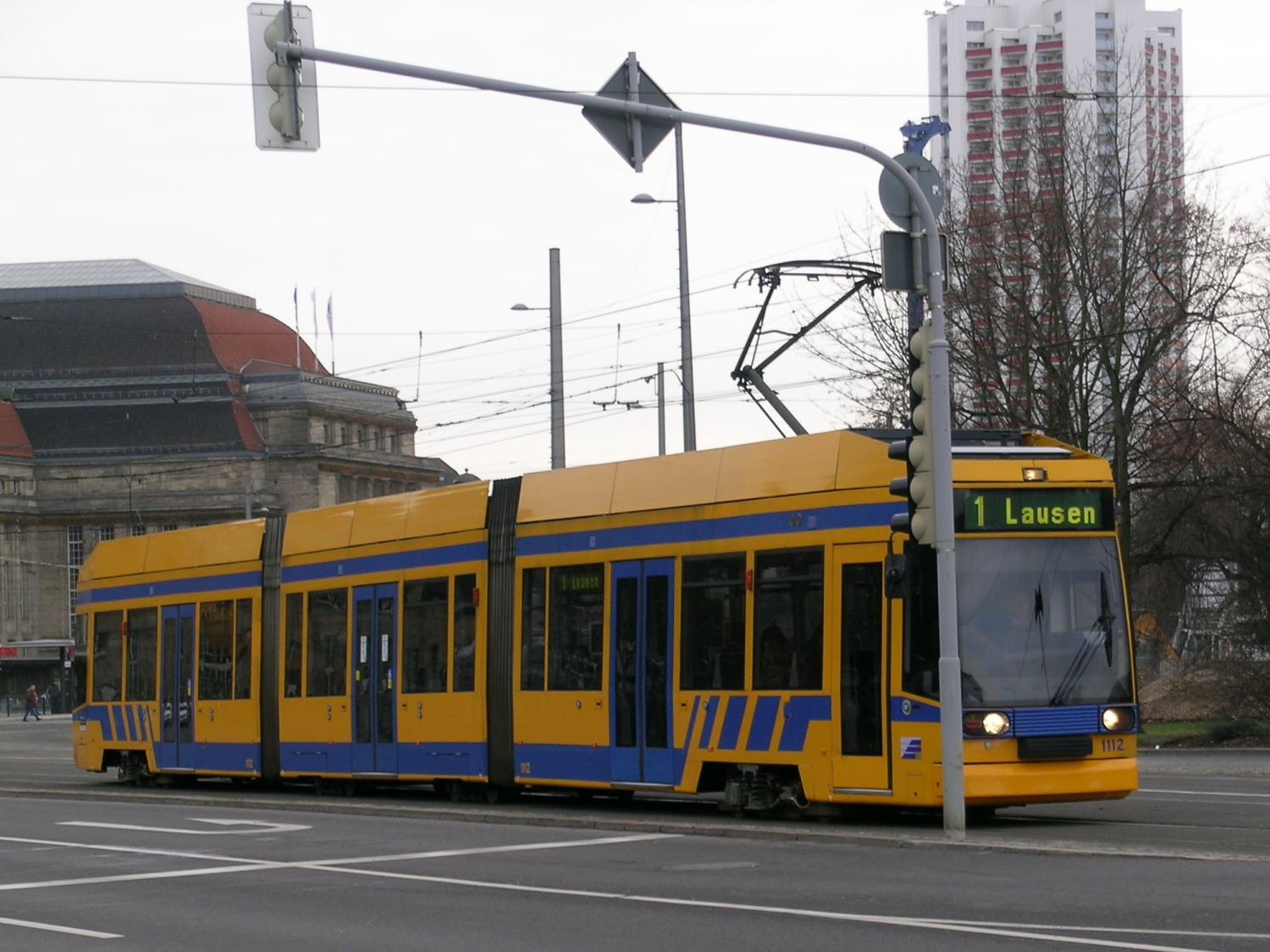
NGT8 auf Linie 1 am Willy-Brandt-Platz beim Tröndlinring in der alten Lackierung

Die Linie 1 verläuft von Lausen im Südwesten nach Mockau, wobei montags bis sonnabends im Tagesverkehr jeder zweite Zug als Linie 1E bereits in Schönefeld endet.
Ursprünglich wurde die Linie 1 zur Einführung des „Neuen Netzes“ typenrein mit Großzügen des Typs T6A2/B6A2 bedient, welche jedoch bald durch modernisierte T4D/B4D-Großzüge unterstützt wurden, denen fallweise ein Niederflurbeiwagen beigestellt wurde. Nachdem diese im Jahr 2010 den Gesamtauslauf der Linie 1 darstellten, erfolgte ab 2016 zunehmend der Einsatz von Zügen aus NGT8 und NB4, bevor die Linie im Jahr 2022 schließlich vollständig auf NGT10 umgestellt wurde.
Wegen umfangreicher Bauarbeiten in Raum Schönefeld verkehrt die Linie 1 seit Februar 2024 bis voraussichtlich Ende 2025 im Nordabschnitt nur bis und ab Stannebeinplatz.

### Linie 2
Die Linie 2 ist eine Ergänzungslinie zu den Linien 1, 15 und 16 und entsprechend nur im Tagesverkehr im Einsatz. Sie stellt momentan die einzige Linie im Leipziger Netz dar, die weder über die zentrale Haltestelle Hauptbahnhof noch über weitere Haltestellen in unmittelbarer Nähe des Hauptbahnhofs verläuft. Sie beginnt im Westen in Grünau-Süd und führt in Richtung Osten zur Naunhofer Straße. Montags bis freitags fährt die Linie 2 seit 2003 in der Hauptverkehrszeit weiter bis nach Meusdorf. Bis zum 9. Oktober 2010 verkehrte die Linie 2 im Westabschnitt ganztägig bis Lausen, bevor sie aus Kostengründen und im Zusammenhang mit dem langsamen Bevölkerungsrückgang in den angrenzenden Wohnkomplexen bis Grünau-Süd zurückgezogen wurde – danach verkehrten die Züge bis 2014 nur noch an Wochenenden zwischen Mai und September zur besseren Erschließung des Naherholungsgebietes am Kulkwitzer See über den gesamten Westabschnitt. Während der Schulferien in Sachsen verkehrt die Linie 2 werktags nur noch alle 20 Minuten zwischen Grünau-Süd und Naunhofer Straße, die Verlängerung in der Hauptverkehrszeit nach Meusdorf entfällt ebenso. Infolge von Personalmangel kann zeitweise auch an Schultagen nur ein Zwanzigminutentakt gefahren werden, wobei zum Teil auch die Verlängerung nach Meusdorf entfällt. So verkehrte ab 29. August 2022 die Linie 2 nur noch alle 20 Minuten und kam zudem ab 17. April 2023 an Sonn- und Feiertagen nicht mehr zum Einsatz, so wie dies bereits während der Corona-Pandemie infolge gesunkener Fahrgastnachfrage zwischen Juli 2020 und September 2021 praktiziert wurde. Nachdem Ende Oktober 2023 zumindest in der Hauptverkehrszeit an Schultagen wieder der 10-Minuten-Takt, kehrte die Linie 2 erst im September 2024 wieder komplett in den Regelbetrieb zurück.
Nachdem sich auf der Linie 2 zunächst NGT8 und teils unmodernisierte Tatrazüge den Betrieb teilten, erfolgte 2007 die vollständige Umstellung auf NGT8 (an Wochenenden auch Solo-Leoliner), die wiederum 2021 durch größere NGT10 abgelöst wurden.
Im Rahmen der dritten Umsetzungsstufe des neuen Liniennetzes soll die Linie 2 ab Ende 2026 wieder bis nach Lausen verlängert werden.

### Linie 3/3E

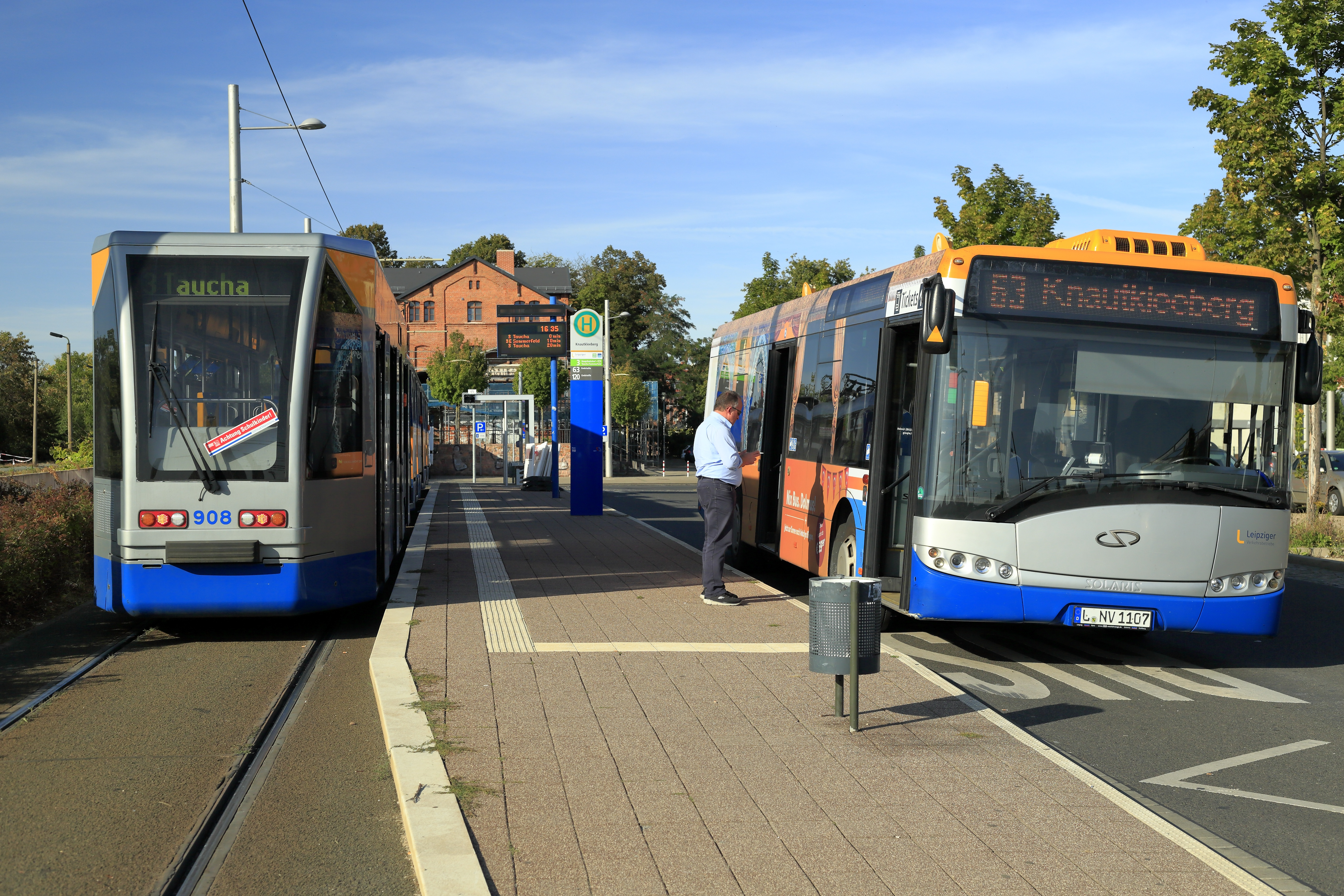
Kombibahnsteig in Knautkleeberg

Die Linie 3 beginnt im Süden der Stadt am Bahnhof Knauthain in Knautkleeberg und durchquert Großzschocher, Kleinzschocher, Lindenau, das Zentrum, Volkmarsdorf und Heiterblick. Ab der Haltestelle Portitzer Allee teilt sich die Linie in zwei Äste und die Züge verkehren abwechselnd weiter nach Sommerfeld bzw. Taucha. Zu den Zeiten, in denen ein 30-Minuten-Grundtakt besteht, wird nur der Streckenast nach Taucha bedient. In dieser Zeit ist der Abschnitt Portitzer Allee–Paunsdorf Nord ohne Linienverkehr. Fahrten nach Sommerfeld werden nur in dieser Richtung als Linie 3E beschildert, dabei ist die Linie 3E auch die einzige E-Linie mit einem von der Stammlinie abweichenden Laufweg. Zwischen 2006 und 2010 wurden die Fahrten von und nach Taucha als Linie 13, die Fahrten von und nach Sommerfeld hingegen als Linie 3 bezeichnet. Zwischen 2001 und 2006 verkehrten alle Fahrten zwischen Taucha und Knautkleeberg als Linie 3, endeten außerhalb der HVZ jedoch teilweise bereits als Linie 3E in Großzschocher bzw. Heiterblick.
Die Linie 3 wurde seit 2001 zunächst mit modernisierten Tatra-Großzügen bedient, denen im Laufe der Jahre zunehmend Beiwagen Typ 68 (NB4) beigestellt wurden. Nach vollständiger Auslieferung der Leoliner wurde ab 2010 ein Großteil der Kurse mit Leoliner-Doppeltraktionen bedient. Die fortschreitende Inbetriebnahme der NGT10 führte dazu, dass sich diese seit 2022 den Betrieb mit Leoliner-Doppeltraktionen und zeitweise auch mit NGT8-Beiwagenzügen teilen und die letzten Tatra-Kurse ersetzten.
Wegen umfangreicher Bauarbeiten in der Dieskaustraße verkehrt die Linie 3/3E seit Juni 2024 bis voraussichtlich Ende 2025 ab Adler nach Grünau-Süd.

### Linie 4
Die Linie 4 verläuft zwischen Gohlis, Landsberger Straße im Norden und Stötteritz im Südosten. Montags bis freitags wird die Linie 4 in der HVZ durch die Linie 4E zwischen Johannisplatz und Riebeck-/Stötteritzer Straße verstärkt, sodass hier ein dichterer Takt zur Verfügung steht. Die Wagen der Linie 4E fahren dabei grundsätzlich im Zugdurchlauf von und zur Linie 12. Montags bis freitags von 6 bis 9:30 Uhr fahren dabei die Züge von der Linie 12 kommend ab Technisches Rathaus als Linie 4E zum Johannisplatz und wechseln wieder zur Linie 12 Richtung Gohlis Nord. Von 14 bis 19 Uhr verkehren die Züge der Linie 12 ab Goerdelerring als Linie 4E bis Riebeckstraße/Stötteritzer Straße und weiter über Riebeckstraße zum Technischen Rathaus und wechseln dort wieder zur Linie 12 Richtung Gohlis-Nord.
Auf der Linie 4 wurden anfangs planmäßig ausschließlich NGT8 eingesetzt, welche jedoch zunehmend aufgrund steigender Fahrgastzahlen an ihre Kapazitätsgrenze stießen und ab 2013 teilweise durch Tatra-Großzüge ersetzt wurden. Nach Inbetriebnahme der ersten NGT10 wurde die Linie 4 schließlich vollständig auf diesen Fahrzeugtyp umgestellt.

### Linie 7

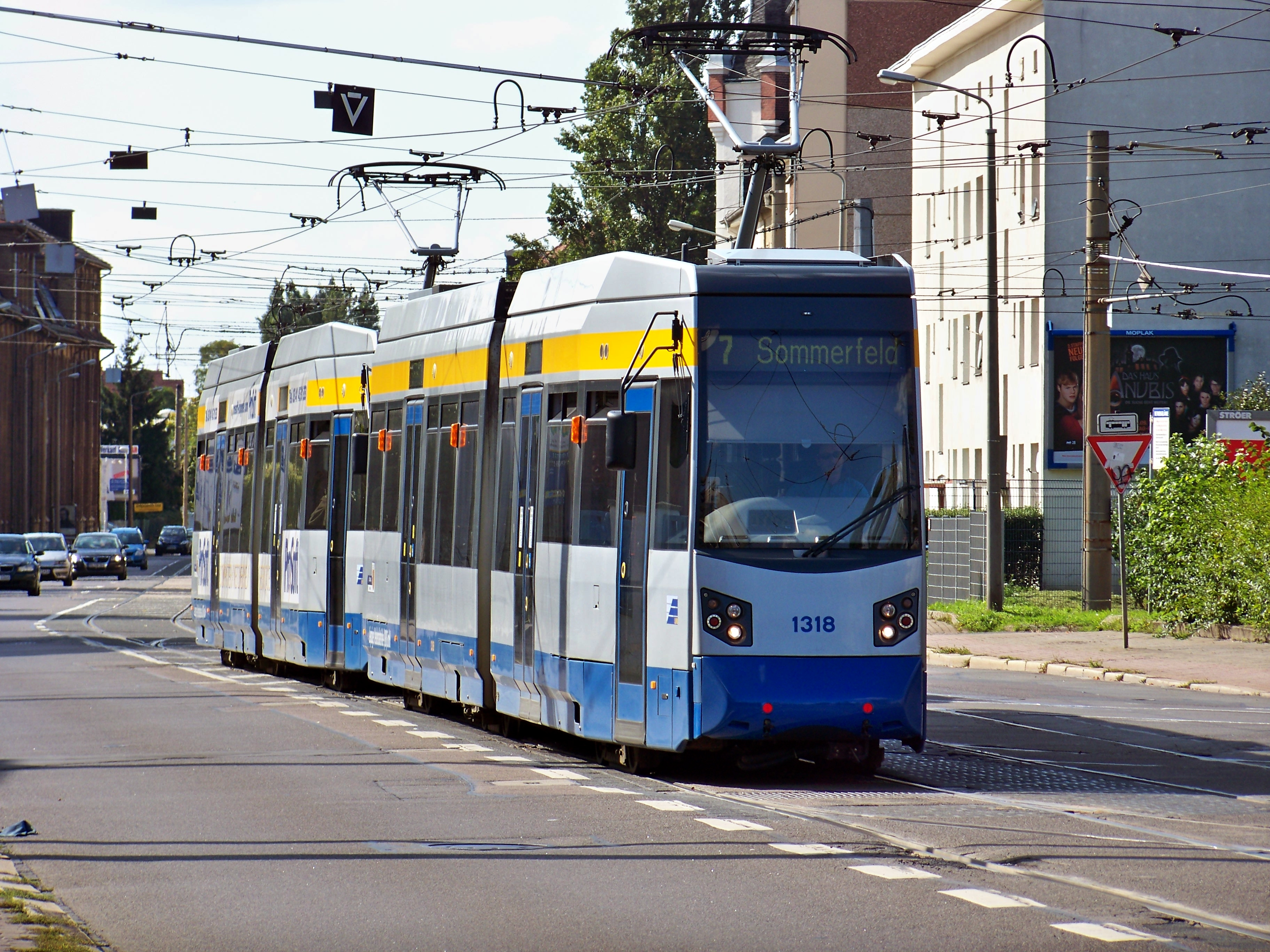
Eine Leoliner-Doppeltraktion auf der Linie 7 am Straßenbahnhof Paunsdorf Richtung Sommerfeld

Die Linie 7 verläuft von Westen nach Osten durch das Leipziger Stadtgebiet und verbindet Böhlitz-Ehrenberg und Sommerfeld. Aufgrund hoher Fahrgastzahlen wurde zwischen Ende 2013 und Ende 2024 das Taktintervall im morgendlichen Schülerverkehr in der Relation Böhlitz-Ehrenberg – Sommerfeld kurzzeitig auf 7/8-Minuten reduziert. Infolge der Verlängerung der Buslinie 74 zum Straßenbahnhof Leutzsch konnte dies zum 25. November 2024 wieder entfallen.
Nachdem die Linie 7 nach ihrer Wiedereinführung im Jahr 2001 zunächst ausschließlich mit Tatra-Großzügen, zum Teil mit NB4 behangen, bedient wurde, erfolgte mit Inbetriebnahme der Leoliner ab 2006 schrittweise deren Einsatz als Doppeltraktionen, sodass die Linie 7 schließlich 2010 vollständig damit bedient werden konnte. Infolge einer vorübergehenden Abstellung eines größeren Teils der Leoliner-Flotte übernahmen wieder verstärkt Tatra-Großzüge den Betrieb der Linie, welche auch nach vollständiger Wiederinbetriebnahme der Leoliner zusammen mit weiteren Niederflurwagentypen noch bis 2022 hier im Einsatz standen. 2022 wurden die letzten von ihnen durch NGT8-Beiwagenzüge ersetzt, welche zusammen mit NGT12 die weiterhin überwiegend auf der Linie 7 eingesetzten Leoliner-Doppeltraktionen unterstützen. Lediglich der morgendliche Schülerverstärker wurde bis zuletzt mit einem Tatra-Großzug bedient.

### Linie 8

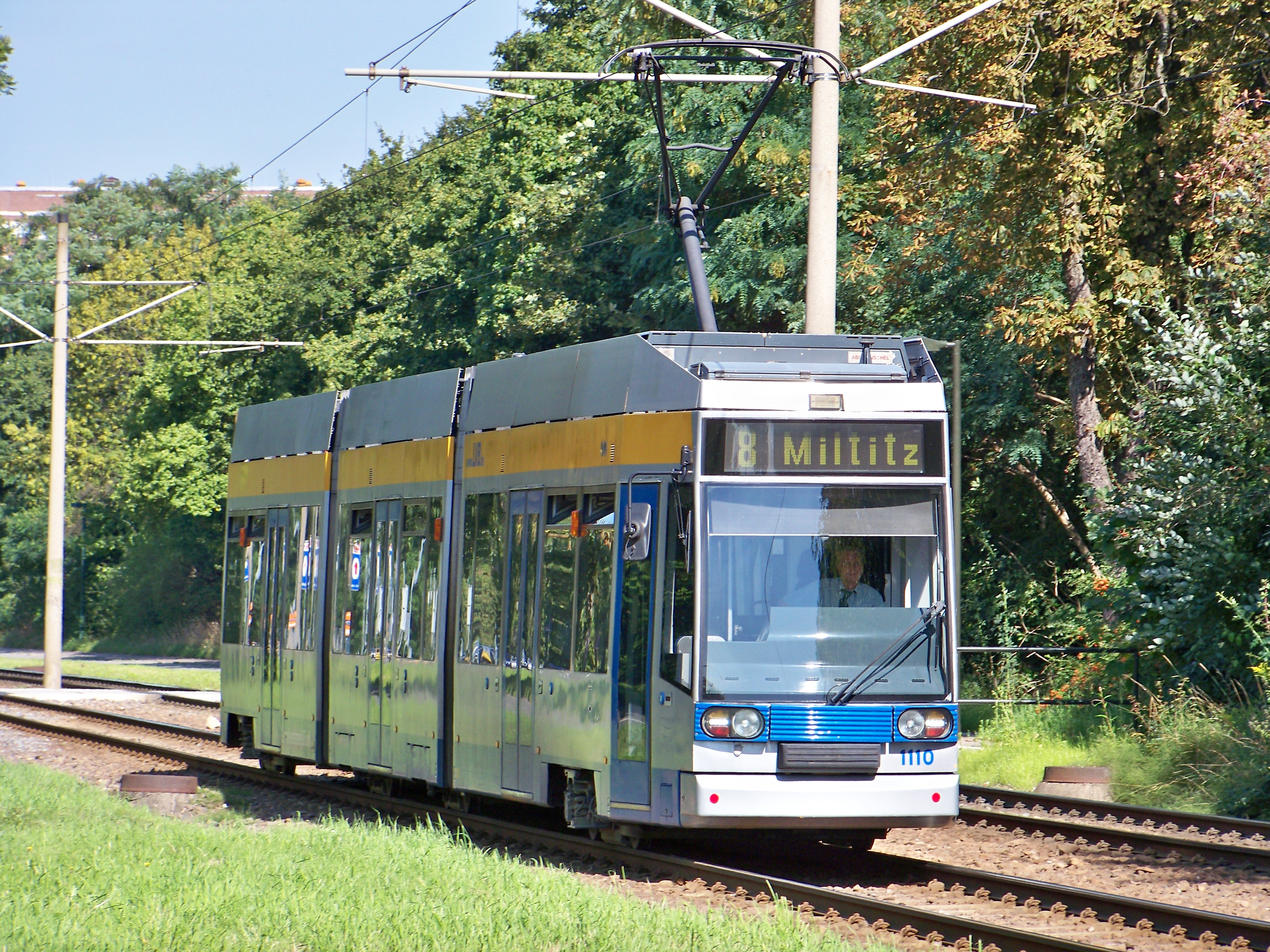
NGT8 auf Linie 8 in der Großwohnsiedlung Grünau im Westen von Leipzig in Richtung Miltitz

Die Linie 8 ist eine Ergänzungslinie und verläuft von Grünau-Nord im Westen nach Paunsdorf-Nord im Osten von Leipzig. Dabei bedienen die Züge nicht die Zentralhaltestelle am Hauptbahnhof, sondern sie umrunden den Innenstadtring südlich und halten in Hauptbahnhofsnähe lediglich an der Haltestelle Hauptbahnhof, Wintergartenstraße. Die Linie 8 verkehrt abends nur bis etwa 20 Uhr und ist sonntags nur zwischen 12 und 18 Uhr im Einsatz. Dafür ist an Sonntagvormittagen zur Anbindung des Wohngebietes an der Endstelle Grünau-Nord eine Buslinie 8 im Einsatz, welche als Ringlinie das Wohngebiet in Grünau-Nord alle 30 Minuten erschließt.
Mit Inkrafttreten der Netzreform 2001 verkehrte die Linie 8 ursprünglich zwischen Sommerfeld und Miltitz. Vorwiegend aus Kostengründen wurde die Bedienung der Außenäste nach Sommerfeld und Miltitz mit zwei Linien aufgegeben und die Linie 8 entsprechend eingekürzt. So wurde sie 2006 erst im Ostabschnitt bis Paunsdorf-Nord zurückgezogen, bevor 2010 schließlich die Einkürzung im Westabschnitt nach Grünau-Nord erfolgte. Ebenso eingestellt wurde die Bedienung der Friedrich-Ebert-Straße in den Schwachverkehrszeiten, welche bis dahin durch die Linie 2E/8E (Angerbrücke – Westplatz – W.-Leuschner-Platz – Naunhofer Straße) erfolgte. Während der Schulferien in Sachsen verkehrt die Linie 8 seit 2015 täglich außer sonntags nur alle 20 Minuten, seit 2019 war dieses aufgrund von Personalmangel auch zunehmend während der Schulzeit der Fall. Nachdem die Linie 8 ab 29. August 2022 dauerhaft nur noch alle 20 Minuten verkehrte, erfolgte zunächst zum 17. April 2023 während der Hauptverkehrszeiten an Schultagen wieder eine zeitweise Verdichtung auf einen 10-Minuten-Takt, bevor im September 2024 die Linie 8 wieder vollständig in den Regelbetrieb zurückkehrte.
Als reine Ergänzungslinie diente die Linie 8 als bevorzugte Auslauflinie für die unmodernisierten Tatra-Wagen, welche hier bis 2006 als Großzug zum Einsatz kamen. Anschließend wurde sie im Zuge der Einkürzung bis Paunsdorf-Nord auf modernisierte 30m-Tatra-Züge umgestellt. Ab 2010 kamen zur Erhöhung des Niederflurangebots verstärkt auch Tatra-Züge mit NB4 sowie NGT8 zum Einsatz. Zur Unterstützung der Verkehrswende wurde ab 2021 das Platzangebot auf der Linie 8 durch den Einsatz von Tatra-Großzügen und NGT8-Beiwagenzügen wieder erhöht. Lediglich an Sonn- und Feiertagen erfolgt der Einsatz der NGT8 auch ohne Beiwagen.

### Linie 9
Die Linie 9 durchquert Leipzig von Thekla im Norden und endet im Süden am S-Bf. Connewitz. Sie verläuft nicht über die Zentralhaltestelle am Hauptbahnhof, sondern hält an dessen Westseite. Außerdem ist sie die einzige Linie, die vom Goerdelerring bis zum Wilhelm-Leuschner-Platz über die komplette westliche Seite des Innenstadtrings verkehrt. Täglich im Abendverkehr sowie früh an Wochenend- und Feiertagen endet die Linie 9 bereits am Connewitzer Kreuz und verkehrt ab hier weiter als Linie 10 nach Lößnig. In der Fahrplanperiode 2023/24 verkehrte die Linie 9 nur noch Mo-Sa während des 10-Minuten-Taktes zum S-Bahnhof Connewitz; zu allen anderen Verkehrszeiten, d. h. auch sonntags ganztägig, erfolgte ein Übergang zur Linie 10 nach Lößnig, die während dieser Zeiten nicht mehr zum Einsatz kam.
Bis 28. November 2015 verkehrte die Linie 9 ab Connewitzer Kreuz weiter über W.-Heinze- und Koburger Straße in die Stadt Markkleeberg, wo sie an der Haltestelle Markkleeberg-West endete. Mit Stilllegung dieses Streckenabschnittes verschwand die einzige noch in Betrieb befindliche elektrifizierte Gleiskreuzung Straßenbahn/Eisenbahn Ostdeutschlands und gleichzeitig die letzte der einstmals zahlreichen Gleiskreuzungen zwischen Eisenbahn und Straßenbahn im Netz der LVB.
Nachdem die Linie 9 seit ihrer Wiedereinführung überwiegend gemischt mit NGT8 und Tatra-Zügen bedient wurde, kommen mittlerweile planmäßig ausschließlich NGT8 zum Einsatz.

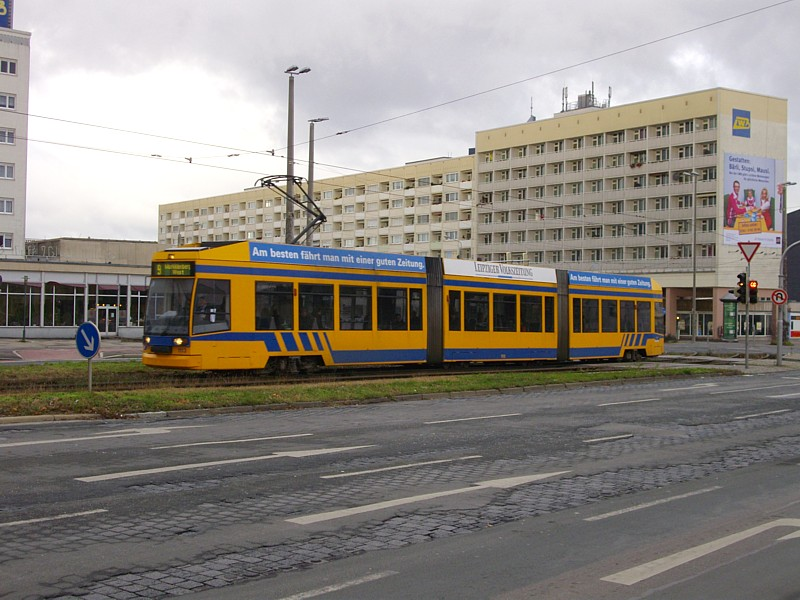
NGT8 auf Linie 9 am Bayerischen Bahnhof in den alten Farben
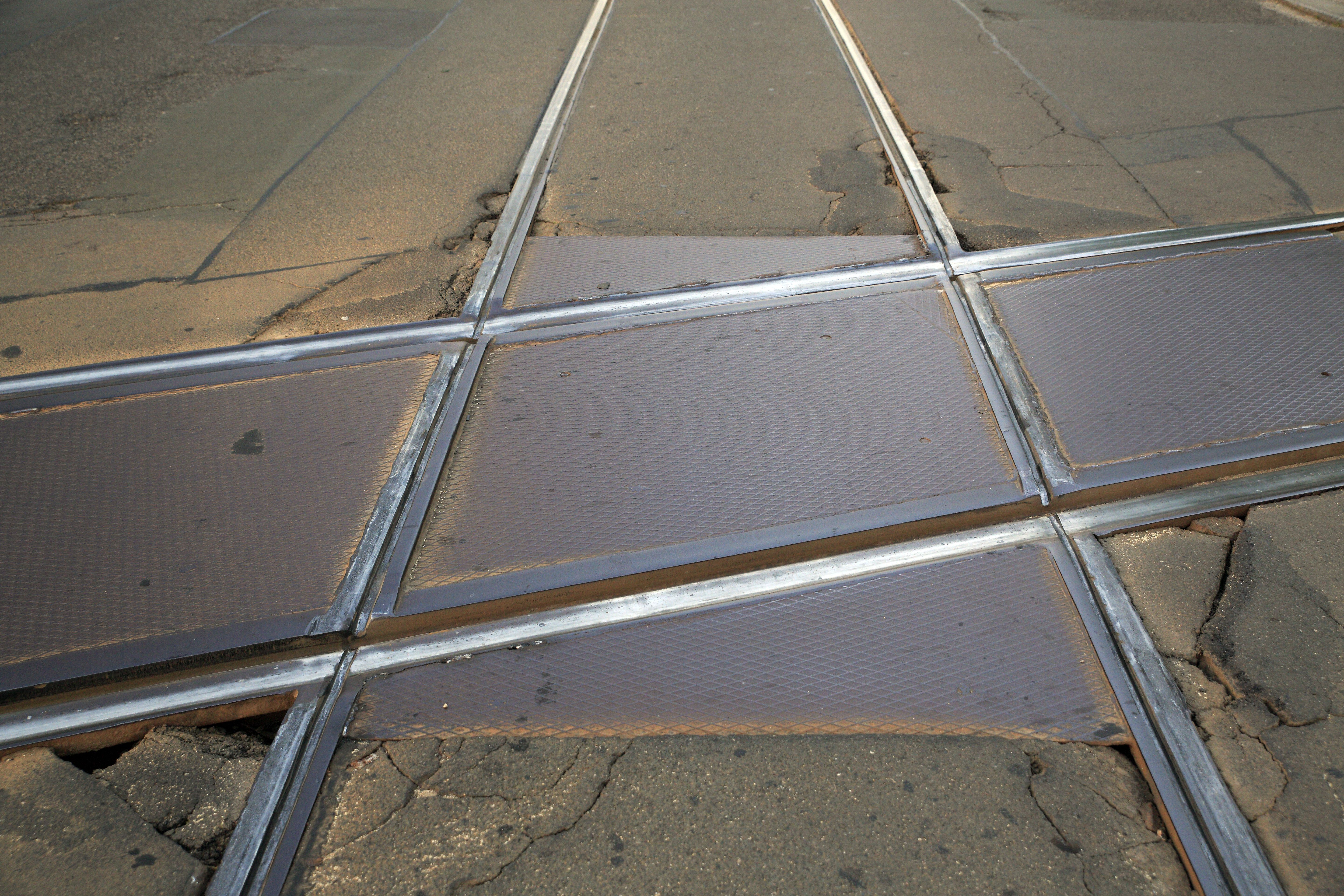
Kreuzung Eisen- mit Straßenbahn, Gleiskreuzung
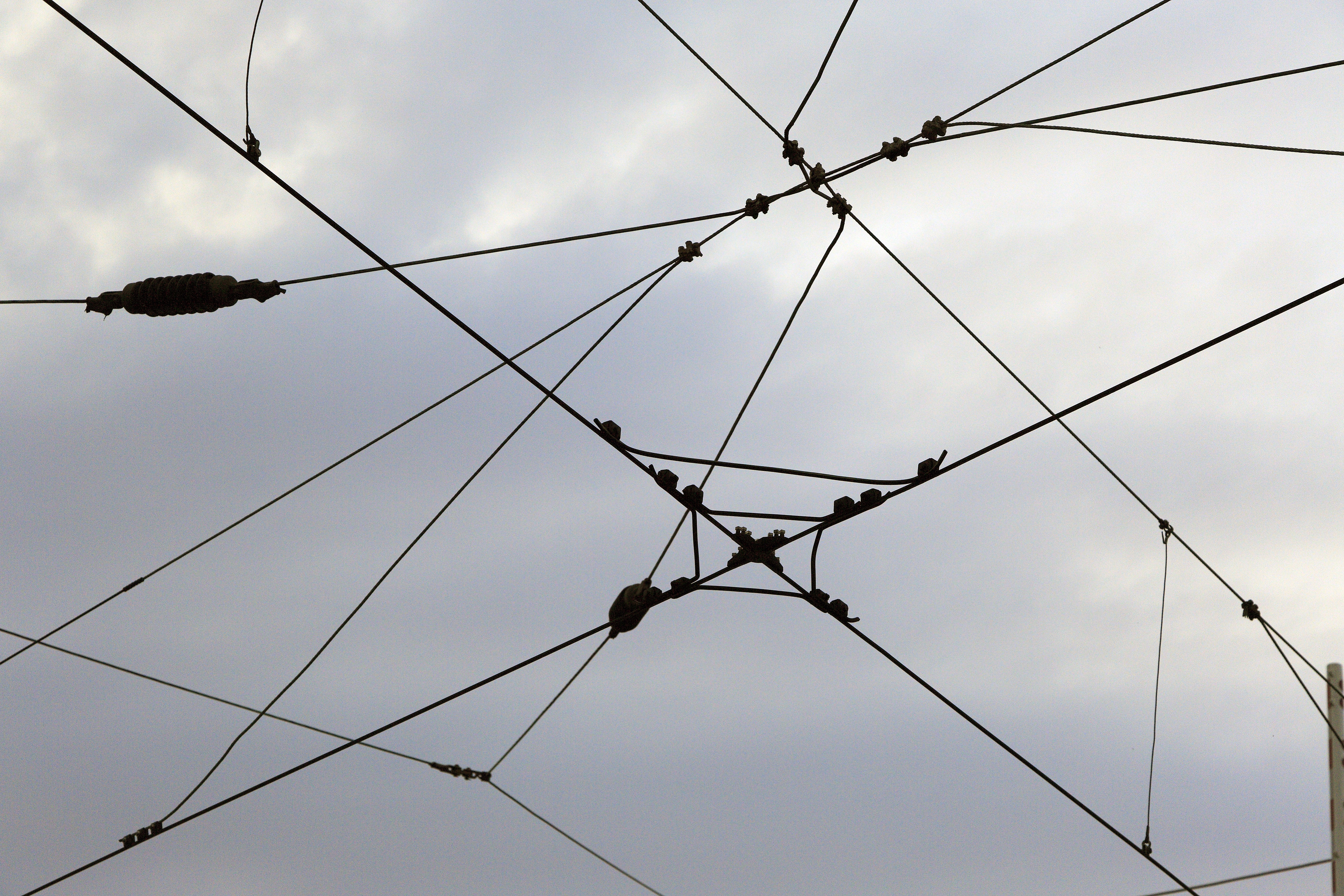
Kreuzung Eisen- mit Straßenbahn, Fahrleitung
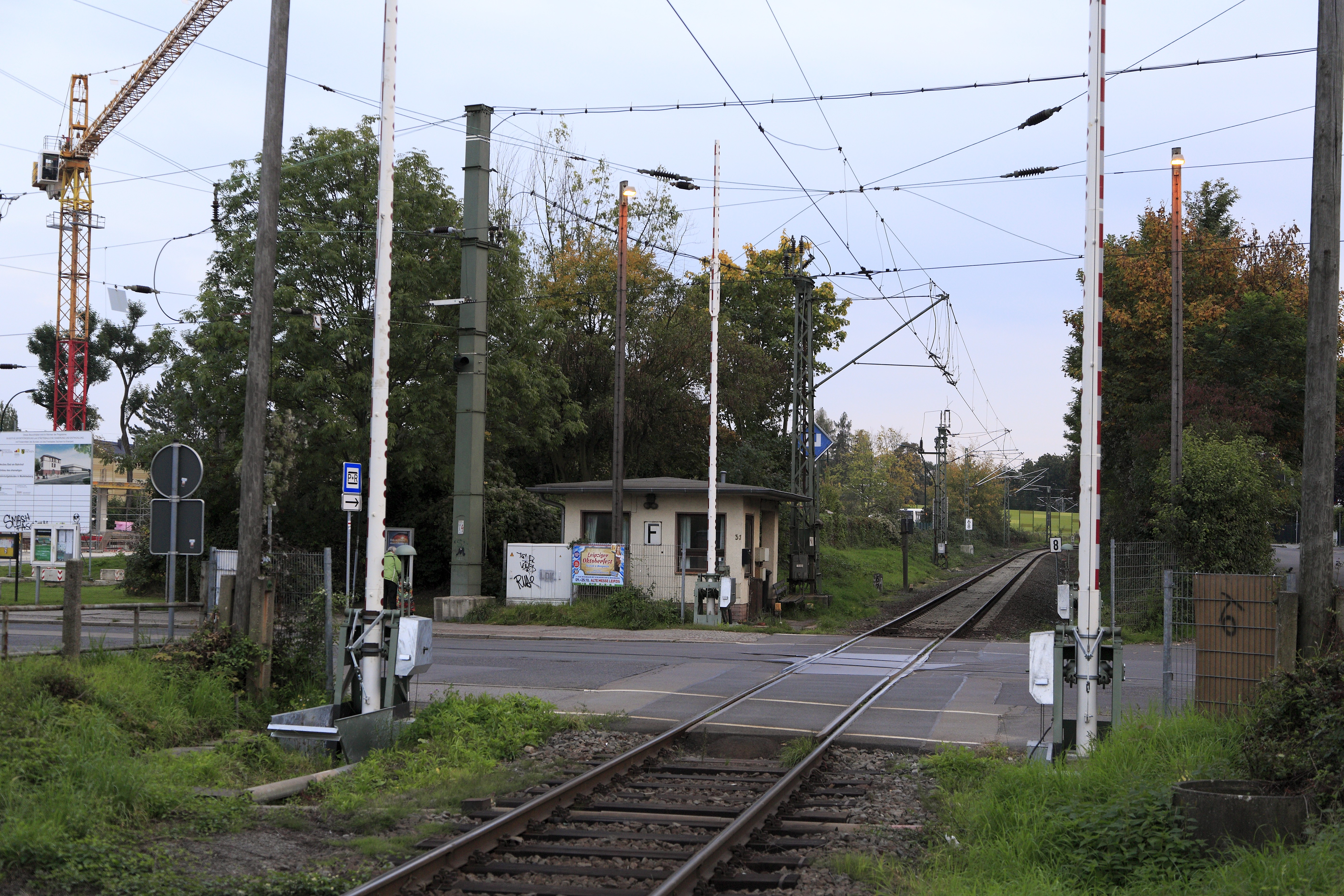
Wegübergang im November 2015

- NGT8 auf Linie 9 am Bayerischen Bahnhof in den alten Farben
- Kreuzung Eisen- mit Straßenbahn, Gleiskreuzung
- Kreuzung Eisen- mit Straßenbahn, Fahrleitung
- Wegübergang im November 2015

### Linie 10/N10
Die Linie 10 ist größtenteils eine Verstärkerlinie für die Linie 11 und verläuft daher beginnend in Wahren bis zum Connewitzer Kreuz parallel zu dieser, bevor sie nach Bedienung der Haltestellen entlang der Arno-Nitzsche-Straße am Triftweg auf die Linie 16 trifft und anschließend wie diese zur Endstelle Lößnig führt. Die Linie 10 verkehrt als Tageslinie täglich bis 21:30 Uhr, im nördlichen Streckenabschnitt (Wahren – Hauptbahnhof) allerdings sonn- und feiertags erst ab 12 Uhr. Außerhalb der Einsatzzeiten der Linie 10 übernimmt seit 2015 nach Einstellung der Strecke nach Markkleeberg-West die in dieser Zeit an der Haltestelle Connewitzer Kreuz endende Linie 9 die Fahrten über die A.-Nitzsche-Straße nach Lößnig.
Während der Schulferien in Sachsen verkehrt die Linie 10 werktags nur noch alle 20 Minuten, wobei dies aufgrund von Fahrermangel seit 2018 auch häufig während der Schulzeit der Fall ist. So verkehrte seit 29. August 2022 die Linie 10 nur noch alle 20 Minuten und kam zudem seit 17. April 2023 an Sonn- und Feiertagen nicht mehr zum Einsatz. Nachdem Ende Oktober 2023 zumindest in den Hauptverkehrszeiten wieder ein 10-Minuten-Takt angeboten wurde, ist dies seit dem 5. August 2024 wieder dauerhaft der Fall. Im Fahrplanjahr 2024 wurde der Betrieb der durchgehenden Linie 10 auf den werktäglichen Tagesverkehr eingeschränkt wurde und zu allen anderen Verkehrszeiten durch eine zusätzliche Linie 11E bzw. im Südabschnitt durch Fahrten der Linie 9 ersetzt.
Zur Unterstützung der Nachtbuslinie N9 fuhr seit dem Fahrplanwechsel 2013 eine Linie 10 auch an den Wochenendnächten zwischen Lößnig und Hauptbahnhof, wo die Abfahrt zusammen mit den Nachtbussen jeweils um 1:11, 2:22 und 3:33 Uhr erfolgte. Diese Fahrten werden seit dem 1. April 2018 unter der Bezeichnung N10 durchgeführt und planmäßig mit NGT10 bedient. Von März 2020 bis Juli 2021 sowie zwischen Dezember 2021 und März 2022 verkehrte die Linie N10 infolge der COVID-19-Pandemie in Deutschland nicht.
Die Linie 10 war seit ihrer Wiedereinführung im Jahr 2001 fest in der Hand von NGT8, welche sich jedoch zunehmend als zu klein erwiesen und denen daher ab Ende 2020 ein NB4 beigestellt wurde. An Sonn- und Feiertagen kommen auch NGT10 auf der Linie 10 zum Einsatz.

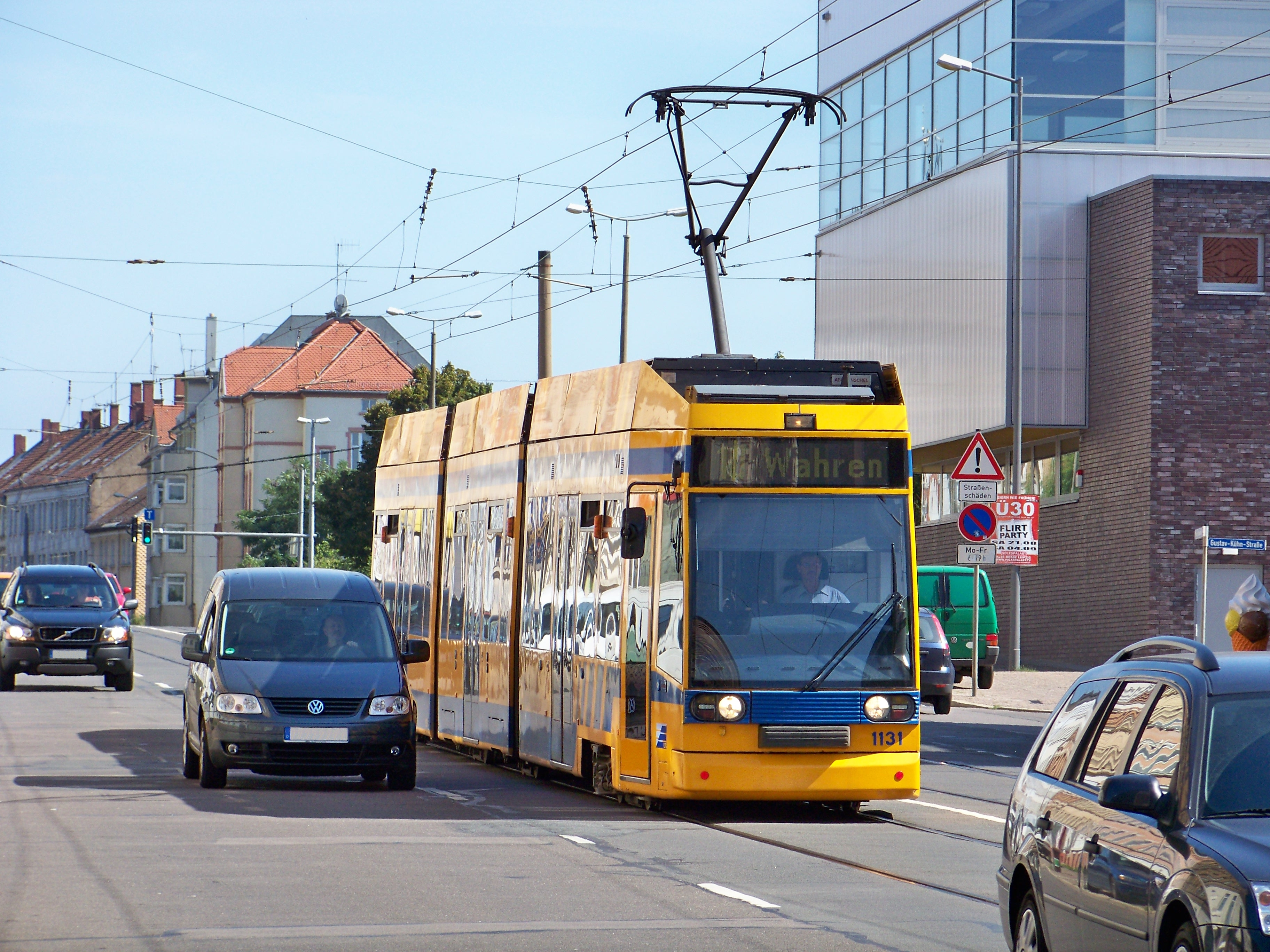
Ein NGT8-Triebwagen auf Linie 10 in der Georg-Schumann-Straße
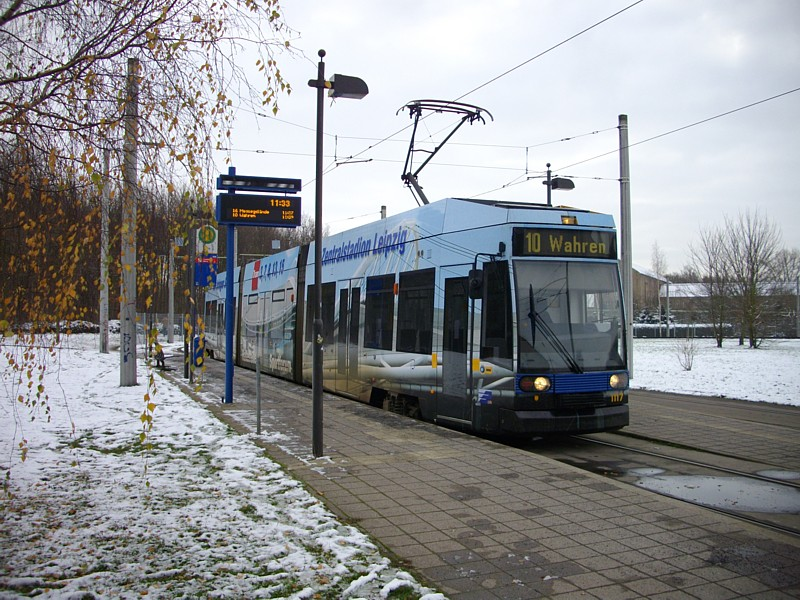
NGT8 auf Linie 10 in Lößnig

### Linie 11/11E
Die Linie 11 verläuft von der Stadt Schkeuditz in die Stadt Markkleeberg (Markkleeberg Ost) und durchquert das Leipziger Stadtgebiet von Nord nach Süd; sie ist zusammen mit den Linien 15 und 16 eine der Linien, welche im Rahmen der Netzumstellung im Jahr 2001 weitgehend unverändert beibehalten worden sind. Mit 22,1 km ist sie die längste Linie des Leipziger Netzes. Außerdem ist sie die einzige Straßenbahnlinie, die drei Städte verbindet und damit zwei MDV-Tarifzonengrenzen passiert. Mittelfristig ist für die Linie 11 ein stadtbahnmäßiger Ausbau geplant, wie dies für die Linien 15 und 16 bereits in großen Teilen erfolgte.
Montags bis sonnabends endet im Tagesverkehr jeder zweite Kurs als Linie 11E bereits in Hänichen bzw. Dölitz, sodass Schkeuditz und Markkleeberg-Ost nur alle zwanzig Minuten angefahren werden. Sonntags sowie in den Schwachverkehrszeiten fahren jedoch alle Züge bis Markkleeberg-Ost, während die Außenstrecke nach Schkeuditz nur alle 30 Minuten bedient wird. Die Linien 10 und 11 ergänzen sich auf ihrer Hauptachse (Wahren – Connewitzer Kreuz) zu einem Fünfminutentakt bzw. am Sonntagnachmittag entsprechend zu einem 7/8-Minuten-Takt. Zur Kompensation des auf der Linie 10 insbesondere während der Schulferien seit 2018 geltenden 20-Minuten-Taktes verkehrt die Linie 11/11E in diesen Zeiten im 8/12-Minuten-Takt, um auf dem gemeinsam bedienten Abschnitt einen etwas gleichmäßigeren 6/6/8-Minuten-Takt anbieten zu können. Im Fahrplanjahr 2024 wurde die Einsatzzeit der Linie 10 auf den werktäglichen Tagesverkehr reduziert, sodass zu Zeiten des 15-Minuten-Taktes eine zusätzliche Linie 11E zwischen Wahren bzw. Hauptbahnhof und dem S-Bf. Connewitz zum Einsatz kam, die den Takt in diesem Abschnitt auf das gewohnte 7/8-Minuten-Intervall verkürzte.
Zwischen 2016 und 2024 waren die Linien 11 und 11E montags bis sonnabends miteinander verknüpft und verkehrten in folgendem Umlauf: Schkeuditz → Markkleeberg-Ost → Wahren → Dölitz → Schkeuditz. Nach Fertigstellung einer seit langer Zeit geplanten Wendeschleife in Hänichen wurde die Linie 11E Ende November 2024 über Wahren hinaus hierher verlängert und bringt somit den Leipziger Ortsteilen Stahmeln und Lützschena einen durchgehenden 10-Minuten-Takt. Seitdem fahren die Linien 11 und 11E zumeist wieder in getrennten Umläufen.
Zum Einsatz gelangen an Werktagen momentan fast ausschließlich NGT12, die die hier bisher eingesetzten Tatra-Großzüge bis Anfang der 2010er Jahre zunächst auf der Linie 11 und einige Jahre später auch auf der Linie 11E ablösten. Lediglich in der Frühspitze kam bis Ende 2024 noch ein Kurs bestehend aus NGT8 und NB4 zum Einsatz.

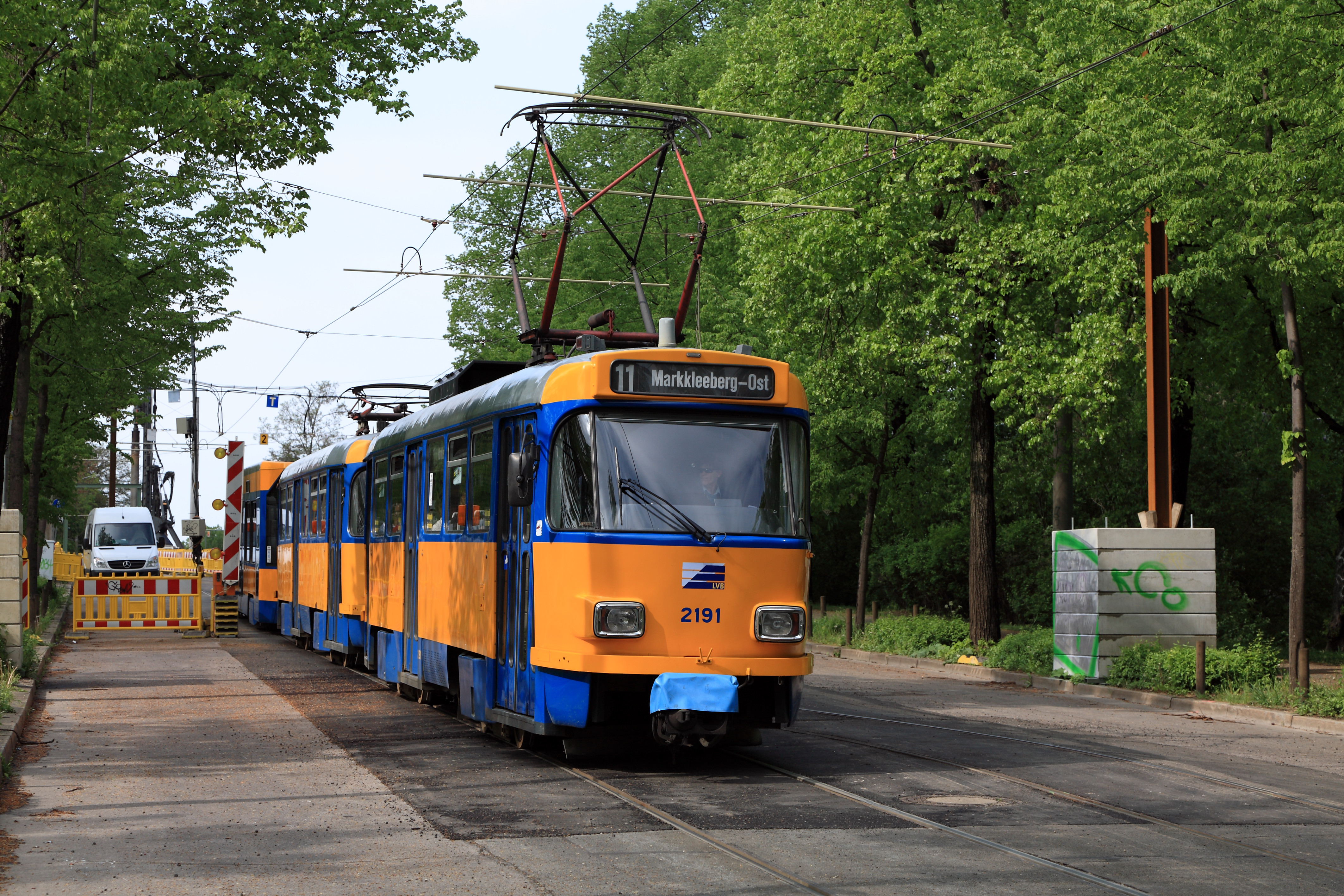
Tatra T4D-M auf der Linie 11 in Connewitz
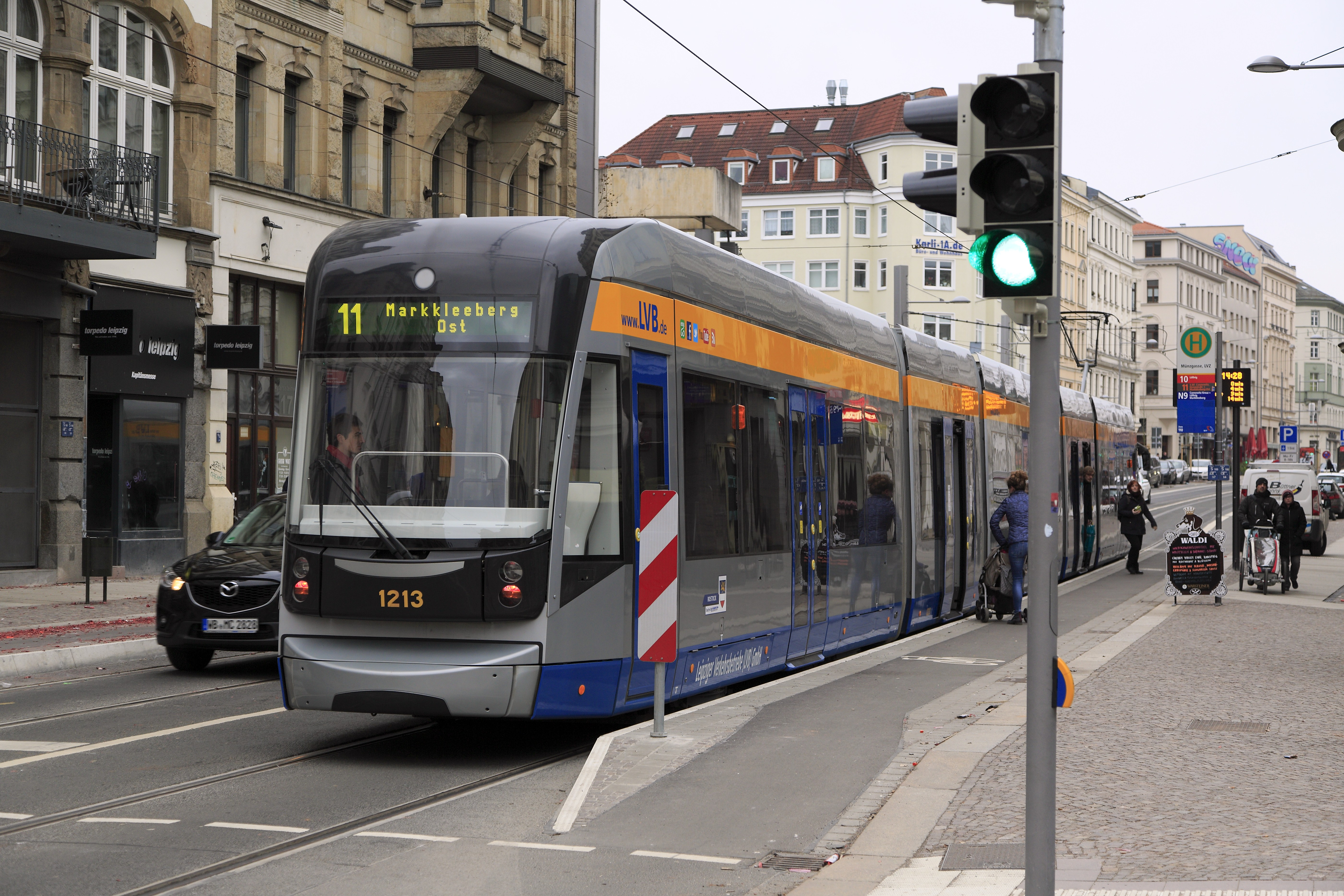
Zug der Linie 11 an der Haltestelle Münzgasse

### Linie 12
Die Linie 12 verläuft von Gohlis Nord vorbei am Zoo und Hauptbahnhof zum Johannisplatz, nahe der Innenstadt. Montags bis freitags von 6 bis 9:30 Uhr fahren die Wagen weiter über die Prager Straße zum Technischen Rathaus und von dort als Linie 4E zurück zum Johannisplatz. Von 14 bis 19 Uhr wechseln die Wagen bereits am Goerdelerring auf die Linie 4E in Richtung Riebeckstraße/Stötteritzer Straße und fahren ab Technisches Rathaus wieder als Linie 12 zurück nach Gohlis-Nord. Entlang der inneren Prager Straße verstärkt die Linie 12 somit in der HVZ die Linie 15. Ab Ende 2026 soll die Linie 12 im Tagesverkehr dauerhaft und in beiden Richtungen als zweite Linie die Prager Straße bedienen und ab Technisches Rathaus weiter nach Stötteritz verkehren. Die bisher mit ihr verknüpfte Linie 4E entfällt entsprechend.
Auf der Linie 12 werden seit ihrer Einführung im Regelfall nur NGT8 eingesetzt, auf einzelnen Kursen seit 2024 auch mit Beiwagen behangen. Lediglich an Sonn- und Feiertagen erfolgt seit 2021 der Einsatz von NGT10, um trotz des dann geltenden 15-Minuten-Taktes mehr Platzkapazität am Zoo anbieten zu können. In den ersten Jahren nach Eröffnung des Gondwanalandes im Zoo erfolgte in der Sommersaison auch eine Verstärkung der Linie 12 an Wochenenden durch den Einsatz einer Linie 12E zwischen Johannisplatz und Nordplatz.

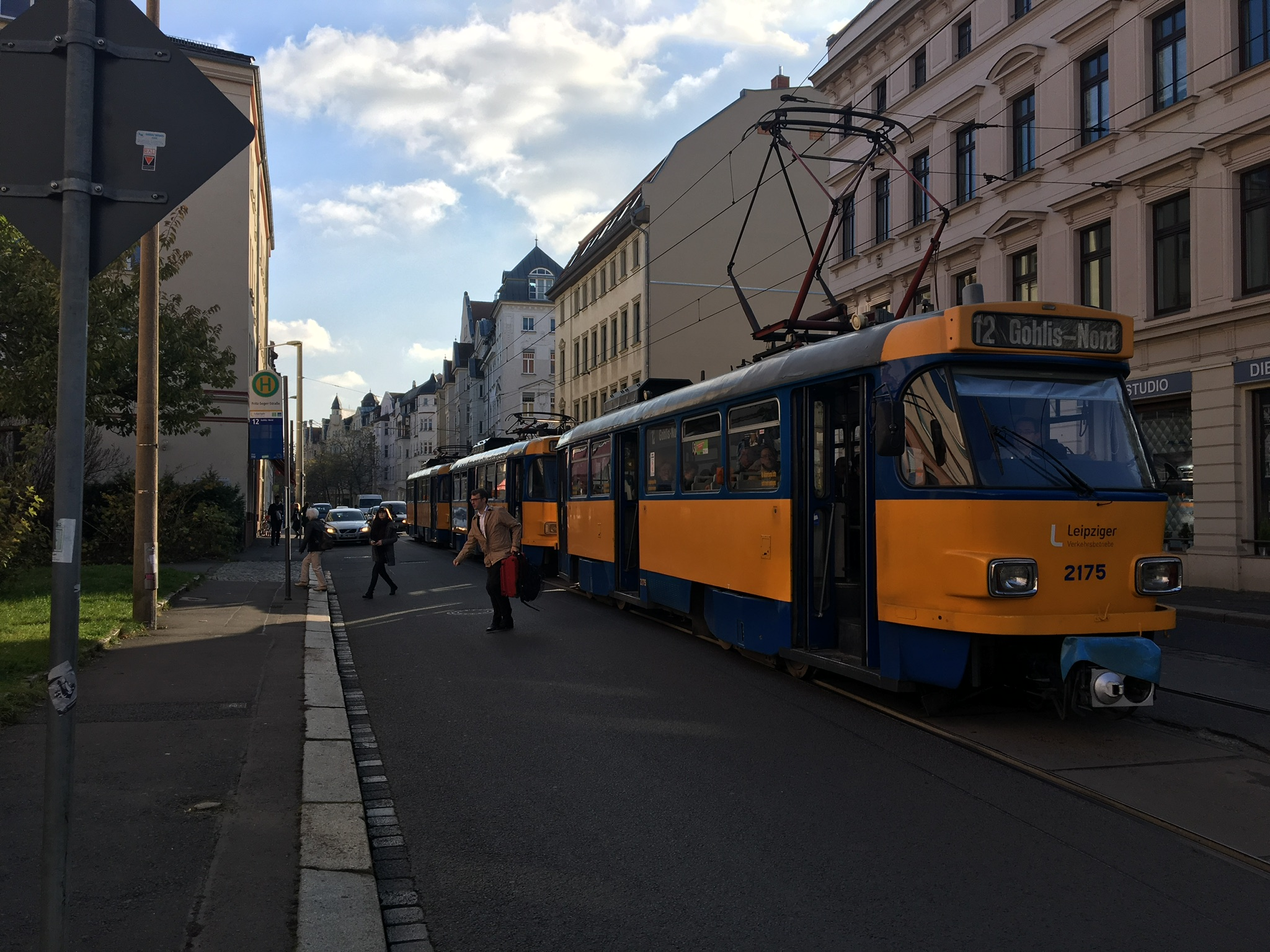
Tatra-Ersatz auf der Linie 12 an der Haltestelle Fritz-Seger-Str.
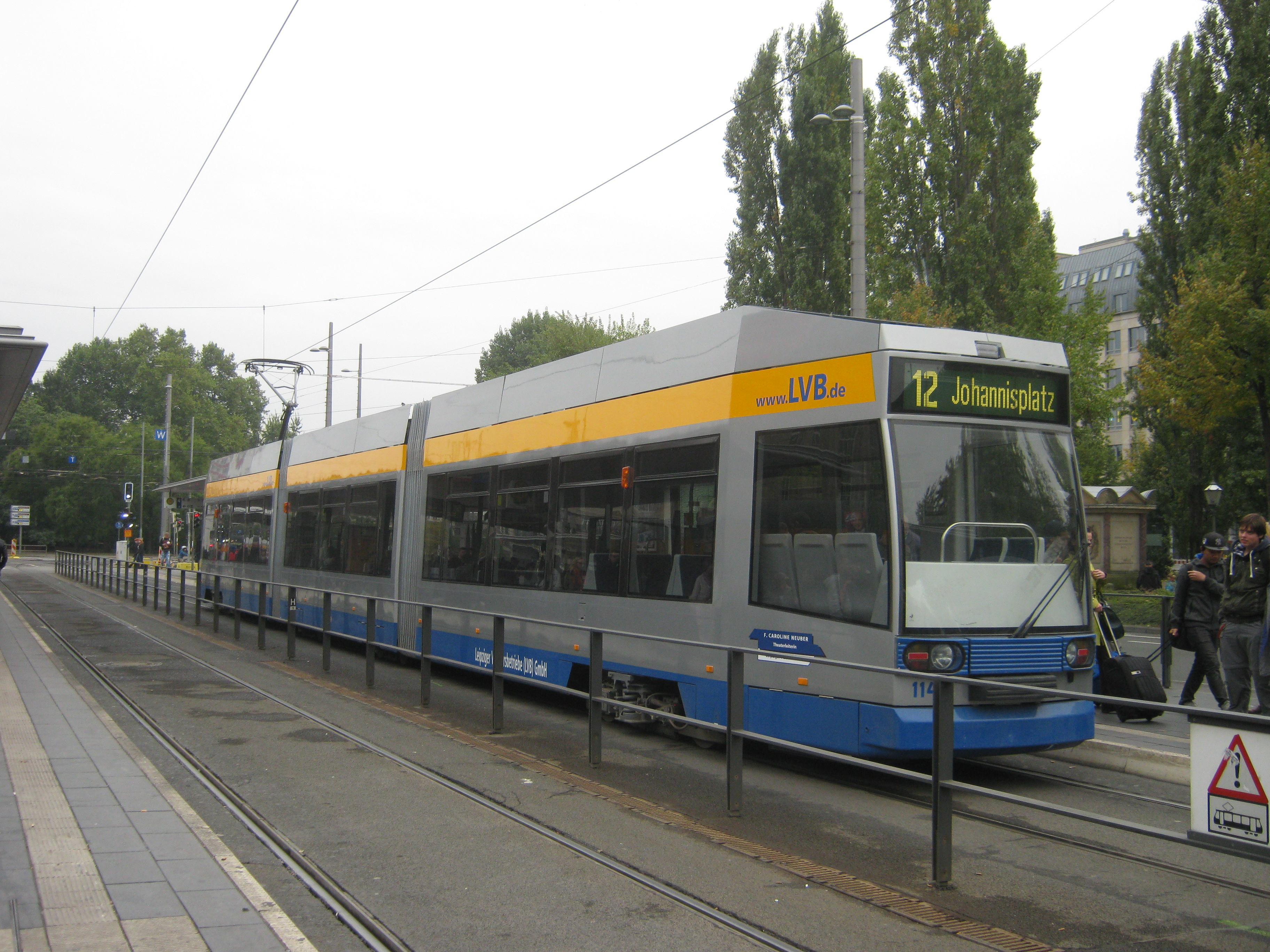
Zug der Linie 12 an der Haltestelle Hauptbahnhof

### Linie 14

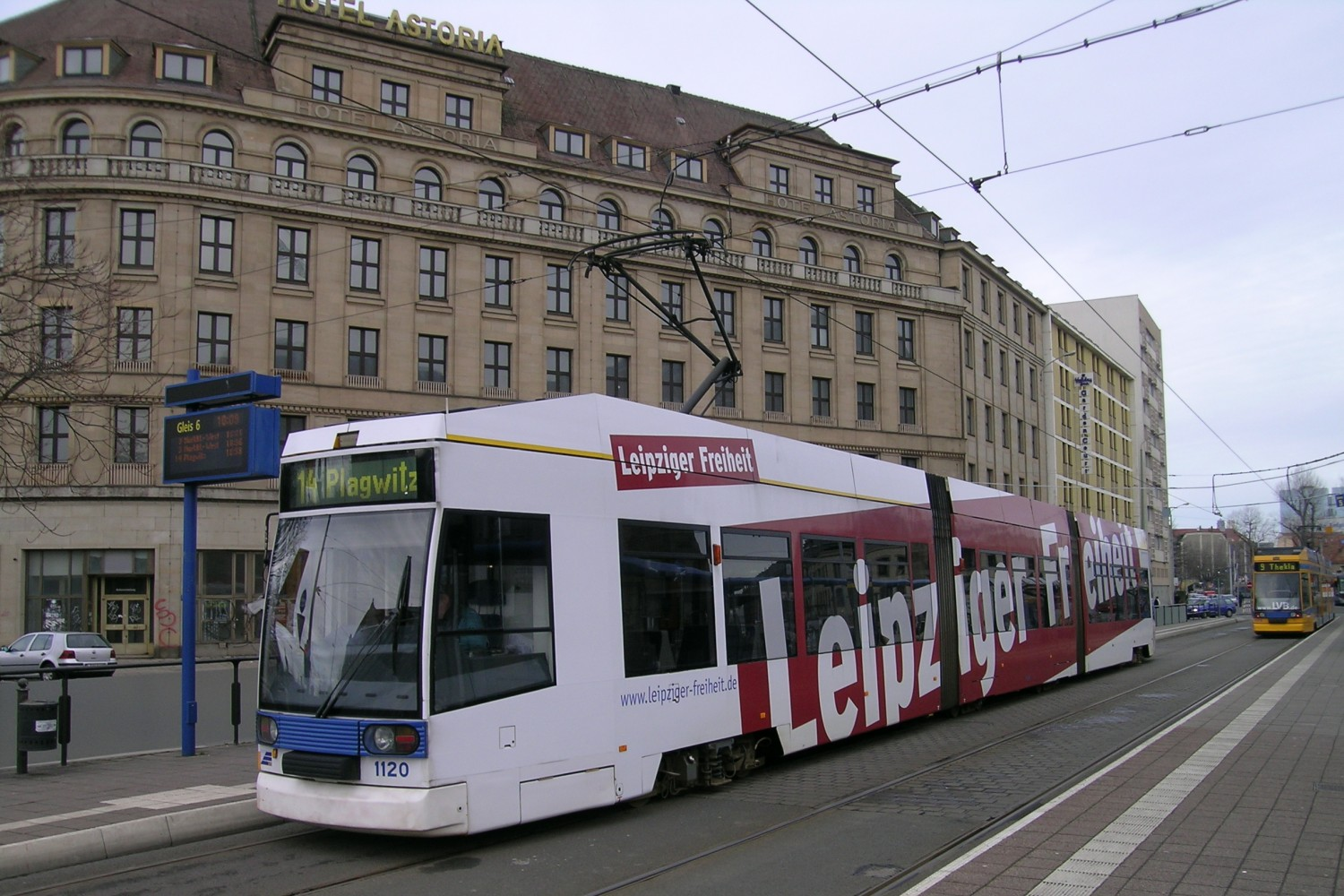
NGT8 auf Linie 14 am Hauptbahnhof, Westseite

Die Linie 14 verläuft vom S-Bf. Leipzig-Plagwitz zum Stadtzentrum und umrundet dieses im Uhrzeigersinn.
Bis zum 14. Dezember 2008 verkehrte die Linie 14 alle 20 bzw. 30 Minuten zwischen Eutritzsch, Krankenhaus und Plagwitz über Hauptbahnhof/Westseite und Wittenberger Straße. Aufgrund geringer Nachfrage wollten die LVB die Linie 2007 auf gesamter Strecke durch Busse ersetzen. Dies konnte jedoch durch den Stadtrat abgewendet werden, da man die Karl-Heine-Straße im aufstrebenden Stadtteil Plagwitz nicht vom schienengebundenen ÖPNV abkoppeln und somit die Entwicklung des Stadtteils gefährden wollte. Um dennoch Kosten einzusparen, haben die LVB mit Zustimmung der Stadt beschlossen, den Nordabschnitt der Linie 14 am 14. Dezember 2008 ersatzlos einzustellen. Seither verkehrte sie nur noch zwischen Hauptbahnhof/Westseite und Plagwitz.
Um die Auslastung der Linie zu verbessern, erfolgen seit Jahren gezielte Maßnahmen zur Attraktivitätssteigerung. Ein Vorschlag, die Straßenbahnlinie 14 als „Kultur-Tram“ zu vermarkten, kam zwar nicht über das Planungsstadium hinaus, jedoch erfolgte zum 11. Dezember 2011 eine Änderung in der Linienführung. Seither endet die Linie 14 nicht mehr an der Westseite des Hauptbahnhofs, sondern umrundet das Stadtzentrum im Uhrzeigersinn. Zusätzlich wurden wiederholt geringe Taktverdichtungen wirksam und seit Ende November 2021 verkehrt die Linie 14 wie alle anderen Straßenbahnlinien ebenfalls im 10-Minuten-Takt. Lediglich an Sonn- und Feiertagen sowie täglich während der Schulferien blieb es beim 15-Minuten-Intervall. Tatsächlich konnte der verdichtete Takt nur für wenige Wochen nach seiner Einführung gefahren werden, bevor aufgrund zunehmenden Fahrermangels auch an Schultagen wieder der 15-Minuten-Takt zum Tragen kam. Erst Ende August 2023 erfolgte zunächst in den Hauptverkehrszeiten an Schultagen wieder eine Verstärkung zum 10-Minuten-Takt, bevor im September 2024 der reguläre Fahrplan wieder aufgenommen werden konnte.
Mit der zweiten Umsetzungsstufe des Liniennetzes der Zukunft soll die Linie 14 ab Ende 2025 außerhalb der Schwachlastzeiten wieder über Berliner, Wittenberger und Delitzscher Straße zum Klinikum St. Georg verlängert werden; bei Bedarf anstelle der Messesonderlinie 16E auch bis zum Messegelände. Im Zuge dessen wird die Ringrunde aufgelöst und die Linie 14 in beiden Richtungen über Wilhelm-Leuschner-Platz und Hauptbahnhof geführt. In den Schwachlastzeiten ist eine Verknüpfung mit der Linie 12 zwischen Plagwitz und Gohlis-Nord über den Innenstadtring vorgesehen.
Die Maßnahmen zur Attraktivitätssteigerung schlugen sich auch im Fahrzeugeinsatz nieder. Die ursprünglich seit 2010 auf dem Restabschnitt nach Plagwitz eingesetzten Solo-Tatras wurden erst durch Leoliner und schließlich durch NGT8 ersetzt, welche mittlerweile den planmäßigen Auslauf der Linie 14 dominieren.

### Linie 15

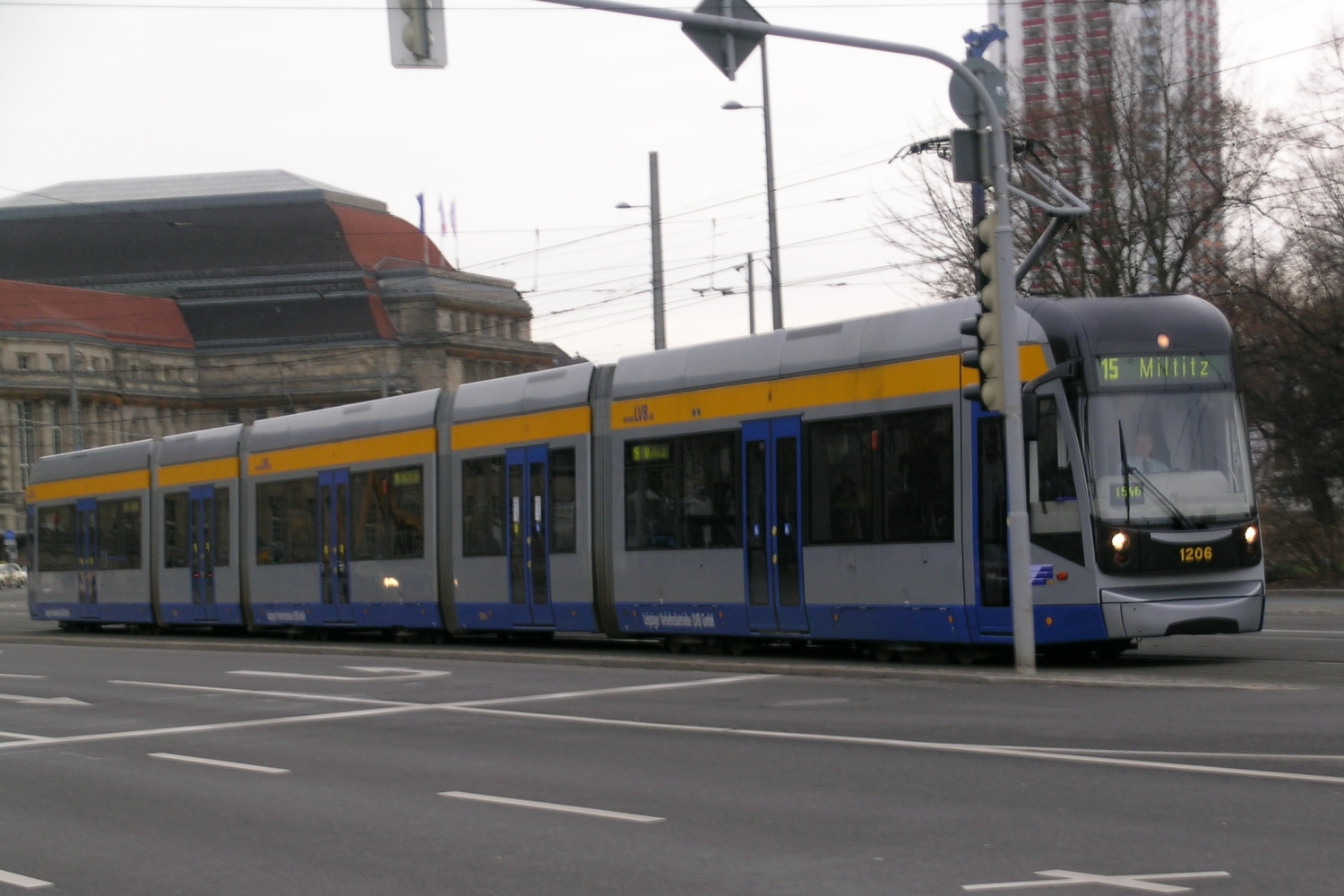
Ein NGT12 auf Linie 15 am Willy-Brandt-Platz/Tröndlinring

Die Linie 15 verläuft von Miltitz im Westen nach Meusdorf im Osten durch das Leipziger Stadtgebiet und existierte bereits vor der Netzreform im Jahr 2001 in ihrer heutigen Form. Die zum Erreichen eines durchgehenden Nummernschemas 1-12 angedachte Umbenennung in Linie 5 wurde aufgrund unnötiger Verwechslungsgefahr mit der Vorgängerlinie nicht vollzogen und später gänzlich verworfen. Der Ausbau zur Stadtbahnlinie konnte Ende 2014 mit der Fertigstellung der Lützner Straße weitgehend abgeschlossen werden, wobei aus Platzgründen nicht überall ein eigener Gleiskörper angelegt werden konnte.
Auf der Linie 15 werden planmäßig nur NGT12 eingesetzt, welche die zuvor bis 2005 ausschließlich und danach noch bis 2021 fallweise eingesetzten Tatra-Großzüge nahezu vollständig verdrängt haben.

### Linie 16

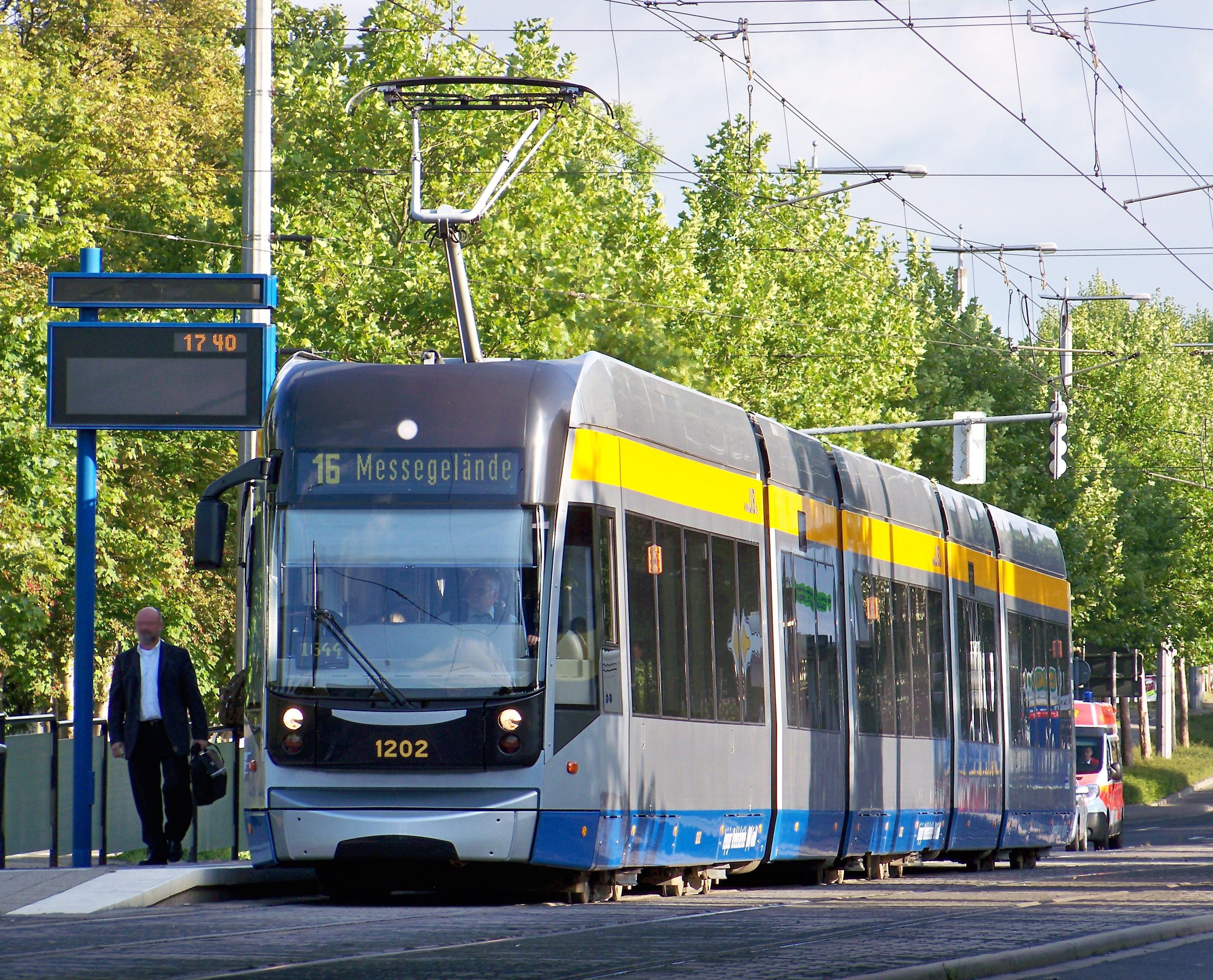
Zug der Linie 16 an der Haltestelle »Klinikum St. Georg«

Die Linie 16 bindet das neue Messegelände im Norden der Stadt an und endet in Lößnig. Seit der Netzumstellung 2001 nutzt sie zwischen Bayrischem Platz und Triftweg nicht mehr die Strecke über Arthur-Hoffmann- und Arno-Nitzsche-Straße, sondern fährt den direkten Weg über Philipp-Rosenthal-Straße sowie eine Neubaustrecke entlang der Zwickauer Straße durch das Gelände der Alten Messe. Außerdem ist sie fast vollständig stadtbahnmäßig mit besonderem Gleiskörper ausgebaut und war 2006 die erste Linie in Leipzig, auf welcher alle Haltestellen behindertengerecht ausgebaut sind. Zur besseren Anbindung einer Oberschule in Wiederitzsch wird an Schultagen morgens eine Zusatzfahrt zwischen Innenstadt und Messegelände angeboten, auf der planmäßig Tatra-Wagen zum Einsatz gelangen.
Anfangs aufgrund ihres weitgehend stadtbahnmäßigen Ausbauzustandes mit überwiegend barrierefreien Haltestellen als Prestigelinie fest in der Hand von NGT8, wurden diese ab Ende 2006 Stück für Stück durch größere NGT12 ersetzt, sodass auch die bis dahin in den HVZ erforderliche Verdichtung auf einen 8-Minuten-Takt entfallen konnte. 2020 erfolgte jedoch deren Ersatz durch die kleineren NGT10, welche seitdem außerhalb großer Messen den Verkehr tragen. Mit Inbetriebnahme der neuen 2,40 m breiten Fahrzeuggeneration voraussichtlich im Laufe des Jahres 2025 ist deren Einsatz auf der Linie 16 vorgesehen, da diese als bisher einzige Linie uneingeschränkt für die breiteren Fahrzeuge befahrbar ist.

### Linie N17
Seit 1. April 2018 kommt mit der Nachtlinie N17 zum ersten Mal seit der Einstellung des durchgehenden, nächtlichen Straßenbahnverkehrs im Jahr 1998 wieder täglich eine Straßenbahnlinie im Nachtverkehr zum Einsatz. Sie verläuft im Westabschnitt wie die Linie 1 zwischen Lausen und Hauptbahnhof und verkehrt im Osten weiter im Zuge der Linie 7 über Torgauer Platz nach Paunsdorf-Nord. Die Abfahrt ab Hauptbahnhof erfolgt zusammen mit den Nightliner-Buslinien N1–N9 täglich jeweils 1:11, 2:22 und 3:33 Uhr ab Hauptbahnhof, sowie an Wochenend- und Feiertagen auch 1:45 und 3:00 Uhr, wobei die Zwischenfahrten infolge der Auswirkungen der Corona-Pandemie zwischen März 2020 und Juli 2021 sowie zwischen Dezember 2021 und März 2022 entfallen sind. Zum Einsatz kommen planmäßig NGT10.

### Veranstaltungslinien
Bei Großveranstaltungen werden nach Bedarf außerplanmäßige Verstärkerzüge eingesetzt, die nur mit E als Liniennummer beschildert sind. Ebenso sind aus- bzw. einrückende Züge, sofern vom üblichen Linienweg abweichend, mit einem E gekennzeichnet. Diese Züge werden nicht im Aushangfahrplan verzeichnet, verkehren jedoch regelmäßig im Übergang zwischen Früh- und Tages- bzw. Tages- und Abend-/Nachtverkehr und können durch Fahrgäste genutzt werden. Zu Messezeiten verkehren je nach Bedarf zusätzliche Züge als Linie 16E auf dem nördlichen Ast und enden üblicherweise am Wilhelm-Leuschner-Platz, wobei zum Wenden die extra zu diesem Zweck angelegte Gleisverbindung durch die Windmühlenstraße, die so genannte Messekehre, genutzt wird.
Mit dem Aufstieg des Fußballvereins RB Leipzig in die 1. Bundesliga wurde das Verkehrskonzept zu Großveranstaltungen in der Red Bull Arena (ehemaliges Zentralstadion) grundlegend neu aufgestellt. So verkehren bei Fußballspielen und bei anderen Großveranstaltungen je nach Wochentag und erwarteter Nachfrage neben Verstärkerzügen im Zuge der Linien 7E und 15E auch eigene Veranstaltungslinien mit Nummern im 50er-Bereich, wobei momentan die Linien 51, 54 und 56 zum Einsatz gelangen. Bei der Linie 51 handelt es sich im Regelfall um über die Waldstraße geführten Züge der Linie 10, sodass diese dann nicht im Einsatz ist. Infolge der baubedingten Sperrung der Waldstraße verkehrte die Linie 51 zwischen Oktober 2022 und Dezember 2023 zweigeteilt, wobei der nördliche Ast ab Wahren als Linie 50 über Hbf/Westseite zum Sportforum Süd verkehrte, während der südliche Ast ab Lößnig weiterhin als Linie 51 bezeichnet ab Waldplatz ebenfalls zum Sportforum Süd umgeleitet wurde. Seit dem Fahrplanwechsel 2024 werden die bisher als Linie 4E verkehrenden Verstärkerzüge zwischen W.-Leuschner-Platz und Sportforum-Ost als Linie 54 bezeichnet.
Zwischen 2005 und 2016 verkehrte die Linie 56 mit identischem Laufweg als Linie 52. Die vor 2016 ebenfalls fallweise verkehrenden Linien 53 (Dölitz – Connewitzer Kreuz – Westplatz – Sportforum) und 54 (Lausen – Adler – Sportforum) werden seitdem nicht mehr angeboten.

### Sonder- und Baustellenlinien

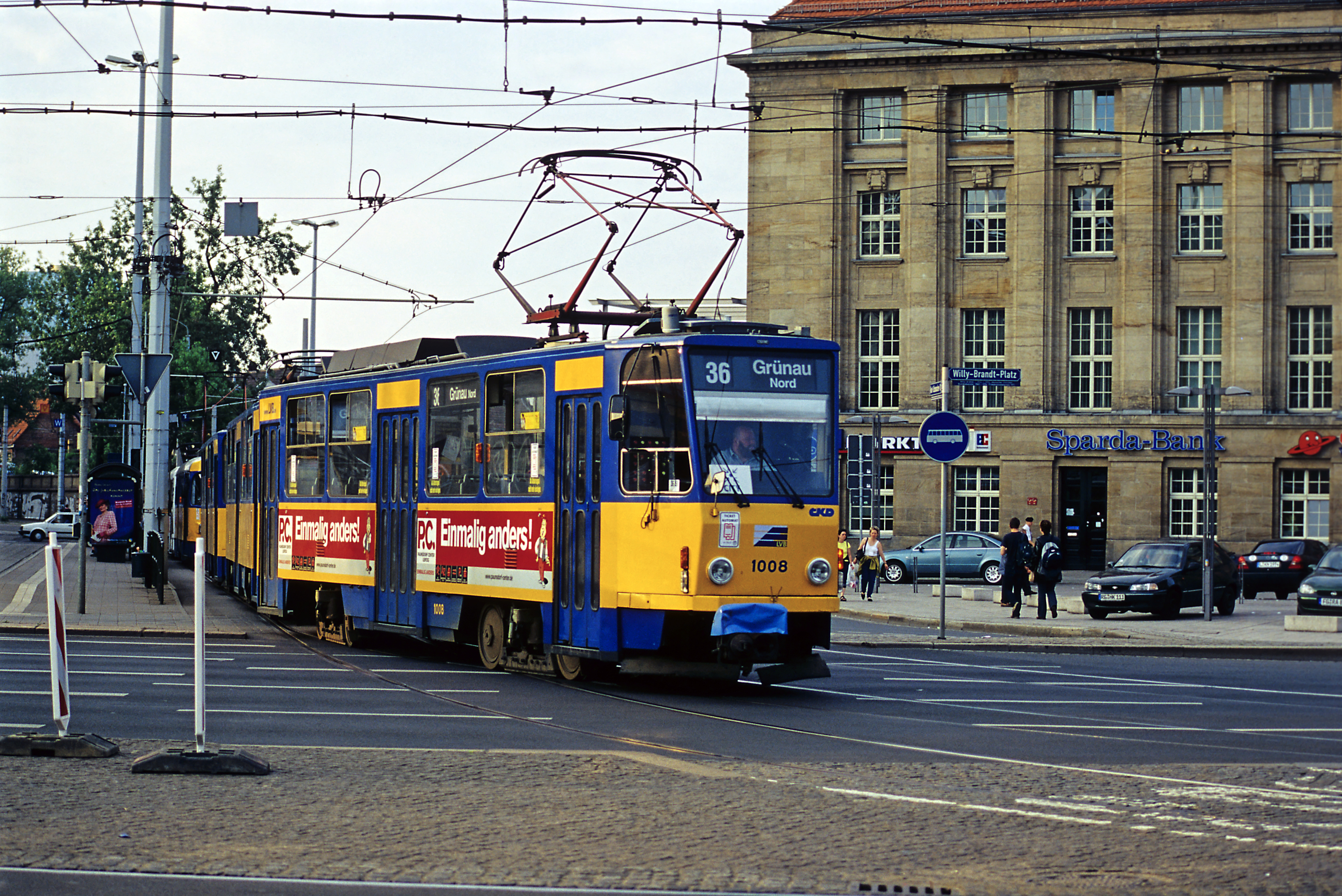
Zug der Sonderlinie 36 während des 31. deutschen Turnfestes im Mai 2002

Sind infolge von Baumaßnahmen oder größeren Veranstaltungen in der Innenstadt (z. B. Lichtfest) stark vom Regellaufweg abweichende Umleitungen nötig, kommen zeitweise anstelle der normalen Linien Sonderlinien aus dem 30er Nummernbereich zum Einsatz. Eine Linie 31 verkehrte zudem zwischen 2010 und 2018 während des Wave-Gotik-Treffens zwischen Hauptbahnhof und Straßenbahnhof Dölitz über Augustusplatz, Wilhelm-Leuschner-Platz (nur Richtung Dölitz), Bayerischer Bahnhof, Zwickauer Straße, Richard-Lehmann-Straße und Connewitzer Kreuz. Seitdem erfolgt die Verstärkung zwischen der Innenstadt und Dölitz ausschließlich durch eine weitere Linie 11E.
Infolge der Auslagerung der 94. Oberschule von Miltitz ins Waldstraßenviertel verkehrten in den Schuljahren 2018/19 bis 2021/22 an Schultagen die Straßenbahnlinien 18 (Miltitz – Grünau – Angerbrücke – Waldplatz – Sportforum-Ost) und 19 (Lausen – Adler – Angerbrücke – Waldplatz – Sportforum-Ost) mit Einzelfahrten zum Unterrichtsbeginn und -ende. Weitere fallweise notwendige Schülerfahrten zu ausgelagerten Schulstandorten wurden teilweise auch als Linie E durchgeführt.

### Eingestellte Linien (seit 2001)
Mit der Netzreform 2001 wurden neben den noch heute weitgehend unverändert betriebenen Linien 1–4, 7–12 und 14–16 auch die Linien 13 (Hauptbahnhof – Grünau-Nord) und 18 (Taucha – Portitzer Allee – Sommerfeld) eingeführt. Analog zur Linie 14 verkehrten beide Linien nicht im üblichen 10/15-Minuten-Takt, sondern nur alle 20/30 bzw. 30/60 Minuten (Linie 18) und waren von Anfang an zur baldigen Einstellung bzw. teilweisen Umstellung auf Busverkehr vorgesehen. Während dies zumindest auf dem Westast der Linie 14 abgewendet werden konnte, erfolgte die Einstellung der Linie 13 bereits im Sommer 2003 und die der Linie 18 zum Jahresende 2005. Die Streckenabschnitte Schönauer Ring – Grünau-Nord und Portitzer Allee – Paunsdorf-Nord verloren damit ihren Linienverkehr und wurden zu Betriebstrecken, wobei beide mittlerweile nach weiteren Netzänderungen wieder von anderen Linien befahren werden. Während auf der Linie 13 im Regelfall Tatra-Traktionen eingesetzt wurden, erfolgte auf der Linie 18 nahezu ausschließlich der Einsatz von Solo-Tatras.

## Streckennetz
Das Leipziger Streckennetz hat eine Länge von 144,5 Streckenkilometern und insgesamt 312,1 km Gleise mit der nur in Leipzig verwendeten Spurweite von 1458 mm. 5,3 km der Strecken sind eingleisig ausgeführt. Im Netz gibt es 42 Wendeschleifen und vier Gleisdreiecke.

Trassen und Haltestellen des Leipziger Straßenbahnnetzes (Stand: 18. April 2016)

### Haltestellen
Das Netz verfügt über 522 Haltestellen. Der durchschnittliche Haltestellenabstand beträgt 530 m. Die vier Haltestellen Augustusplatz, Goerdelerring, Hauptbahnhof und Wilhelm-Leuschner-Platz auf dem Innenstadtring stellen zentrale Umsteigepunkte im Netz dar. Jede Straßenbahnlinie bedient mindestens eine dieser Haltestellen.

#### Augustusplatz
Die Haltestelle Augustusplatz liegt direkt auf dem Augustusplatz zwischen Georgiring und Roßplatz. Sie ist als Kreuzungshaltestelle ausgeführt, wobei zwei Gleise in Nord-Süd-Richtung auf dem Innenstadtring (Ostseite des Augustusplatzes) verlaufen und zwei weitere in Ost-West-Richtung auf der sog. Mittelfahrbahn mit Weiterführung Richtung Goethestraße bzw. Grimmaischer Steinweg. Im Haltestellenbereich befindet sich eine Verbindungskurve, genannt „Postkurve“, zwischen den Gleisen auf dem nördlichen Innenstadtring und denen auf dem Grimmaischen Steinweg. So ist der Verkehr auch dann gewährleistet, wenn die Mittelfahrbahn zum Beispiel bei Veranstaltungen gesperrt ist.
Die Züge der Linien 8, 10, 11, 14, 16 und N10 halten am Ostrand (jeweils vor der Kreuzung) und die der Linien 4, 7, 12, 15 und N17 auf der Mittelfahrbahn. Beide Haltestellen sind Doppelhaltestellen, d. h. je Richtung können zwei Züge gleichzeitig halten.

#### Goerdelerring

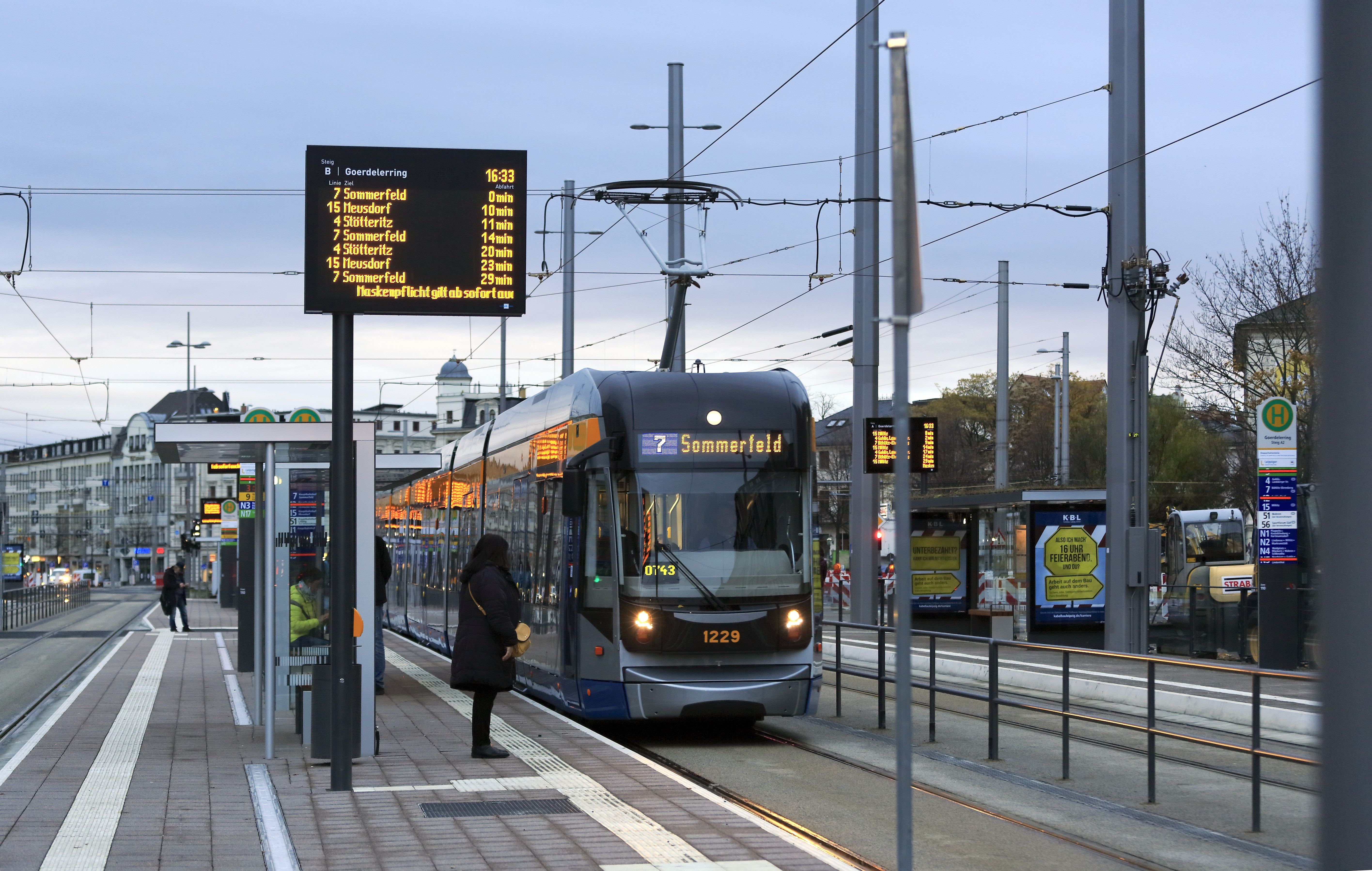
Haltestelle Goerdelerring (2020)

Die Haltestelle Goerdelerring liegt am Nordende des Goerdelerrings auf dem Tröndlinring. Sie ist viergleisig ausgeführt, dabei gibt es an jedem Gleis zwei Haltepositionen. Am westlichen Ende sind sowohl der Goerdelerring als auch der Ranstädter Steinweg und die Pfaffendorfer Straße angebunden.
Im Sommer 1997 wurde die Haltestelle grundlegend modernisiert, dabei wurden sämtliche Gleise ausgetauscht und vier barrierefreie Bahnsteige errichtet. Von Ende März bis November 2020 fand ein erneuter Umbau der gesamten Haltestellen- und Gleisanlage analog zur Haltestelle auf dem Hauptbahnhofsvorplatz statt. Der Oberbau der Haltestellenanlage ist seitdem eine eingedeckte feste Fahrbahn der Bauart Rheda City.
Am Goerdelerring halten die Züge der Linien 1, 3, 4, 7, 9, 12, 14, 15 und N17.

#### Hauptbahnhof
Die Haltestelle Hauptbahnhof liegt direkt südlich des Leipziger Hauptbahnhofs auf dem Willy-Brandt-Platz. Sie ist viergleisig ausgeführt, dabei ist jedes Gleis eine Doppelhaltestelle – bei den Sammelanschlüssen halten aber auch drei oder – auf den Gleisen 2, 3 und 4 – vier Züge auf jedem Gleis. Hierbei hält der jeweils vierte Wagenzug auf der Verkehrsfläche vor dem Fußgängerüberweg am West- bzw. Ostkopf. Am westlichen Ende sind die Kurt-Schumacher-Straße und der Tröndlinring angebunden. In östlicher Richtung verlaufen zwei Strecken zum Augustusplatz (eine über den Georgiring und eine weitere Strecke durch die Goethestraße) und eine Strecke zur Wintergartenstraße.
Die Haltestelle wurde bis 2006 umfassend modernisiert, erweist sich angesichts des zunehmenden Fahrgastandrangs jedoch als zu klein dimensioniert und ist häufig überlastet. Am Westende der Bahnsteige befinden sich Zugänge zu einer Verteilerebene, von welcher sowohl das Einkaufszentrum im Bahnhof als auch die unterirdischen S-Bahn-Station des City-Tunnels erreicht werden kann.
Auf dem Hauptbahnhofsvorplatz halten Züge der Linien 1, 3, 4, 7, 10, 11, 12, 14, 15, 16, N10 und N17 sowie die Buslinien 72, 73 und 89. Die Züge der Linie 9 halten an der Haltestelle Hauptbahnhof/Westseite und die der Linie 8 an der Haltestelle Hauptbahnhof, Wintergartenstraße östlich des Hauptbahnhofs. Einzig die Linie 2 verläuft nicht in der Nähe des Hauptbahnhofs.

#### Wilhelm-Leuschner-Platz
Die Haltestelle Wilhelm-Leuschner-Platz liegt südlich der Innenstadt auf dem Innenstadtring zwischen den Abzweigungen Peterssteinweg und Grünewaldstraße. Die Haltestelle ist eine zweigleisige Doppelhaltestelle und westlich an den Martin-Luther-Ring und den Peterssteinweg (im weiteren Verlauf Karl-Liebknecht-Straße) sowie östlich an den Roßplatz und die Grünewaldstraße angebunden.
Südlich der Haltestelle befindet sich eine Wendeschleife durch die Windmühlenstraße, die sogenannte Messekehre.
Im Zuge des Baus des City-Tunnels wurde die Haltestelle 2005 bis 2006 komplett neu errichtet, allerdings konnte im Gegensatz zum Hauptbahnhof keine umsteigefreundliche Direktverbindung zwischen der Straßenbahnhaltestelle und der S-Bahn-Station angelegt werden.
Am Wilhelm-Leuschner-Platz halten Züge der Linien 2, 8, 9, 10, 11, 14 und N10. Zu Messezeiten endet außerdem die Linie 16E vom Messegelände am Wilhelm-Leuschner-Platz und wendet durch die Messekehre.

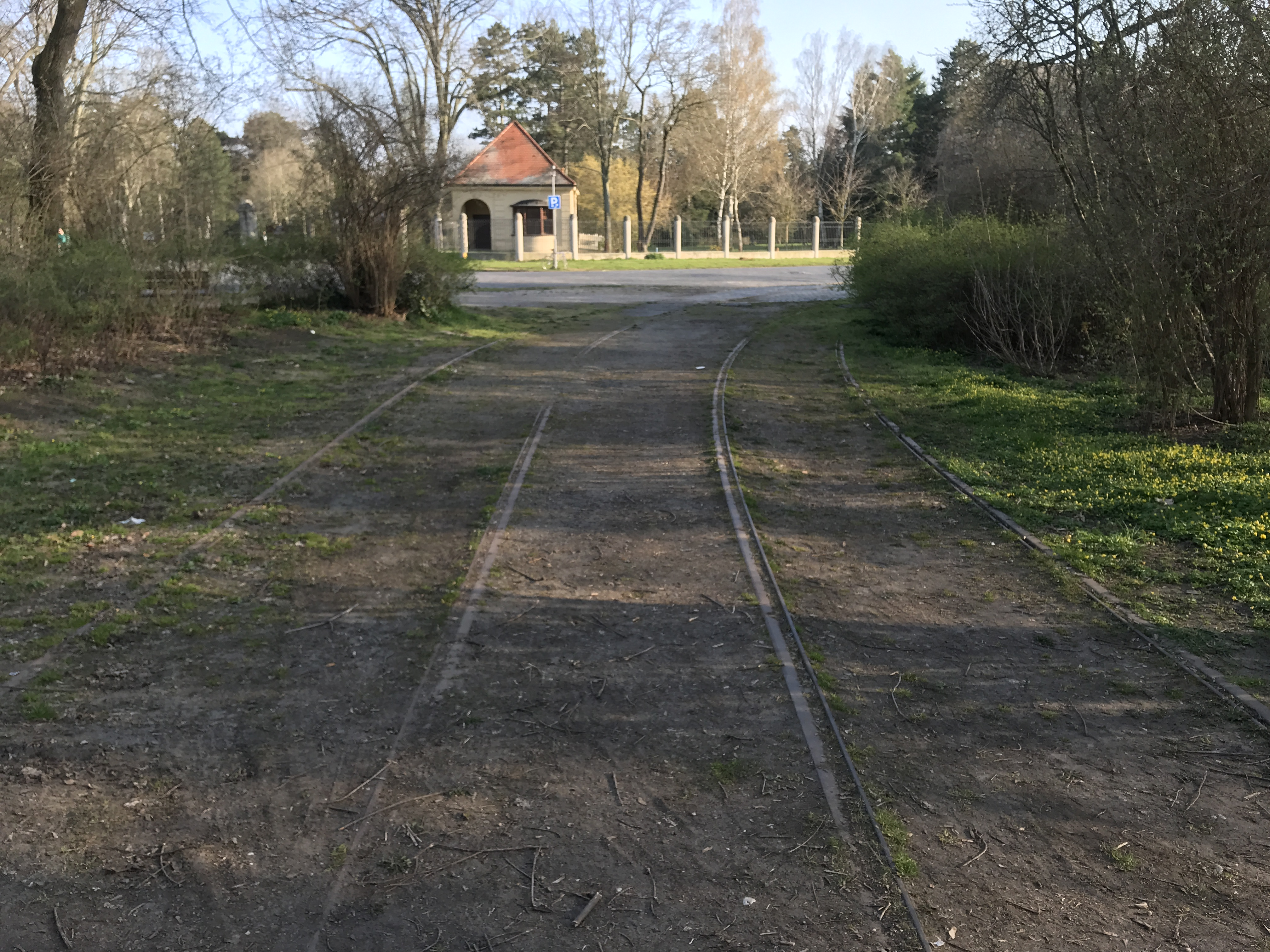
Gleise der stillgelegten Wendeschleife an der Tabaksmühle (Richard-Lehmann-Straße/Friedhofsweg)

### Zukunftsaussichten
Die Entwicklung des Leipziger Straßenbahnnetzes war nach der Wiedervereinigung insbesondere im 21. Jahrhundert – in einem für diese Zeit in Deutschland beispiellosen Maße – durch Stilllegungen einzelner Linien und Strecken gekennzeichnet. So wurden im Zeitraum von 1997 bis 2015 zahlreiche Streckenabschnitte stillgelegt (Breite Straße – Zweinaundorfer Straße – Anger-Crottendorf, Neues Rathaus – Harkortstraße – August-Bebel-Straße – Kurt-Eisner-Straße, untere Hermann-Liebmann-Straße, östliche Richard-Lehmann-Straße – Friedhofsweg, südliche Arthur-Hoffmann-Straße, Connewitzer Kreuz – Markkleeberg-West) bzw. verloren ihren Linienverkehr (Kohlgartenstraße, Rathaus Leutzsch – Straßenbahnhof Leutzsch, Wittenberger Straße sowie Teile der Richard-Lehmann-Straße), während das Netz im Gegenzug nur geringfügig durch neue Strecken (Portitzer Allee – Paunsdorf-Nord – Sommerfeld, Wiederitzsch – Neue Messe, Deutsche Nationalbibliothek – Zwickauer Straße – Triftweg) ergänzt wurde, von denen im Jahr 2000 mit der Verbindung im Zuge der Zwickauer Straße die seither letzte Neubaustrecke in Betrieb ging. Während in den 1990er Jahren noch weitere Strecken (gesamte Arthur-Hoffmann- und Arno-Nitzsche-Straße, Großzschocher – Knautkleeberg, Dölitz – Markkleeberg-Ost, Klingerweg – Karl-Heine-Straße – Plagwitz, Waldstraße/Platnerstraße) zur Disposition standen, scheint nach der 2015 vollzogenen Stilllegung der Strecke nach Markkleeberg-West (Linie 9) die weitere Reduzierung des Straßenbahnnetzes in Leipzig gestoppt und der Erhalt der restlichen Strecken gesichert zu sein.
Nach einer langen Phase des Niedergangs und der Stagnation werden im Zuge der Mobilitätsstrategie 2030, welche im September 2018 einstimmig von der Ratsversammlung beschlossen wurde, und im Rahmen der zweiten Fortschreibung des Nahverkehrsplans 2019, welcher im Dezember 2019 nach intensiven Diskussionen mit mehrjähriger Verspätung verabschiedet wurde, zahlreiche Strecken für eine Netzerweiterung der Straßenbahn untersucht. Damit soll einerseits auf die Herausforderungen infolge des Bevölkerungswachstums und auf die infolge der Klimakrise nötige Mobilitätswende reagiert werden. Aufbauend auf diesen Beschluss hat die Verwaltung im August 2020 drei große Straßenbahnprojekte mit Priorität 1 vorgelegt, für die sofort die Planungen begonnen werden sollen. Am 14. Oktober 2020 beschloss schließlich die Ratsversammlung sowohl die Bereitstellung der Planungsmittel als auch die Planungsaufträge als solche. Die Projekte der höchsten Priorität umfassen dabei im Einzelnen:
- »Südsehne« (Antonienstraße – Rödelstraße – Schleußiger Weg – Kurt-Eisner-Straße – Semmelweisstraße – Technisches Rathaus), inklusive folgender Einbindungstrassen:
- Brünner Straße und Antonienstraße (Verknüpfung der Strecken in der Lützner Straße und Ratzelstraße sowie Trassenverlegung aus der Diezmannstraße in die Antonien-/Brünner Straße)
- Straße des 18. Oktober (Bayerischer Bahnhof – Semmelweisstraße, Trassenverlegung aus der Ph.-Rosenthal-Straße)
- südliche H.-Liebmann-Straße (Verbindung Eisenbahnstraße – Wurzner Straße)
- Anbindung des S-Bahnhofs Wahren ab Rathaus Wahren über die Linkelstraße
- Verlängerung Thekla – Thekla-Süd

Zudem befindet sich bereits eine Neubaustrecke über die Mockauer und Tauchaer Straße zwischen Mockau, Post und Thekla als Ersatz für die Bestandsstrecke in der Kieler Straße in Planung und soll ab 2027 umgesetzt werden. Ebenfalls hohe Priorität genießt die Anbindung des Herzzentrums an das Straßenbahnnetz, wobei zwei Varianten diskutiert werden (Verlängerung ab Stötteritz und/oder ein Abzweig von der Prager Straße über die Franzosenallee). Im Rahmen des „Verkehrskonzepts Nordraum“ zur besseren Anbindung der Gewerbegebiete im Norden Leipzigs wird ebenfalls eine Streckenverlängerung vom Messegelände über Seehausen zum BMW-Werk diskutiert.
Darüber hinaus sind für folgende Strecken gemäß der Ratsvorlage Trassensicherungen und Trassenfreihaltungen angedacht bzw. auf ihre Notwendigkeit hin zu überprüfen:
- Schönefeld (Gorkistraße) – Löbauer Straße – Gewerbepark Nordost (Braunstraße), inklusive möglicher Verknüpfungen zur Torgauer Straße und zum Neubaugebiet Thekla
- Verbindung Thekla-Süd – Heiterblick (Betriebsstrecke, zusätzliche Anbindung Hauptwerkstatt)
- Reudnitz/Breite Straße – Anger-Crottendorf – Mölkau
- Plautstraße (Anbindung Lindenauer Hafen)
- Saalfelder Straße (Lückenschluss Plagwitz – Lützner Straße)
- Connewitzer Kreuz – W.-Heinze-Straße – Koburger Straße – Cospudener See
- Markkleeberg-Ost – Markkleeberger See
- Max-Liebermann-Straße (Lückenschluss Gohlis-Nord – Delitzscher Straße)
- Meusdorf – Liebertwolkwitz
- Erschließung eines potentiellen Neubaugebietes in Böhlitz-Ehrenberg (südlich der Leipziger Straße in Höhe der Haltestelle Forstweg)
- Gohlis/Landsberger Straße – Lindenthal

Weitere Verlängerungsoptionen, teilweise ohne genaue Trassenoptionen, bestehen für die folgenden Verbindungen:
- Roscherstraße (Trassenverlegung aus der Erich-Weinert-Straße)
- Paunsdorf, Straßenbahnhof – Riesaer Straße – Sommerfeld – Engelsdorf
- Miltitz – Bf. Miltitz
- „Nordtangente“ (Möckern – Slevogtstraße – Max-Liebermann-Straße – Essener Straße – Mockau oder via Coppistraße und Theresienstraße)
- Erschließung Mockau-West
- Erschließung Musikviertel

Viele dieser Strecken werden teilweise seit Jahrzehnten für eine mögliche Erweiterung des Straßenbahnnetzes freigehalten bzw. wurden früher bereits von der Straßenbahn bedient (z. B. Liebertwolkwitz, Engelsdorf, Anger-Crottendorf, W.-Heinze-Straße, Koburger Straße, südliche H.-Liebmann-Straße). Die Strecke durch den Schleußiger Weg war als dritte Ost-West-Verbindung schon in den 1920er Jahren für die Umstellung auf Straßenbahnbetrieb vorgesehen, wurde zwischen 1938 und 1972 mit Obussen bedient und wies in den 1980er Jahren mit Bedienung durch die Buslinien A und I mit etwa drei Minuten die dichteste Wagenfolge im gesamten LVB-Netz auf.
Andere in der Vergangenheit angedachte Verlängerungen sind mittlerweile aus den Flächennutzungsplänen gestrichen worden, z. B. Liebertwolkwitz – Großpösna (Pösna-Park), Probstheida – Wachau (Globus-Markt), Neues Messegelände – Seehausen und Thekla – Portitz.

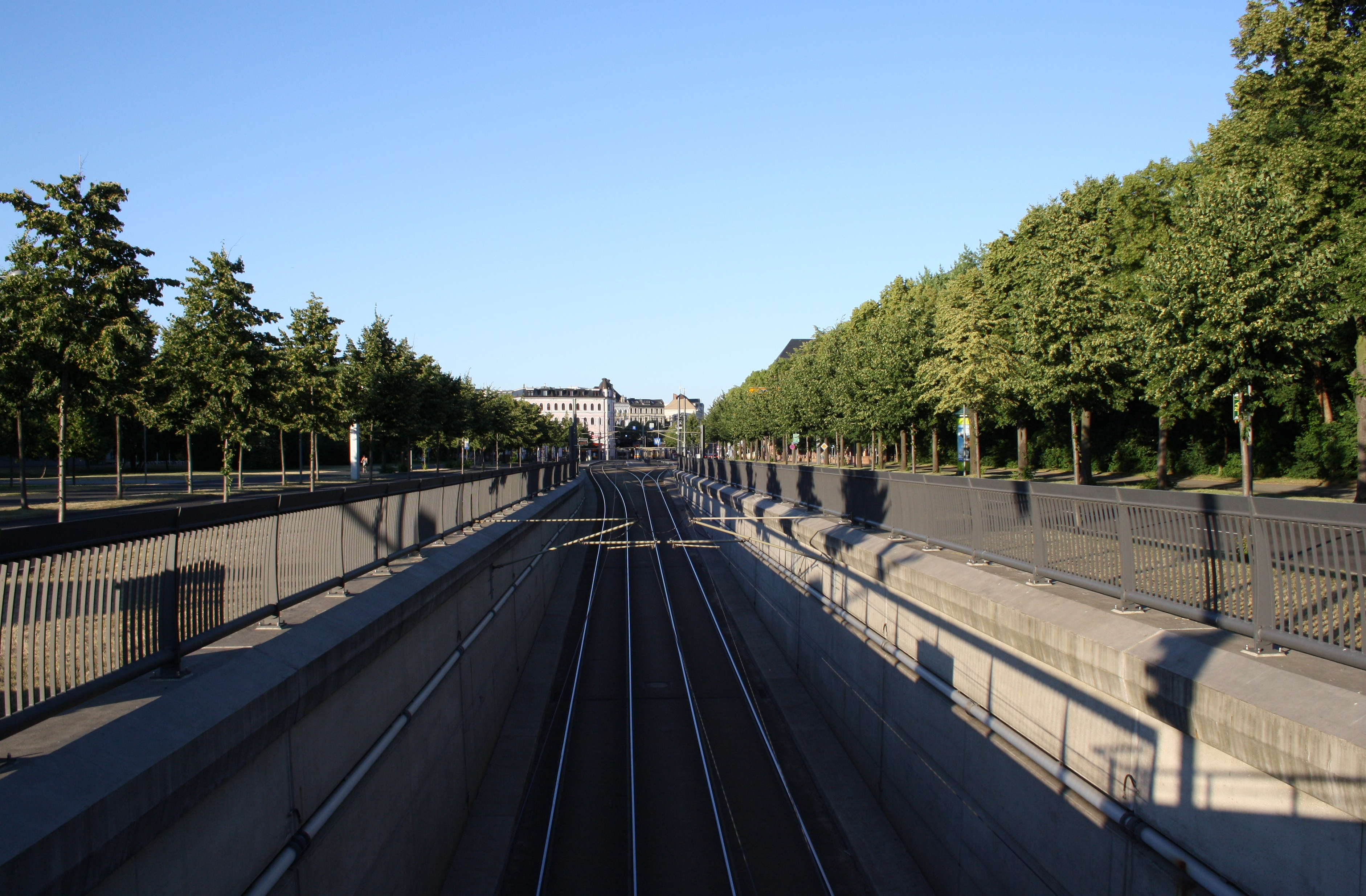
Rampe der Straßenbahnunterführung, Kreuzung Jahnallee/Marschnerstraße

Im Jahr 2017 wurde mit der Erneuerung der Gleisanlagen in der Philipp-Rosenthal-Straße der stadtbahnähnliche Ausbau der Linie 16, der neben einer abschnittsweisen Separierung der Straßenbahngleise und einem barrierefreien Haltestellenausbau auch die Aufweitung des Gleismittenabstandes umfasste, um den Einsatz 2,40 m breiter Fahrzeuge zu ermöglichen, praktisch abgeschlossen. Ebenfalls weit fortgeschritten ist diese Anpassung auf der Linie 15 und soll möglichst bis 2026 endgültig abgeschlossen werden. Anschließend soll dieser Ausbau auf der Linie 11 fortgesetzt werden, wobei aufgrund geänderter städtebaulicher Prioritätensetzung nunmehr auf eine Separierung der Straßenbahngleise weitgehend verzichtet wird. Bis Mitte der 2030er Jahre soll das gesamte Straßenbahnnetz für den Einsatz 2,40 m breiter Fahrzeuge angepasst werden.
Jedoch sind große Teile des Gleisnetzes als Folge eines anhaltenden Investitionsstaus stark verschlissen und durch zahlreiche Langsamfahrstellen geprägt, deren Umfang sich in den vergangenen Jahren vervielfacht hat. Dies führt zusammen mit den zunehmend auch auf Hauptstraßen eingerichteten Tempo-30-Zonen, des generell immer höheren Verkehrsaufkommens sowie selbst auf stadtbahnmäßig ausgebauten Strecken nur bedingt vorhandenen oder wirksamen Bevorrechtigung an den zahlreichen Lichtsignalanlagen zu einem deutlichen Rückgang der Durchschnittsgeschwindigkeit der Straßenbahn und erfordert vermehrt den Einsatz zusätzlicher Kurse, um den Takt halten zu können.

## Fahrzeuge
Zum 21. Oktober 2023 befanden sich für den Linienverkehr insgesamt 228 Trieb- und 43 Beiwagen im Bestand der LVB, die sich wie folgt verteilen:
- 30 Triebwagen Tatra T4D-M (Typ 33c/33d/33k)
- 56 Niederflur-Gelenktriebwagen NGT8 (Typ 36/36a); davon einer abgestellt
- 48 Niederflur-Gelenktriebwagen NGTW6 Leoliner (Typ 37a/37b)
- 33 Niederflur-Gelenktriebwagen NGT12-LEI classicXXL (Typ 38/38a)
- 61 Niederflur-Gelenktriebwagen NGT10 Solaris Tramino (Typ 39)
- 43 Niederflur-Beiwagen NB4 (Typ 68a/68b); davon zwei abgestellt

Das System der Typenbezeichnungen wurde von der Großen Leipziger Straßenbahn in den 1920er Jahren eingeführt, seit dem Ende des Zweiten Weltkrieges wird es jedoch für Straßenfahrzeuge nicht mehr verwendet. Bisher wurden noch keine Typennummern mehrfach vergeben.

### Tatra T4D-M/B4D-M/B4D-NF

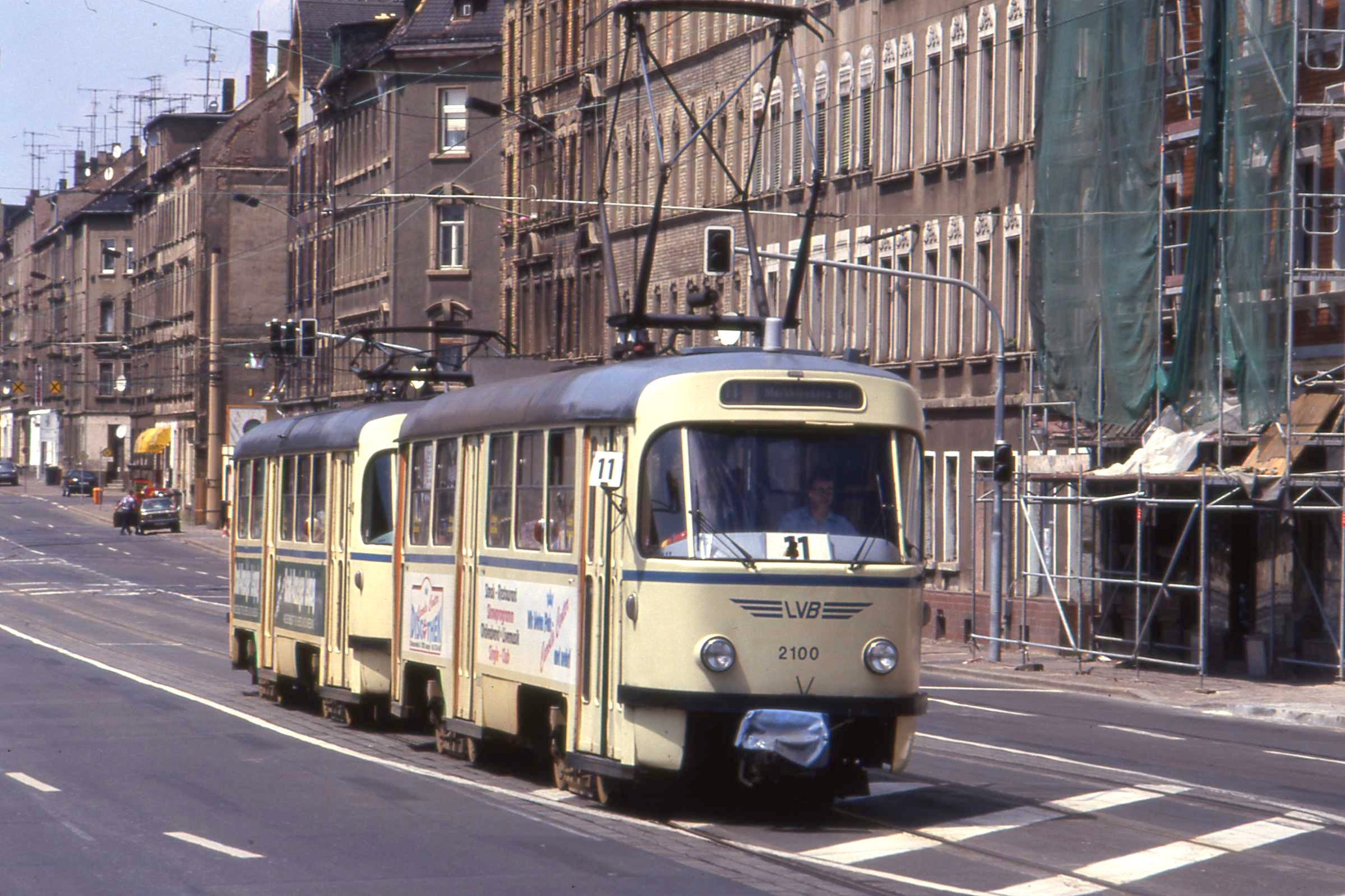
T4D-Doppeltraktion in Lieferzustand Typ 33a, eingesetzt bis 2006 (Juni 1993)

Die Tatra T4D bildeten bereits zu DDR-Zeiten das Rückgrat der Leipziger Straßenbahnflotte. Zwischen 1969 und 1988 wurden inklusive Nachlieferung unfallbedingt ausgeschiedener Fahrzeuge 600 Trieb- und 273 Beiwagen nach Leipzig geliefert. Zudem wurde 1989 ein Tatra-Großzug gebraucht aus Dresden übernommen. Damit waren die Leipziger T4 die damals größte einheitliche Typenreihe im deutschsprachigen Raum. Die Wagen fuhren und fahren als Solotriebwagen, als Doppeltraktion aus zwei Triebwagen, als Zug aus Trieb- und Beiwagen und als Großzug aus zwei Trieb- und einem Beiwagen. Wegen der oberstromabhängigen Weichensteuerung, die bei Indienststellung der ersten und zu Anfang nur wenigen T4 nicht verändert werden sollte, verkehrten und verkehren Züge aus vielfachgesteuerten Tatra-Wagen in Leipzig bis heute mit nur einem angelegten Stromabnehmer. Nach der Wiedervereinigung waren diese Hochflurwagen sowohl technisch als auch komfortmäßig nicht mehr zeitgemäß und wurden teilweise modernisiert, während die ältesten Fahrzeuge Stück für Stück ausgemustert und verschrottet beziehungsweise an Betriebe in Russland, Nordkorea, Rumänien, Kasachstan, Bulgarien und in der Ukraine (letztere bereits als modernisierte Wagen) verkauft wurden.

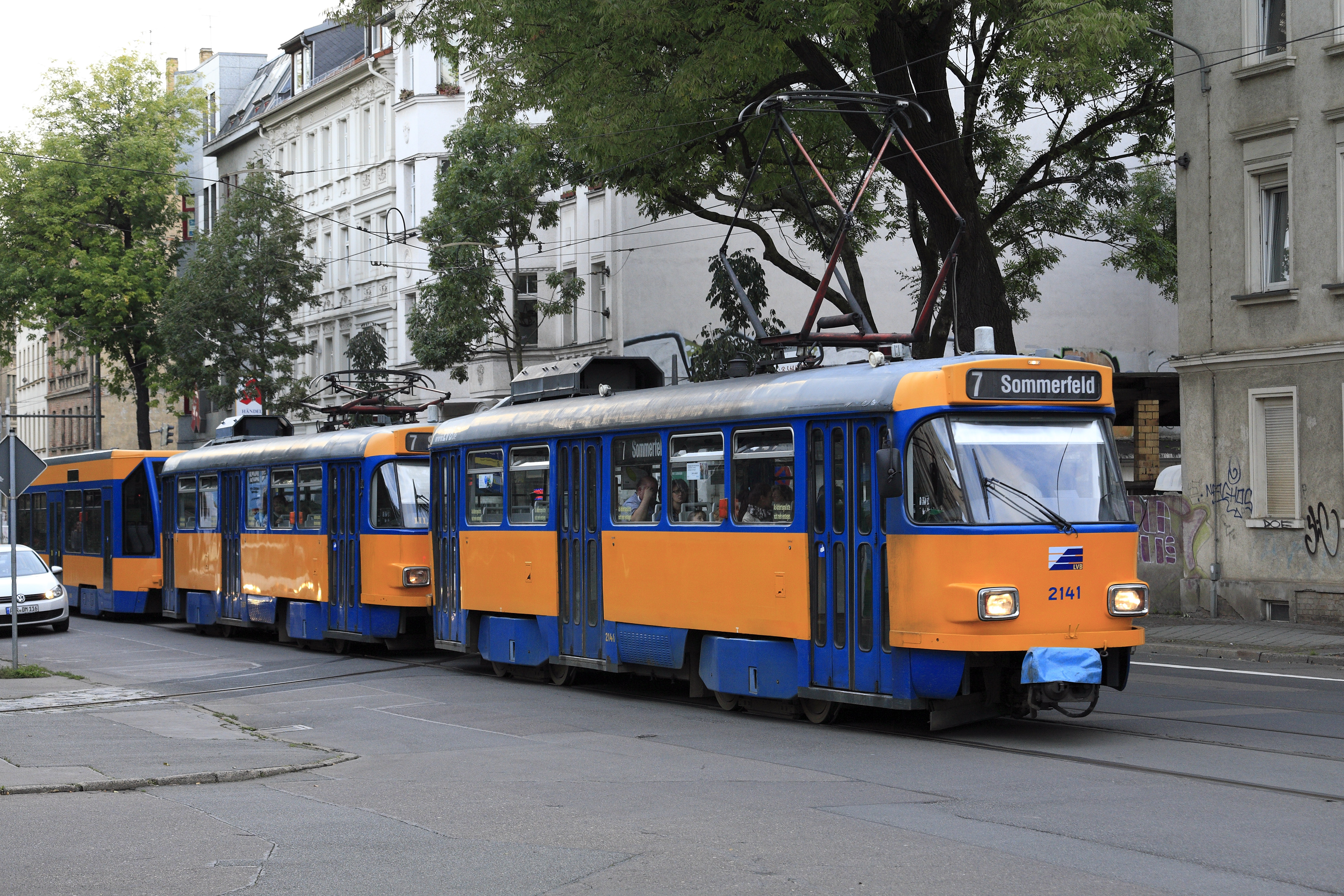
Zug mit modernisierten T4D, Typ 33c, deutlich an der größeren Zielanzeige, den größeren und eckigen Scheinwerfern und den Drehgestellblenden von den Unmodernisierten zu unterscheiden

In den Jahren 1991 bis 1998 wurden die jüngsten 167 T4D und 45 B4D in der Hauptwerkstatt Heiterblick in zwei Serien zu T4D-M (Typ 33c/d/e) und B4D-M (65c) umgebaut. Zudem wurden drei weitere Triebwagen als Ersatz für unfallbedingt ausgeschiedene Fahrzeuge des Typs 33c zwischen 1995 und 2000 zusätzlich modernisiert. Neben diversen technischen Änderungen wurde die Inneneinrichtung inklusive der Fahrerkabine erneuert. Von außen fallen vor allem die stark vergrößerten und automatisierten Fahrtzielanzeigen und die neuen Scheinwerfer in der Front auf. Die Wagen der zweiten Umbauserie wurden technisch weniger umfassend modernisiert und als Typ 33d eingeordnet. Ein Triebwagen wurde 2011 im Rahmen einer Unfallinstandsetzung an der Steuerung so angepasst, dass er als dritter Wagen in einer Dreifachtraktion eingesetzt werden kann (Typ 33h). Im November 2012 wurden weitere Wagen entsprechend umgerüstet, um nach dem Ausscheiden der letzten B4D-M weiterhin Dreiwagenzüge einsetzen zu können. Dies umfasste auch Anpassungen an den an zweiter Position eingesetzten Triebwagen (Typ 33i). Insgesamt konnten so maximal 12 Dreifachtraktionen gebildet werden. Infolge zunehmender Ausmusterung der umgerüsteten Wagen kam es letztmals Anfang 2021 zu einem Linieneinsatz. Seitdem werden für den inzwischen sehr seltenen Bedarfsfall Dreifachtraktionen mit einem für den Einsatz als 60-m-Zug modifizierten Triebwagen (Typ 33k) gebildet.
Im Jahr 2001 wurde anlässlich der Wiederbelebung der Stadtrundfahrt mit Straßenbahnwagen und zur Unterstützung des bereits 1996 für das hundertste Jubiläums der Einführung des elektrischen Betriebes umgebauten Sonderwagens »Offener Leipziger« (Tw 1600, Typ 33o) insbesondere bei schlechtem Wetter, ein modernisierter Tatra-Großzug zum »Gläsernen Leipziger« (1700+1800+700, Typ 33g/65g) umgebaut. Dieser Umbau umfasste unter anderem den Ausbau der Mitteltür, den Einbau von Fenstern in den Dachrundungen sowie eine dem Einsatz als Stadtrundfahrt angepasste Bestuhlung. Während der »Offene Leipziger« von vornherein nur als Sonderwagen konzipiert wurde, wurden die Wagen des »Gläsernern Leipzigers« insbesondere bei Wagenmangel auch weiterhin im Linienverkehr eingesetzt und sind mit den übrigen modernisierten Tatrawagen kuppelbar. Aufgrund struktureller Schäden an der Dachverglasung waren die Wagen seit Frühjahr 2019 abgestellt; die Triebwagen konnten jedoch im Dezember 2019 nach Reparatur wieder in den Einsatz zurückkehren. Aufgrund der ab März 2020 beginnenden Corona-Pandemie konnten die Wagen kaum noch als Stadtrundfahrt eingesetzt werden, sodass sie mit Fristablauf Ende Januar 2022 abgestellt wurden.

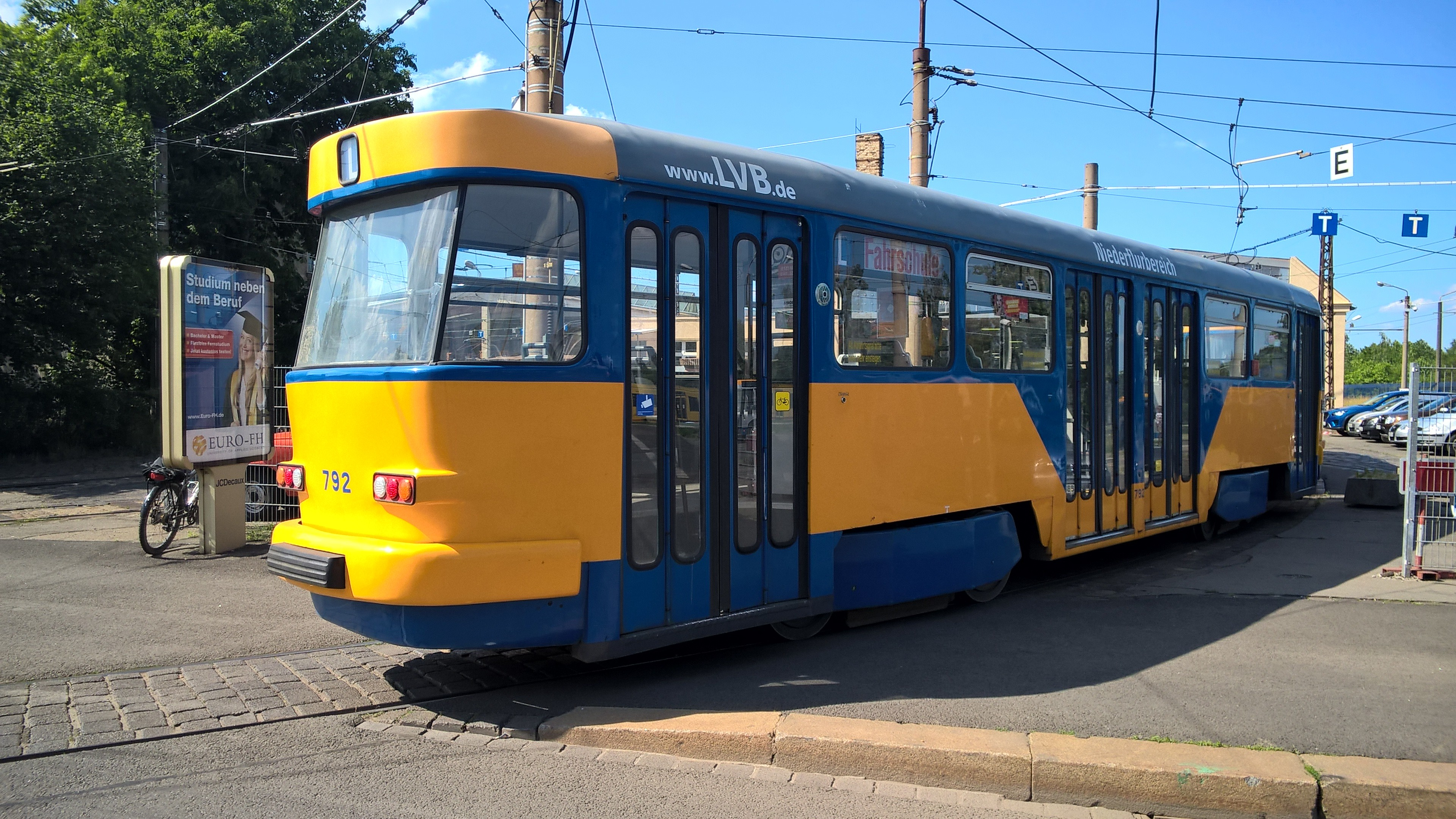
Niederflurumbaubeiwagen Typ 65d

Bei vier Beiwagen wurde ab 2002 der Bereich zwischen den Drehgestellen auf die Höhe moderner Niederflurwagen abgesenkt und mit zwei doppelten Falttüren versehen. Im Innenraum wurden Fahrradhalterungen angebracht und die Wagen als »Fahrradmobil« bezeichnet. Dieses Konzept bewährte sich vor allem aus tariflichen Gründen nicht, sodass die Wagen Ende 2004 in Beiwagen mit Niederflureinstieg für den normalen Linienbetrieb umgerüstet wurden. Hierbei baute man zwei Sitze im Niederflurbereich ein. Vier weitere Beiwagen wurden dementsprechend umgebaut, sodass ab Anfang 2005 acht B4D-NF (Typ 65d) zur Verfügung standen. Wegen der verringerten Steifigkeit der Wagenkästen durften Züge mit Beiwagen des Typs 65d nicht abgeschoben werden. Deshalb wurden die hinteren Kupplungen dieser Beiwagen abgebaut und die Öffnungen mit Schürzen verschlossen. Im Jahr 2010 wurde der erste dieser Wagen ausgemustert, im September 2017 schieden die letzten drei Beiwagen aus dem Einsatzbestand aus.
Von den ursprünglich mehreren hundert Trieb- und Beiwagen sind seit Ende 2021 nur noch 30 Triebwagen im aktiven Einsatzbestand, welche jedoch im Sommer 2022 begünstigt durch einen infolge gravierenden Personalmangels deutlich ausgedünnten Fahrplans weitgehend aus dem planmäßigen Linienverkehr zurückgezogen wurden. Die schrittweise Rückkehr zum Normalverkehr ab Frühjahr 2023 brachte auch den Tatra-Wagen wieder planmäßige Einsätze an Schultagen, in erster Linie auf einzelnen Schülerfahrten und HVZ-Kursen der Linien 7, 8, 14 und 16. Seit der vollständigen Rückkehr zum Normalverkehr 2024 kommen planmäßig vier Tatra-Großzüge von Montag bis Samstag auf der Linie 8 sowie ein Zug im Schülerverkehr auf der Linie 16E zum Einsatz. Allerdings sind außerplanmäßige Einsätze trotzdem weiterhin auf allen Straßenbahnlinien jederzeit möglich, wovon bei Wagenmangel auch reger Gebrauch gemacht wird. Generell unterliegt der Fahrzeugeinsatz aufgrund des heterogenen Fuhrparks, teilweise erhöhter Störanfälligkeit der Neufahrzeuge, zahlreicher Veranstaltungen und Baustellen im Stadtgebiet häufigen Abweichungen und Veränderungen, die hier nicht alle aufgezählt werden können. Nachdem 2006 die letzten unmodernisierten Tatra T4D ausgemustert wurden, sollten gemäß LVB-Planungen aus dem Jahr 2010 die verbliebenen modernisierten Tatras bis 2012 zunächst aus dem Wochenendverkehr und bis 2017 vollständig aus dem Linienverkehr abgezogen werden. Aufgrund finanzieller Probleme der LVB bei der Beschaffung von Neufahrzeugen und Angebotsausweitungen an Sonnabenden waren beide Ziele nicht umsetzbar, sodass von 2012 bis 2016 auch wieder Hauptuntersuchungen an Tatra-Triebwagen stattfanden, nachdem man diese bereits im Januar 2010 offiziell für beendet erklärt hatte. Ein Teil dieser Wagen bleibt somit auch nach Ablieferung aller NGT10 bis zum Eintreffen der folgenden Fahrzeuggeneration im Einsatzbestand und kommt insbesondere bei Großveranstaltungen noch zum Einsatz. Um bei Fußballspielen in der Red-Bull-Arena noch kapazitätsstärkere Züge bei höherem Personalwirkungsgrad anbieten zu können, wurden ab Ende 2019 einige Tatra-Wagen (Typ 33k) so umgerüstet, dass sie auch 60-m-Züge aus insgesamt drei Tatra-Triebwagen und einem NB4 anführen können. Die Anpassungen umfassten unter anderem eine Begrenzung der Anfahrstufen, um weiterhin mit nur einem Stromabnehmer fahren zu können. Aufgrund der Auswirkungen der Corona-Pandemie kam es erst im Frühjahr 2022 zum ersten Linieneinsatz.
Die 25 bestellten Fahrzeuge des Typs NGT12+ werden die T4D-M voraussichtlich 2026/27 komplett ersetzen. Somit wird dann auch der Einsatz von Tatra-Fahrzeugen im Linienverkehr in Leipzig enden.

### Tatra T6A2D/B6A2D

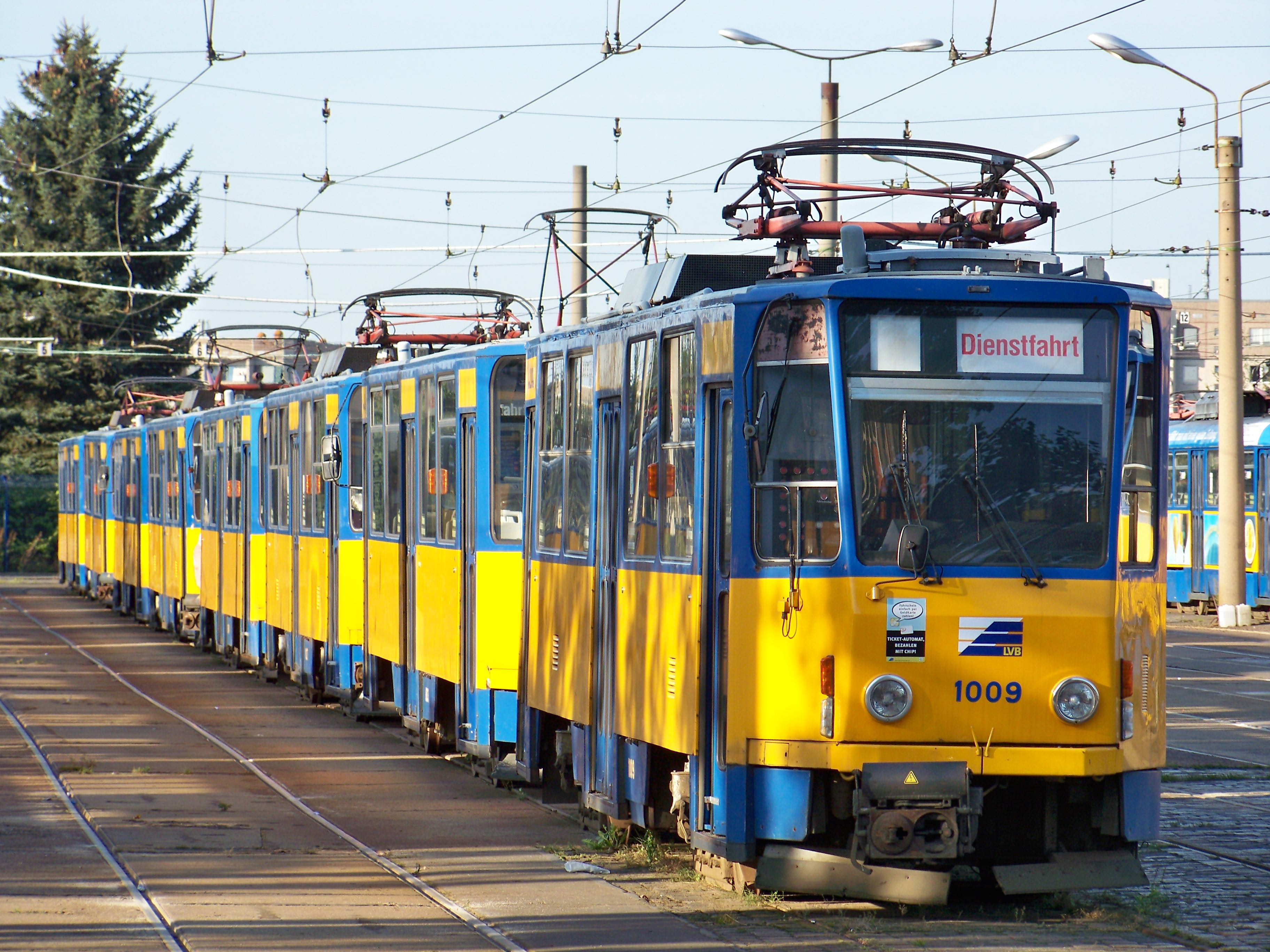
Vier abgestellte Tatra T6A2 mit jeweils einem Beiwagen im Betriebshof Paunsdorf

Die Tatra T6A2/B6A2 stellten die Nachfolgebauart der Tatra T4D dar, der ab 1988 nach Leipzig ausgeliefert und als Typ 35 und 67 eingeordnet wurde. Aufgrund der in der Zwischenzeit mit der deutschen Wiedervereinigung eingetretenen veränderten politischen und wirtschaftlichen Rahmenbedingungen endete ihre Beschaffung bereits 1991 nach nur 28 Trieb- und 14 Beiwagen. Dadurch blieben sie lediglich eine Splittergattung im großen Leipziger Fuhrpark. Der erste Großzug 1001, 1002 und 801 wurde vom Hersteller in Sonderausführung für Stadtrundfahrten mit gepolsterten Sitzen und Teppichboden geliefert und deshalb als Typ 35a und 67a geführt, jedoch wurden die Straßenbahnstadtrundfahrten nach der Wende bald wieder aufgegeben, woraufhin man die drei Wagen der Serienbauart anpasste. Die Abmessungen entsprechen etwa denen der T4, ebenso die Innenausstattung. Wesentlich unterscheiden sie sich von ihren Vorgängern durch den kantigeren Wagenkasten mit größeren Fenstern, die eine unbehinderte Aussicht auch für stehende Fahrgäste bieten. Eine weitere Neuerung waren die Rückfahrschalter, mit denen die Züge direkt von der Hinterplattform gefahren werden konnten; dadurch konnte beim Wenden in Gleisdreiecken auf den Rangierposten verzichtet werden. Dieser Umstand begründete auch den anfänglichen Einsatz dieses Typs bevorzugt auf den Linien 16 (bis 1995, Gleisdreieck Wiederitzsch) und 21 sowie 3 und 4 (ab 1995; Gleisdreieck Knautkleeberg). Nachdem die modernisierten T4D-M/B4D-M ebenfalls Rückfahrschalter erhalten hatten, liefen die T6/B6 freizügiger im gesamten Netz, wurden mit Einführung des neuen Netzes ab 2001 jedoch erneut schwerpunktmäßig mit der Linie 1 auf eine Linie konzentriert.
Kurz nach der Auslieferung wurden die T6A2 neu bestuhlt und erhielten ein Fahrgastinformationssystem. Im Gegensatz zu den Leipziger T4D wurden sie nach der Wende allerdings nicht umfassend modernisiert, da sie dafür noch zu jung waren. Aufgrund ihres Status als Splittergattung und der nur sparsam durchgeführten Modernisierung entschloss man sich Mitte der 2000er Jahre, die Wagen nach nur zwei Erhaltungsabschnitten (ca. 16 Jahre) aus dem Bestand zu nehmen, was in weniger als einem Jahr beginnend im Dezember 2006 geschah. Die letzten Linieneinsätze fanden im November 2007 auf der Linie 8 statt. Aufgrund von Cross-Border-Leasing-Verträgen durften die Fahrzeuge bis 2011 weder verschrottet noch verkauft, sondern mussten „werterhaltend“ vorgehalten werden.
Alle Fahrzeuge wurden mit Ausnahme der historischen Wagen (Triebwagen 1001 und Beiwagen 801) im April 2011 in der Hauptwerkstatt Heiterblick verschrottet. Einer erneuten Nutzung der Fahrzeuge bei anderen Straßenbahnbetrieben im Ausland stand die verhältnismäßig komplizierte Steuertechnik, mangelndes Interesse sowie ein schlechter Allgemeinzustand der Wagen entgegen. Sie standen bis zu ihrer Verschrottung auf verschiedenen Betriebshöfen dreieinhalb Jahre unkonserviert der Witterung voll ausgesetzt z-gestellt.

### NGT8
Die 56 achtachsigen Niederflur-Gelenktriebwagen NGT8 (LVB-Typ 36) waren die ersten modernen Niederflur-Straßenbahnwagen der zweiten Generation in Leipzig. Die von einem Konsortium aus Duewag, Waggonbau Bautzen (DWA), ABB und Siemens für Leipzig entwickelten Fahrzeuge wurden zwischen 1994 und 1998 geliefert. Es handelt sich um dreiteilige Gelenkwagen mit aufgesattelten Endwagen und einem auf zwei Kleinraddrehgestellen laufenden Mittelteil. Die Triebdrehgestelle und die Wagenkastenkonstruktion entsprechen prinzipiell einigen anderen Duewag-Niederflurwagen wie beispielsweise den MGT6D.
Ab dem 2. August 2011 testeten die LVB den ursprünglich nicht vorgesehenen Beiwagenbetrieb mit NB4 (siehe dort). Nach positiver Evaluierung erfolgte zwischen 2016 und 2019 die Umrüstung und der Einsatz weiterer NGT8 im Beiwagenbetrieb, sodass seitdem insgesamt 34 beiwagentaugliche Wagen zur Verfügung stehen. Die Typenbezeichnung änderte sich in 36a.
Die Fahrzeuge haben für Leipziger Verhältnisse eine eher geringe Kapazität, weshalb sie ohne Beiwagen tendenziell auf Linien mit geringerer Nachfrage eingesetzt werden. Nach Auslieferung der NGT10 erfolgt der Einsatz der NGT8 hauptsächlich auf den Linien 8, 9, 10, 12 und 14 sowie einzelnen Kursen der Linie 7, wobei sie auf den Linien 7, 8 und 10 überwiegend mit NB4 behangen verkehren.

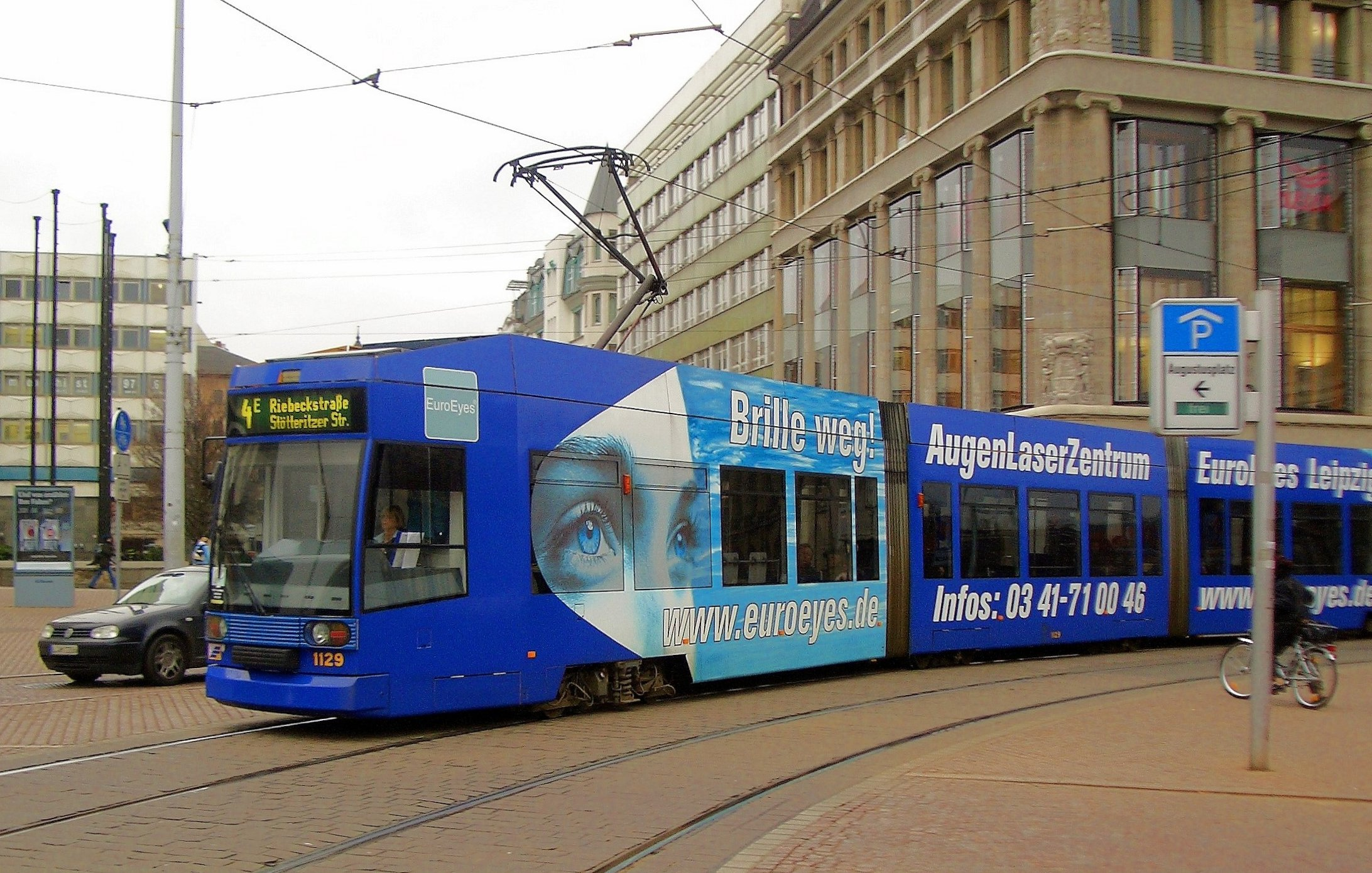
NGT8 am Augustusplatz 2005
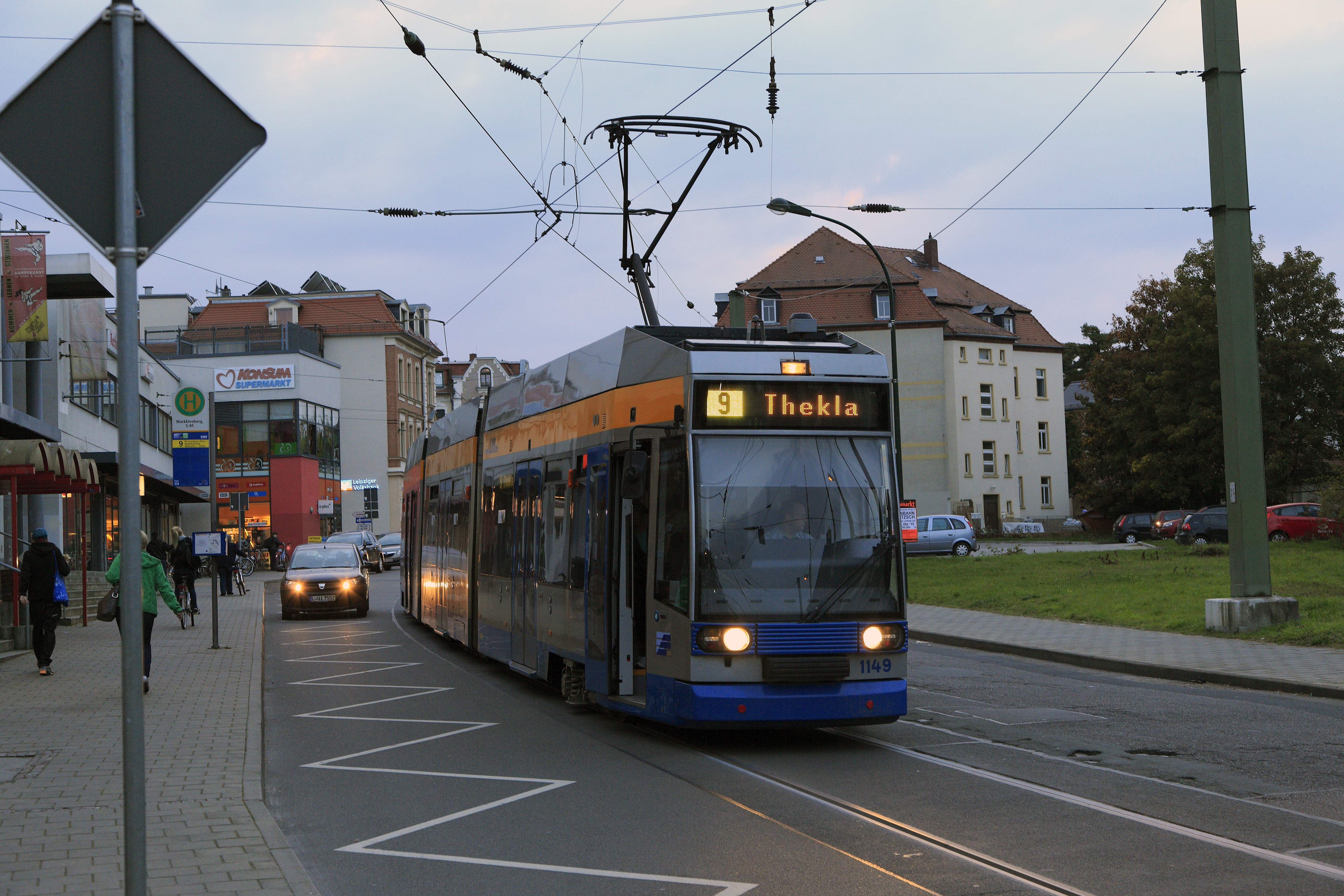
NGT8 im aktuellen Lackschema 2012
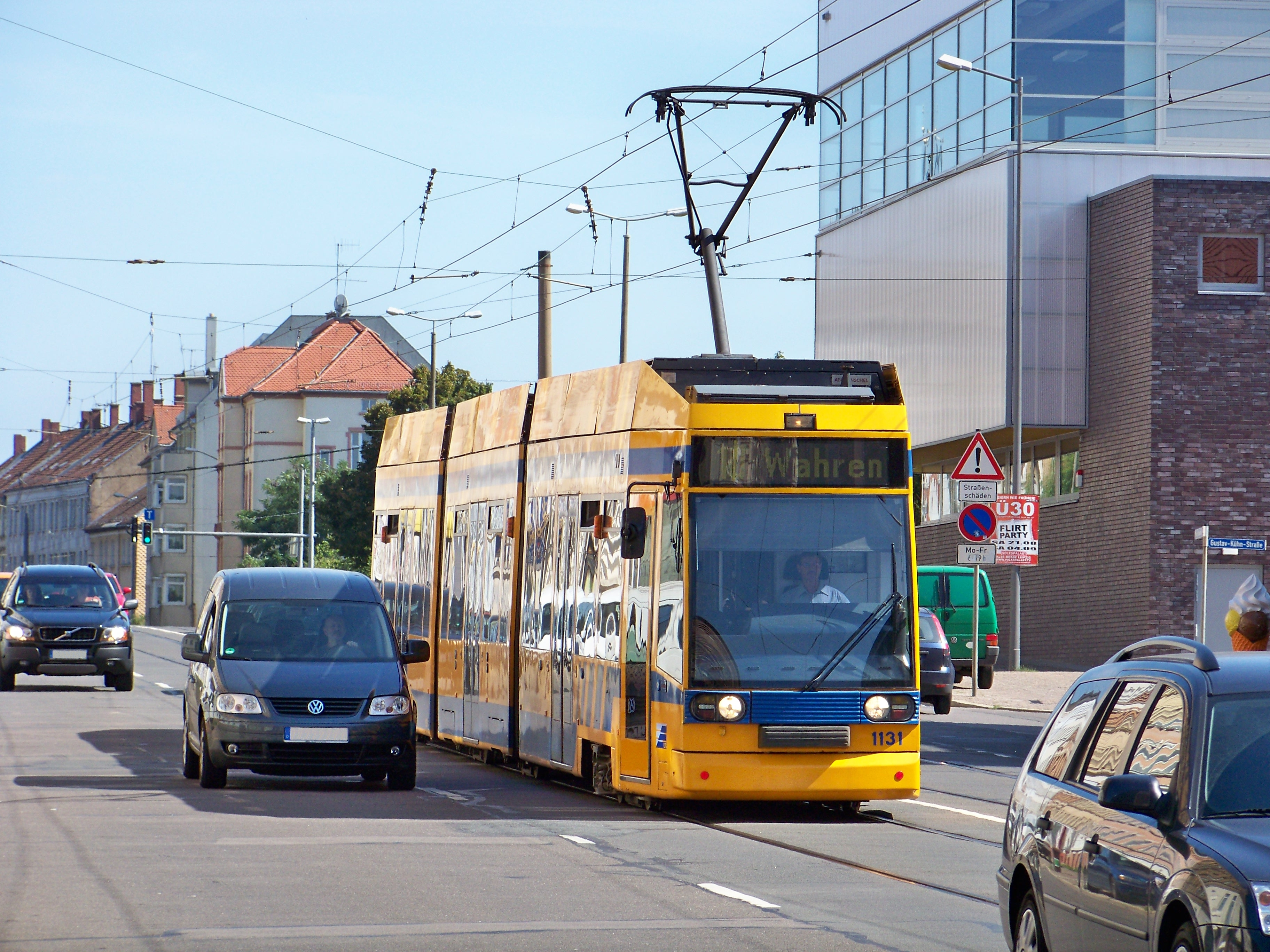
NGT8 in ehemaligen Lackschema 2010
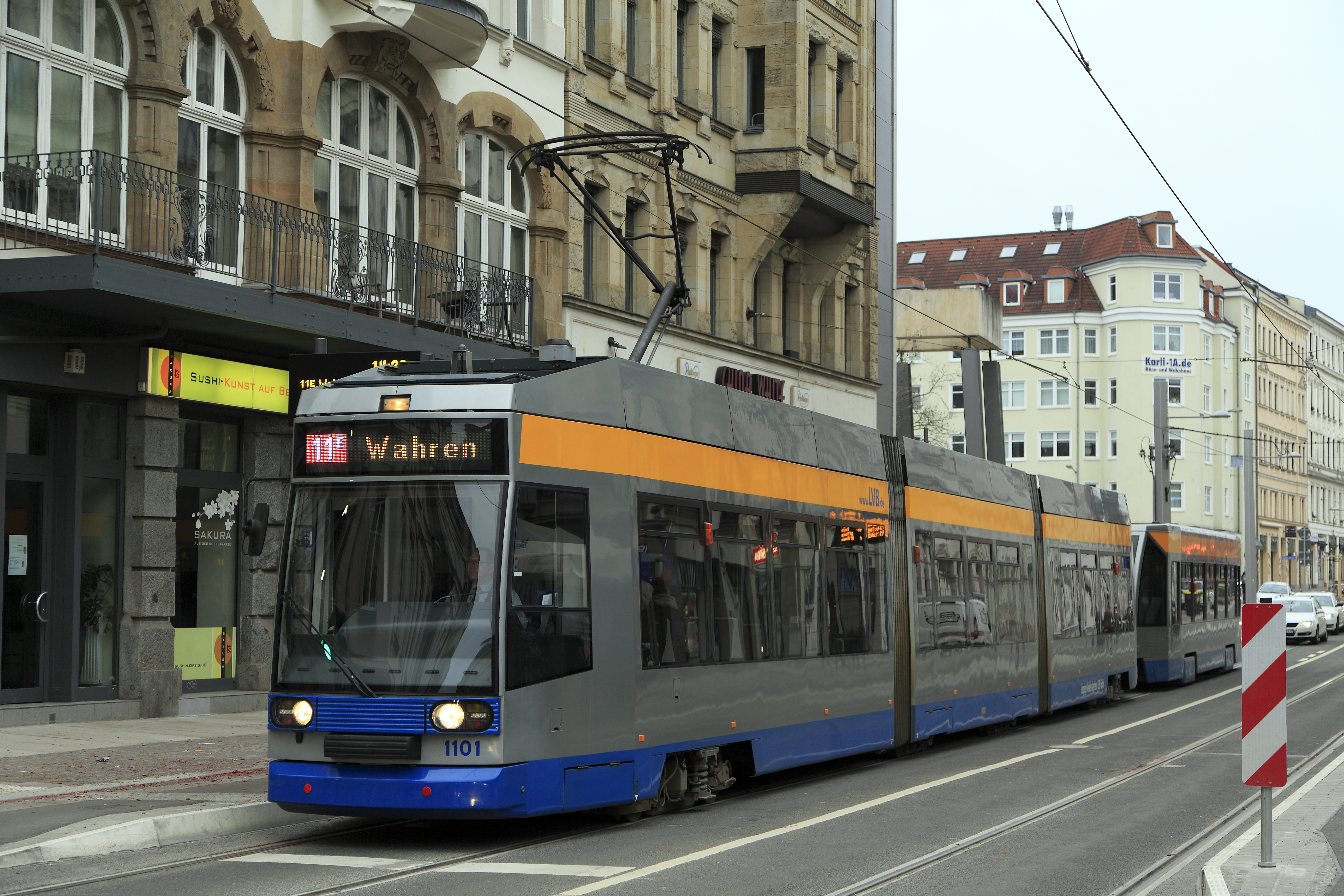
Probezug ET 1101 mit EB 906 im Peterssteinweg

### NB4

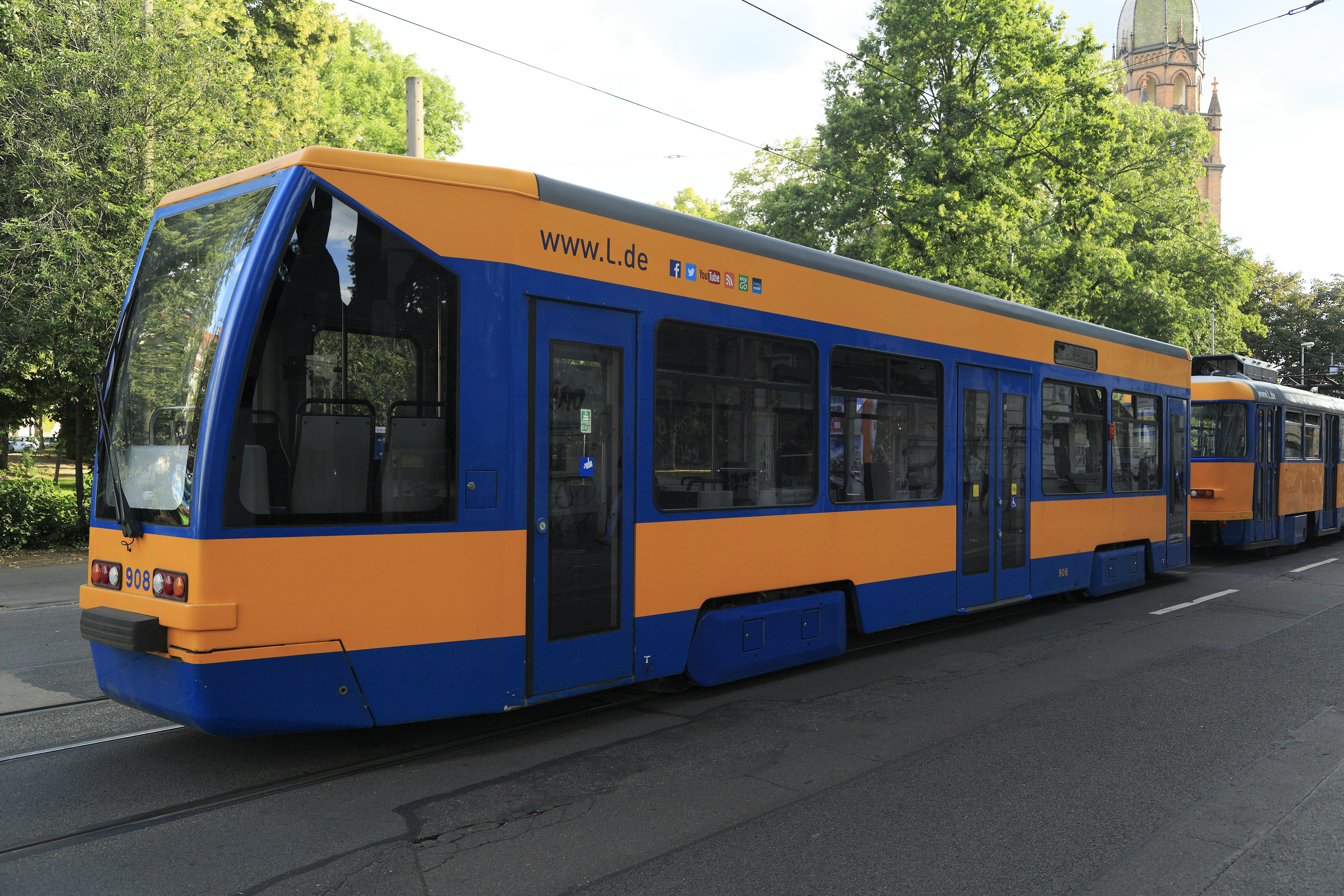
Niederflur-Beiwagen NB4

Da die Benutzung der hochflurigen Tatra T4D-M/B4D-M für mobilitätseingeschränkte Fahrgäste nur schwer oder überhaupt nicht möglich ist, andererseits die bereits seit 1994 beschafften Niederflurwagen vom Typ NGT8 auf vielen Hauptlinien zu klein waren, entschloss man sich in den Jahren 2000 und 2001 38 vierachsige Niederflurbeiwagen NB4 des Herstellers Bombardier als LVB-Typ 68 zu beschaffen, mit denen das Niederflurangebot auf vielen Strecken erweitert werden konnte. Der Einsatz erfolgte daher anfangs montags bis freitags fast ausschließlich als Großzug auf den Linien 7, 11 und 15 und nur am Wochenende oder in der Ferien auch verstärkt als Kurzzug hinter nur einem T4D-M. Erst als mit den NGT12 und Leoliner-Doppeltraktionen moderne Niederflurwagen im Großzugformat zur Verfügung standen, wanderten die Wagen zunehmend in niederrangige Einsatzgebiete ab und wurden verstärkt auch planmäßig in Kurzzügen eingesetzt. Die Wagen laufen auf Drehgestellen mit durchgehenden Achswellen. Am hinteren Wagenende gibt es einen abgedeckten Hilfsführerstand, deshalb ist das Stirnwandfenster mit einem Scheibenwischer versehen. Bis zu ihrer ersten Hauptuntersuchung in den Jahren 2007 bis 2009 waren die Bremsanlage der Wagen sehr störanfällig und neigte insbesondere an heißen und sehr kalten Tagen zu Ausfällen, die teilweise einen Großteil der Flotte gleichzeitig lahmlegte. Modifikationen im Rahmen der Hauptuntersuchung konnten die Zuverlässigkeit der Wagen deutlich steigern.
Da mit der anvisierten Abstellung der Tatra-Wagen auch die noch relativ jungen NB4 überflüssig würden und gleichzeitig steigende Fahrgastzahlen zu verzeichnen waren, erprobten die LVB ab Anfang 2010 die Kombination aus NB4 mit einem Triebwagen des Typs NGT8 – anfangs ohne Fahrgäste. Im Sommer 2011 begann schließlich testweise der Linieneinsatz eines solchen Zuges mit den dafür angepassten NGT8 1101 und NB4 906, wobei der Beiwagen zudem auch das aktuelle silberfarbene Design der Niederflurwagen erhielt. Nachdem diese Einsätze zur Zufriedenheit verliefen, erfolgt im Rahmen der seit 2015 laufenden zweiten HU bei den NB4 eine Anpassung für den Betrieb hinter NGT8, welche äußerlich vor allem durch die silberne Farbgebung auffällt. Nachdem die serienmäßige Umrüstung der NGT8 für Beiwagenbetrieb im Jahr 2016 anlief, verkehren die angepassten NB4 seitdem sowohl hinter Tatra-Wagen als auch hinter den entsprechenden NGT8.
2013 wurden aus Rostock fünf weitgehend baugleiche Wagen (dort als 4NBWE bezeichnet) übernommen, welche im Rahmen einer HU an die Leipziger Verhältnisse angepasst wurden und 2014 in Betrieb gingen. Seit Anfang 2021 können die ex-Rostocker Wagen ebenfalls hinter den NGT8 eingesetzt werden und werden im Rahmen einer weiteren HU 2022 auch äußerlich an die restliche Serie angepasst. 2023 begann die Abstellung der ersten Wagen nach Fristablauf bzw. bei größeren Schäden.

### NGTW6LLeoliner

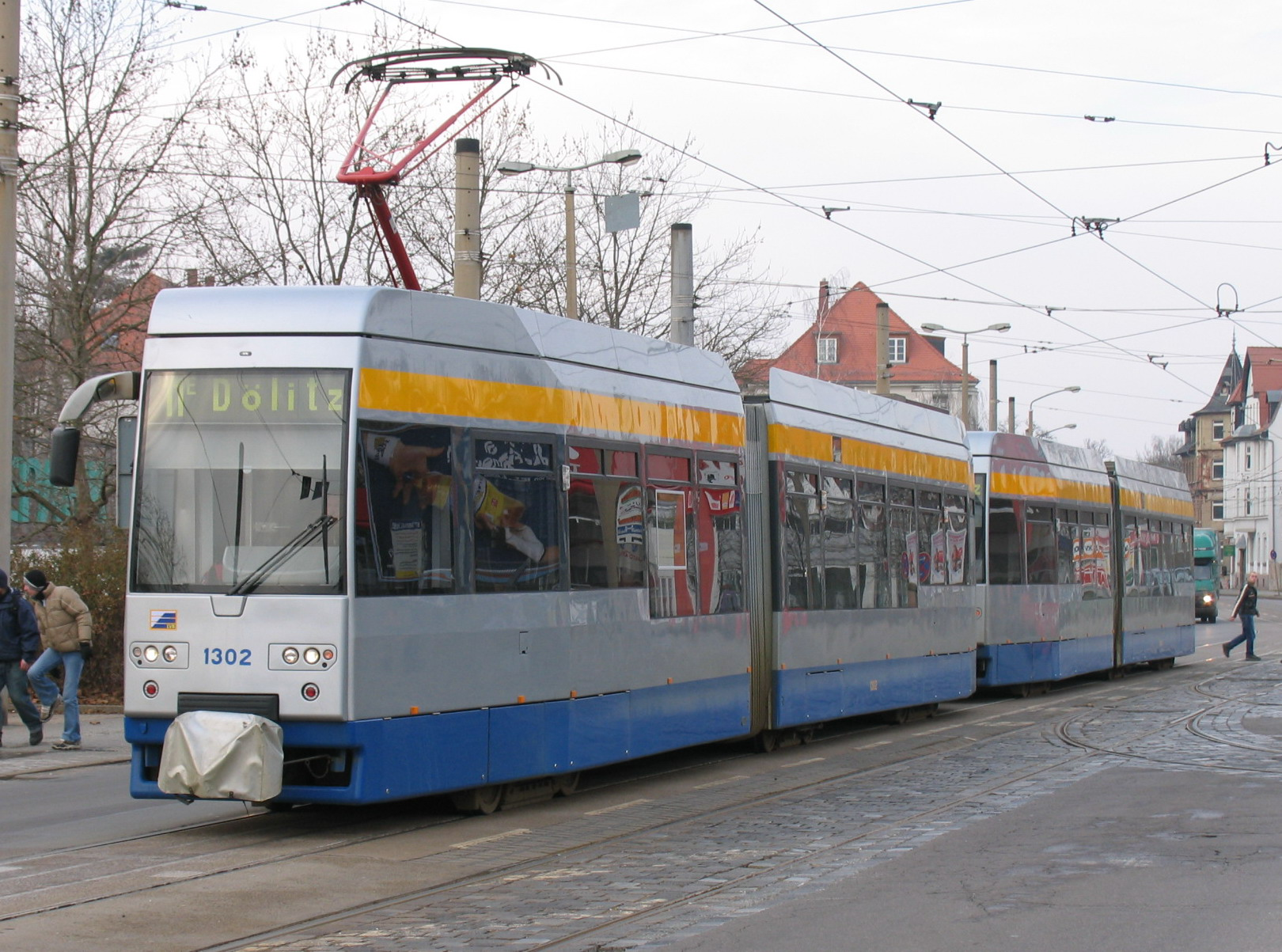
Leoliner-Prototyp

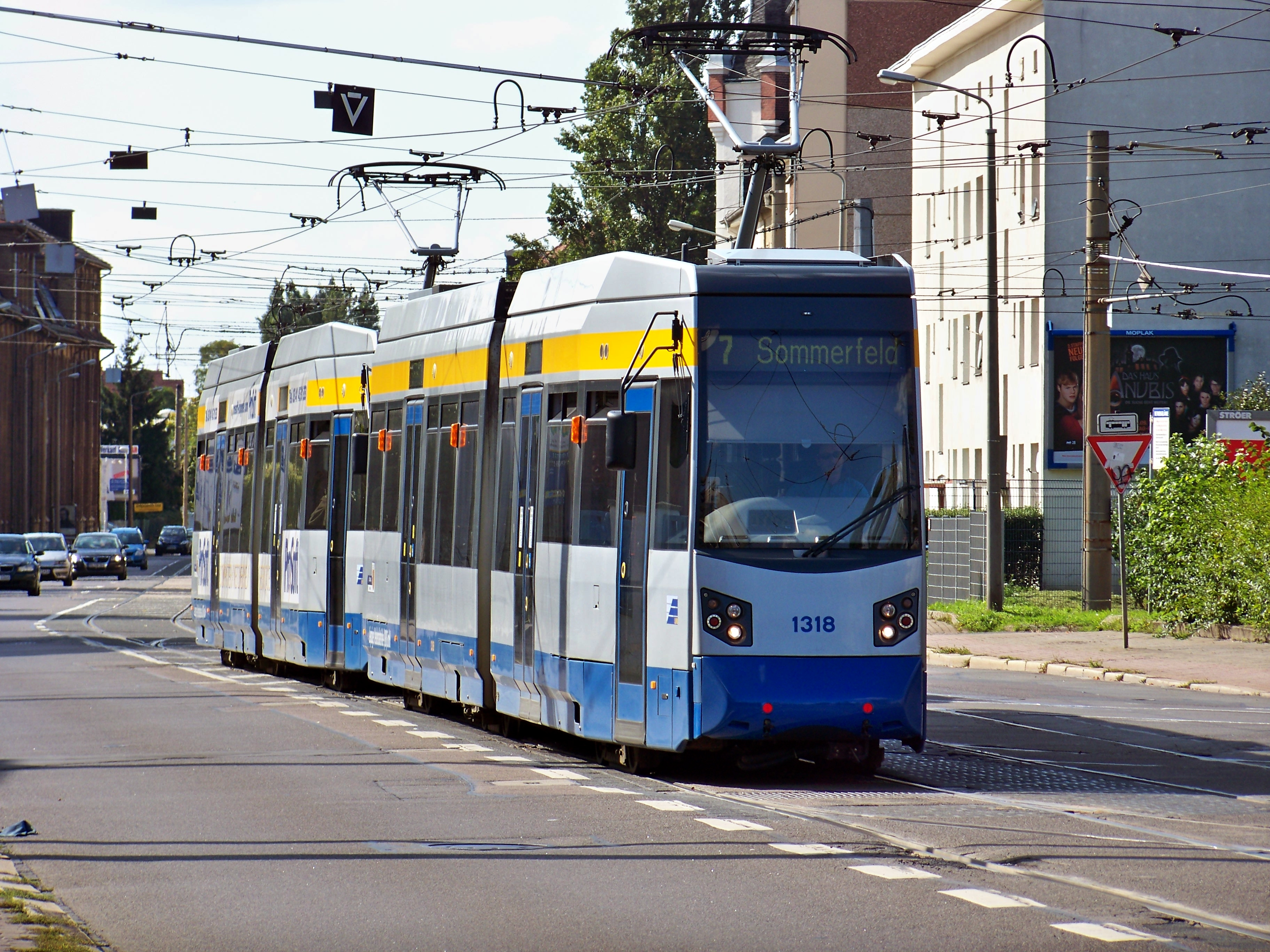
Leoliner in Doppeltraktion

Da sich die NGT8 im Leipziger Einsatz für viele Linien als zu klein erwiesen hatten und die Anschaffung neuer Fahrzeuge finanziell nicht in größerem Umfang darstellbar war, wurde entschieden, selbst einen Straßenbahn-Triebwagen zu entwickeln, den Leoliner genannten, teilweise niederflurig ausgeführten NGTW6L. Der sechsachsige Gelenktriebwagen wurde von der LEOLINER Fahrzeug-Bau Leipzig GmbH (FBL; heute HeiterBlick) entwickelt und gebaut. Die Wagen sind für einen flexiblen Einsatz kuppelbar ausgeführt und im Leipziger Netz überwiegend als Doppeltraktion unterwegs.
Im Jahre 2004 wurden die ersten zwei Prototypen auf der Straßenbahnlinie 11E eingesetzt. Nachdem nach der Testphase einige Änderungen an der Konstruktion stattfanden, erhielten die Leipziger Verkehrsbetriebe ab Dezember 2005 nach und nach insgesamt 30 Serienfahrzeuge, welche sich sowohl äußerlich als auch technisch recht stark von den Prototypen unterscheiden.
Am 23. Januar 2009 wurde von den Leipziger Verkehrsbetrieben bekanntgegeben, dass weitere 18 Leoliner bestellt werden sollen, die mittlerweile auch im Linieneinsatz anzutreffen sind.
Die 50 Wagen erwiesen sich in ihren ersten Einsatzjahren nicht im erhofften Maße als einsatzstabil. Wiederholt kam es durch verschiedene Schäden (bevorzugt an den Drehgestellen) zu längeren, teils mehrjährigen Abstellungen einzelner Wagen. Im Jahr 2016 schied der Prototyp (Wagen 1302) aus dem Einsatzbestand aus und wurde zum Fahrschulwagen 5003 umgebaut. 2022 folgte der analoge Umbau des bis dahin noch regelmäßig auf der Linie 14 eingesetzten Wagens 1301.
Als Stammlinie der Leoliner kann die Linie 7 angesehen werden, auf der sie seit ihrer Inbetriebnahme ununterbrochen zum Einsatz kommen, auch wenn der Umfang zwischen einzelnen Fahrplanjahren zum Teil stark schwankte. Mit Inbetriebnahme der zweiten Serie im Jahr 2010 kam die Linie 3 als zweites bevorzugtes Einsatzgebiet hinzu. Zudem erfolgten über viele Jahre hinweg Einsätze von Solowagen täglich auf der Linie 14 und an Wochenenden auch auf den Linien 2 und 8. 2022 wurde mit dem Ausscheiden des letzten verbliebenen Prototypen der planmäßige Einsatz von Solowagen jedoch endgültig beendet und die Leoliner kommen seitdem nur noch in Doppeltraktion bevorzugt auf den Linien 3 und 7 sowie vereinzelt auch auf anderen Linien zum Einsatz.

### NGT12-LEIclassicXXL
Von 2005 bis 2007 wurden insgesamt 24 der 45 m langen Niederflur-Gelenktriebwagen NGT12-LEI geliefert. Die in Leipzig auch unter dem Namen classicXXL bekannten Fahrzeuge gehören zur Baureihe Flexity Classic des Herstellers Bombardier Transportation. 2010 bis 2012 folgten weitere neun NGT12-LEI im Gesamtwert von 29 Millionen Euro.
Als kapazitätsstärkste Fahrzeuge der LVB waren sie von vornherein für den Einsatz auf den Stadtbahnlinien 11, 15 und 16 vorgesehen und bedienten dieses Linien zeitweise ausschließlich, wenngleich Einsätze auf anderen Linien, insbesondere der ebenfalls stark nachgefragten Linie 7, häufig zu verzeichnen waren. Momentan ist der Bestand weitgehend auf den Linien 11/11E und 15 konzentriert, die nahezu vollständig mit NGT12 bedient werden.

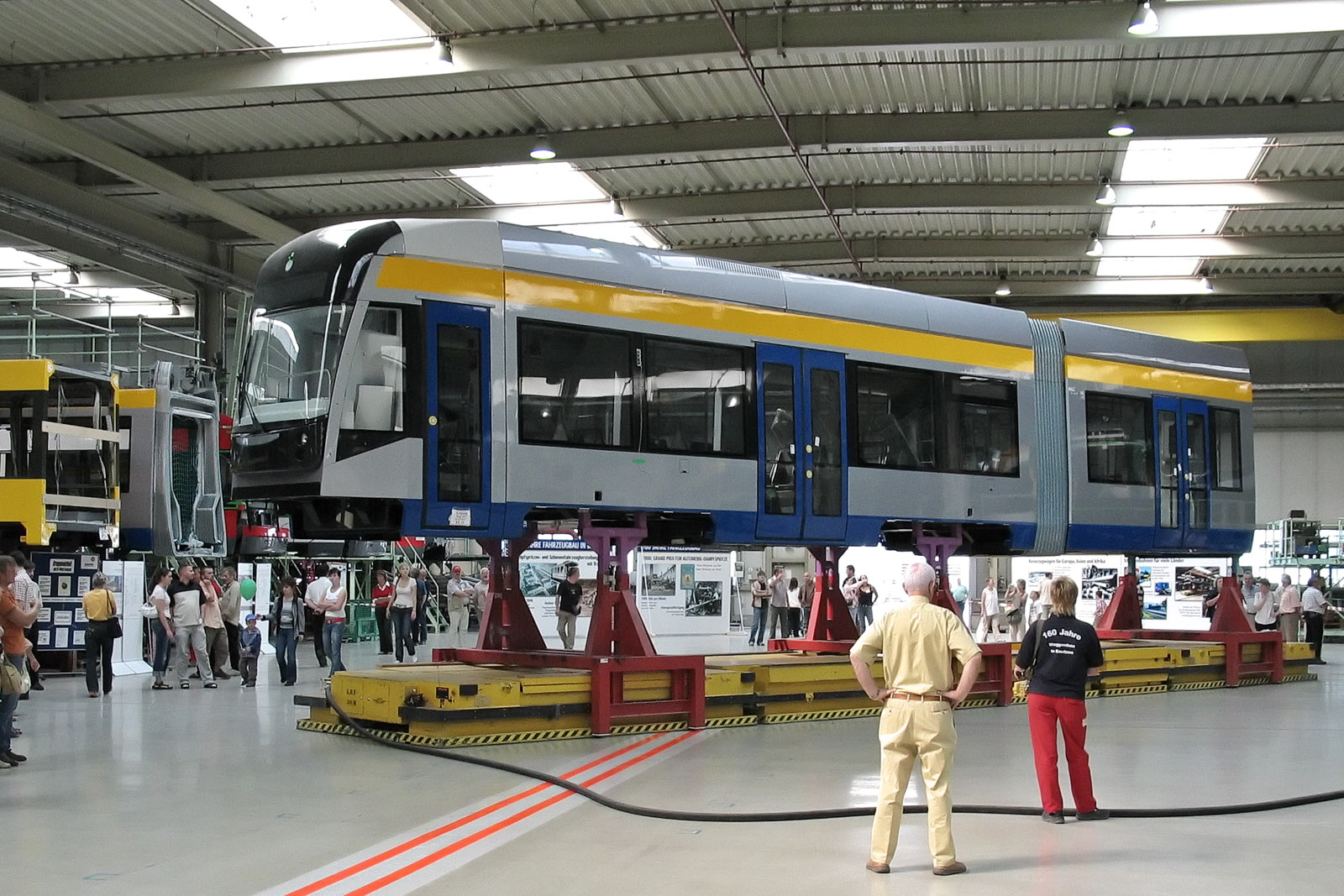
Heck eines NGT12-LEI im Bautzner Bombardier-Werk (2006)
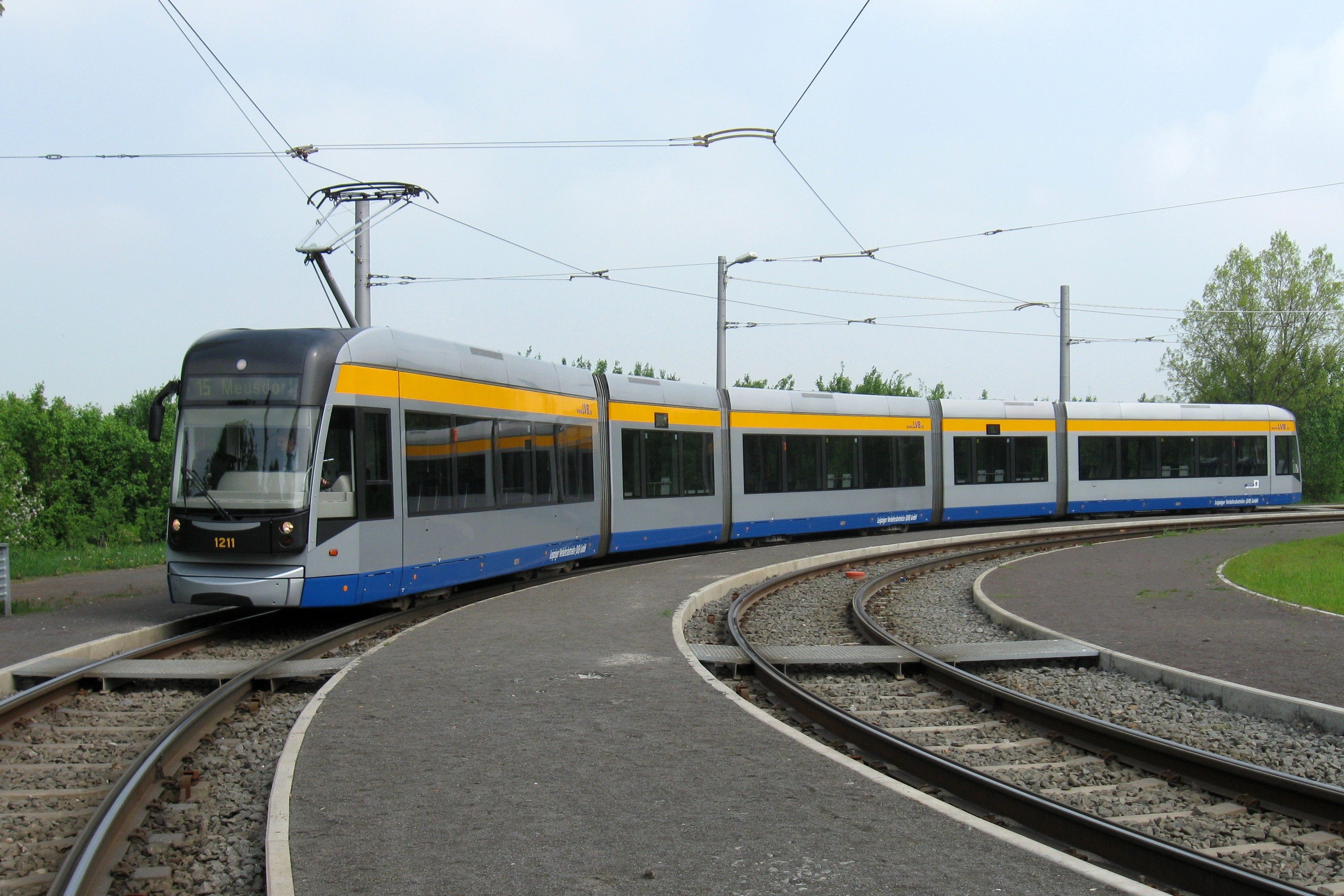
NGT12-LEI in Miltitz

### NGT10-XL
Am 26. März 2015 bestellten die LVB fünf Vorserienfahrzeuge des polnischen Herstellers Solaris Bus & Coach mit einer Kaufoption von 36 weiteren Einheiten in den nächsten fünf Jahren. Das erste Niederflurfahrzeug wurde am 21. Dezember 2016 ausgeliefert. Sie sind 2,30 Meter breit und 38 Meter lang. Ein Fahrzeug kann bis zu 220 Fahrgäste befördern. Im Gegensatz zu den übrigen Tramino sind die Leipziger Wagen keine steifachsigen Multigelenk-, sondern echte Drehgestellwagen. Die beiden Endwagen einer Einheit laufen auf je zwei Triebdrehgestellen. Auf ihre inneren Enden ist je ein Mittelteil aufgesattelt. Das mittlere Gelenk stützt sich auf ein Jakobsdrehgestell ab. Über den Triebdrehgestellen ist der Wagenboden um eine Stufe angehoben, in den beiden Mittelteilen einschließlich der benachbarten Gelenke ist er stufenlos niederflurig. Die gesamte Bestellung beläuft sich auf ein Volumen von rund 120 Mio. Euro. Jeder neue Wagen sollte zwei Tatra-Triebwagen ersetzen. Am 13. Juli 2017 ging der erste Wagen des LVB-Typs 39 1002 auf der Linie 4 in den Fahrgastbetrieb. Die Triebwagen sind seit ihrer Inbetriebnahme störanfällig und nicht im erhofften Maß einsatzstabil. Dennoch wurden 20 weitere Fahrzeuge (1042–1061) nachbestellt, die von Stadler produziert, seit Sommer 2020 zusammen mit den verbliebenen 18 Einheiten der ursprünglichen Bestellung ausgeliefert werden und im Laufe des Sommers 2022 vollständig in den Linienbetrieb gingen.
Planmäßig werden die Linien 1, 2, 3, 4 und 16 sowie die beiden Nachtlinien N10 und N17 überwiegend bzw. ausschließlich mit NGT10 bedient. Zudem kommen sie an Sonn- und Feiertagen auch auf den Linien 10 und 12 zum Einsatz.

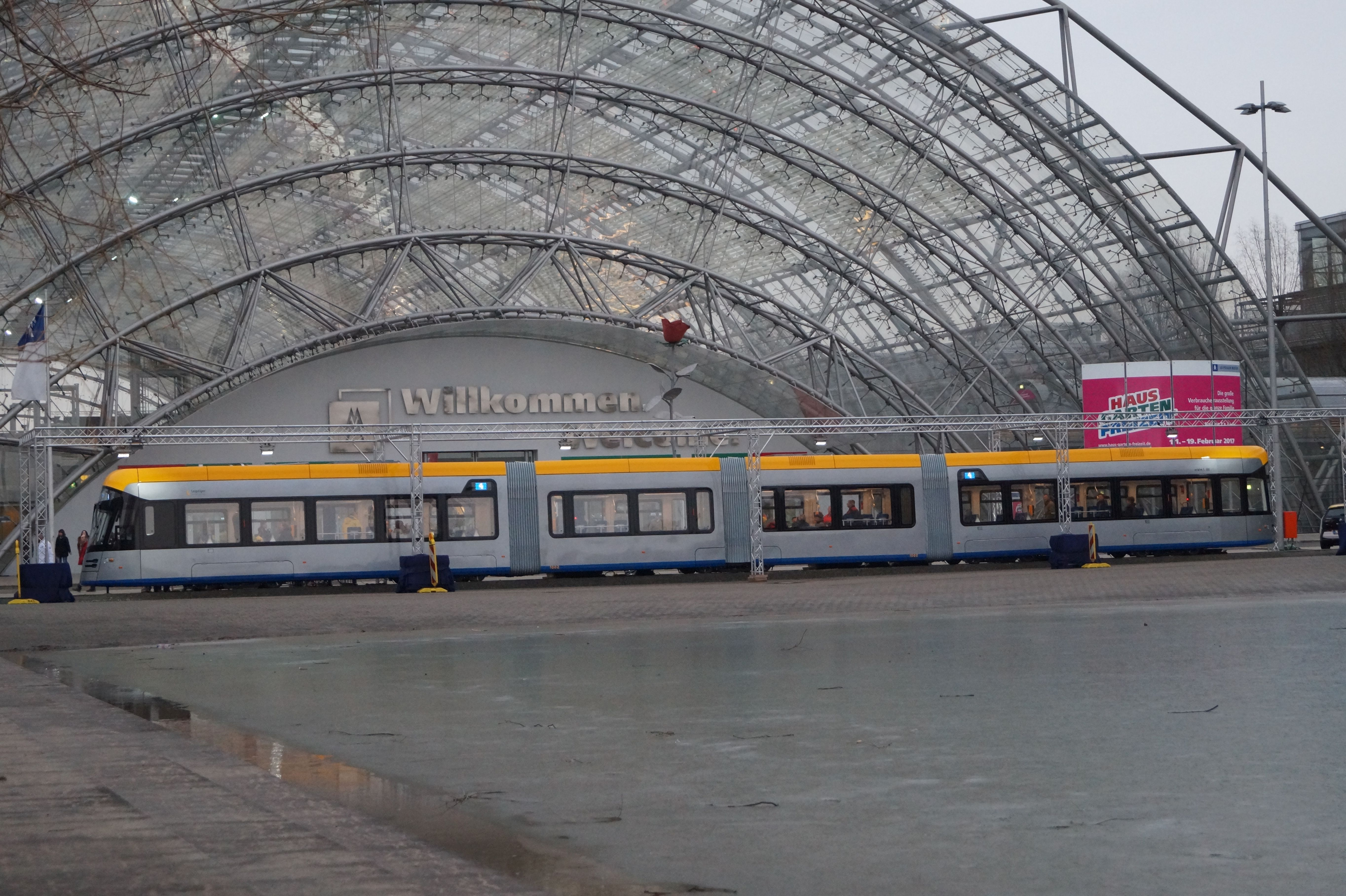
Triebwagen 1002 zur Präsentation auf dem Leipziger Messegelände
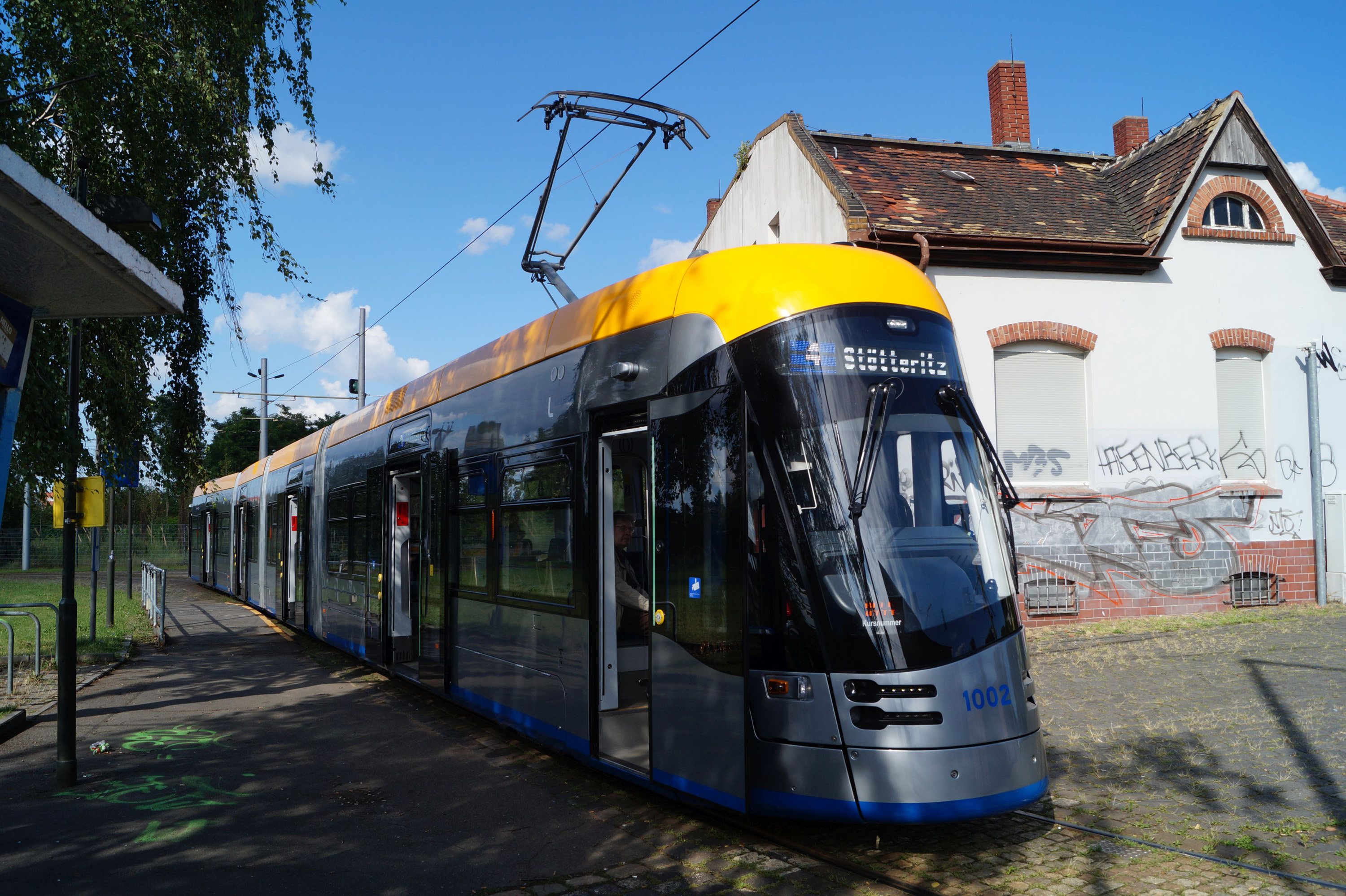
Frontansicht
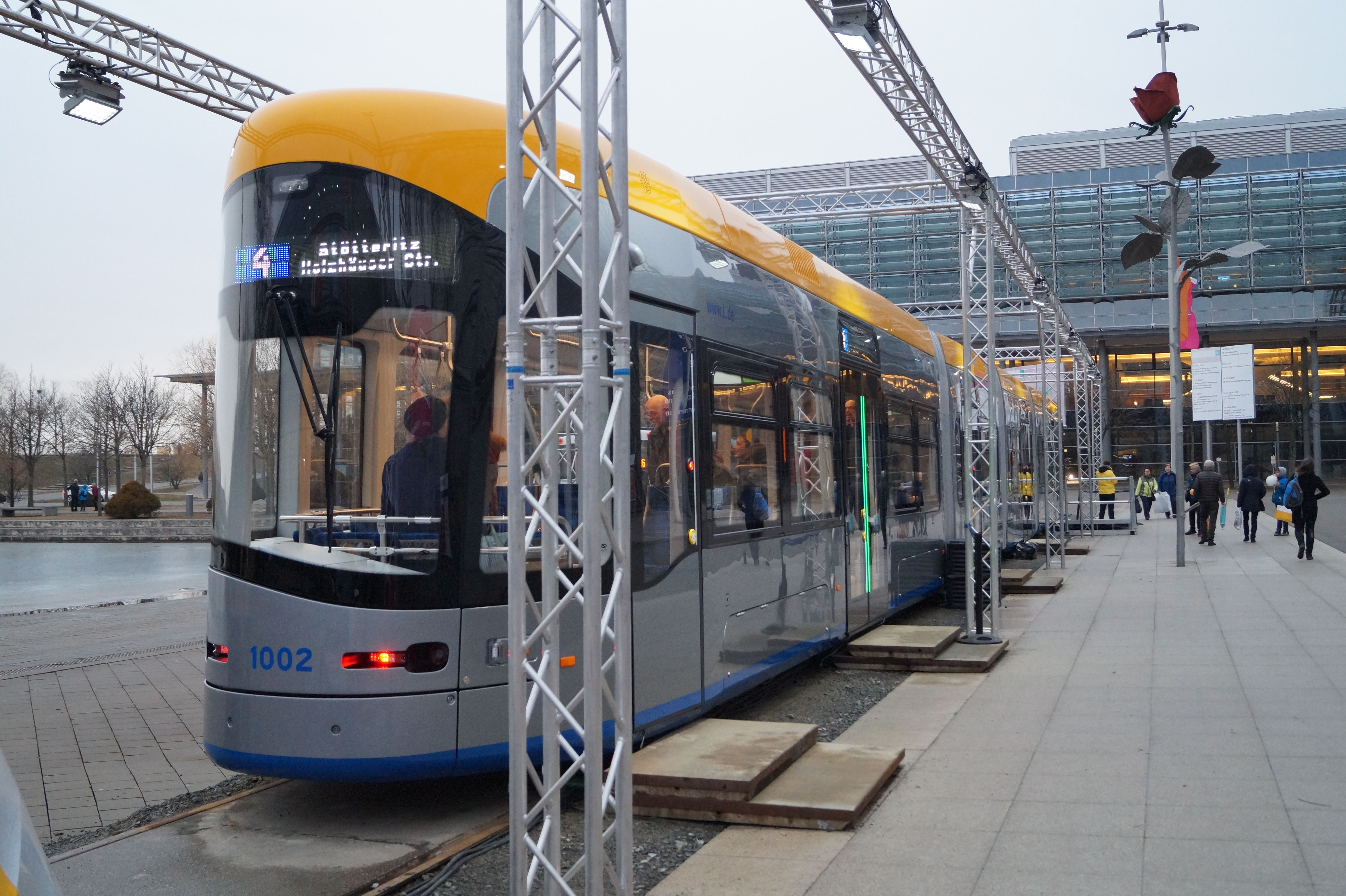
Heckansicht
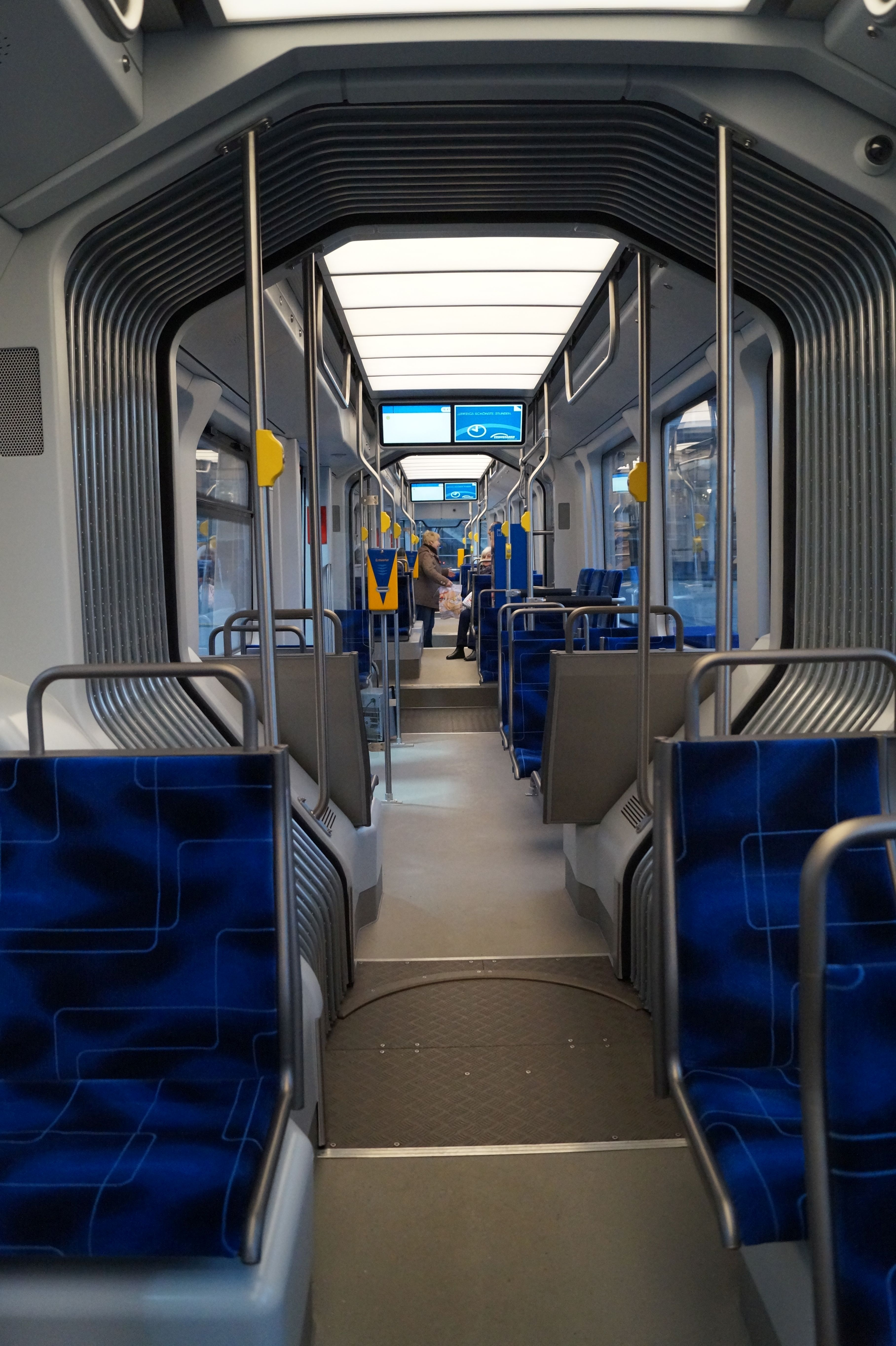
Innenraum
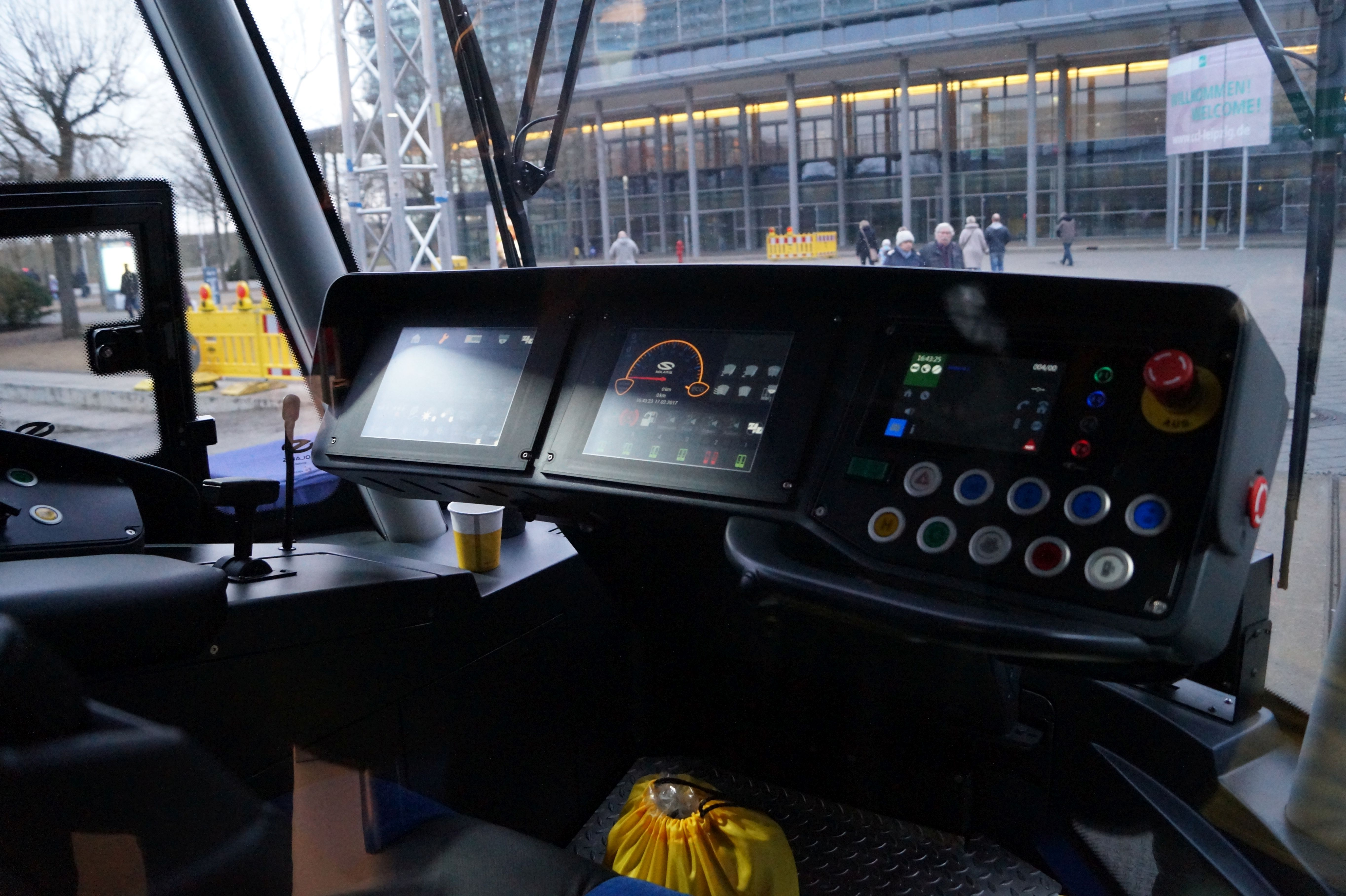
Führerstand
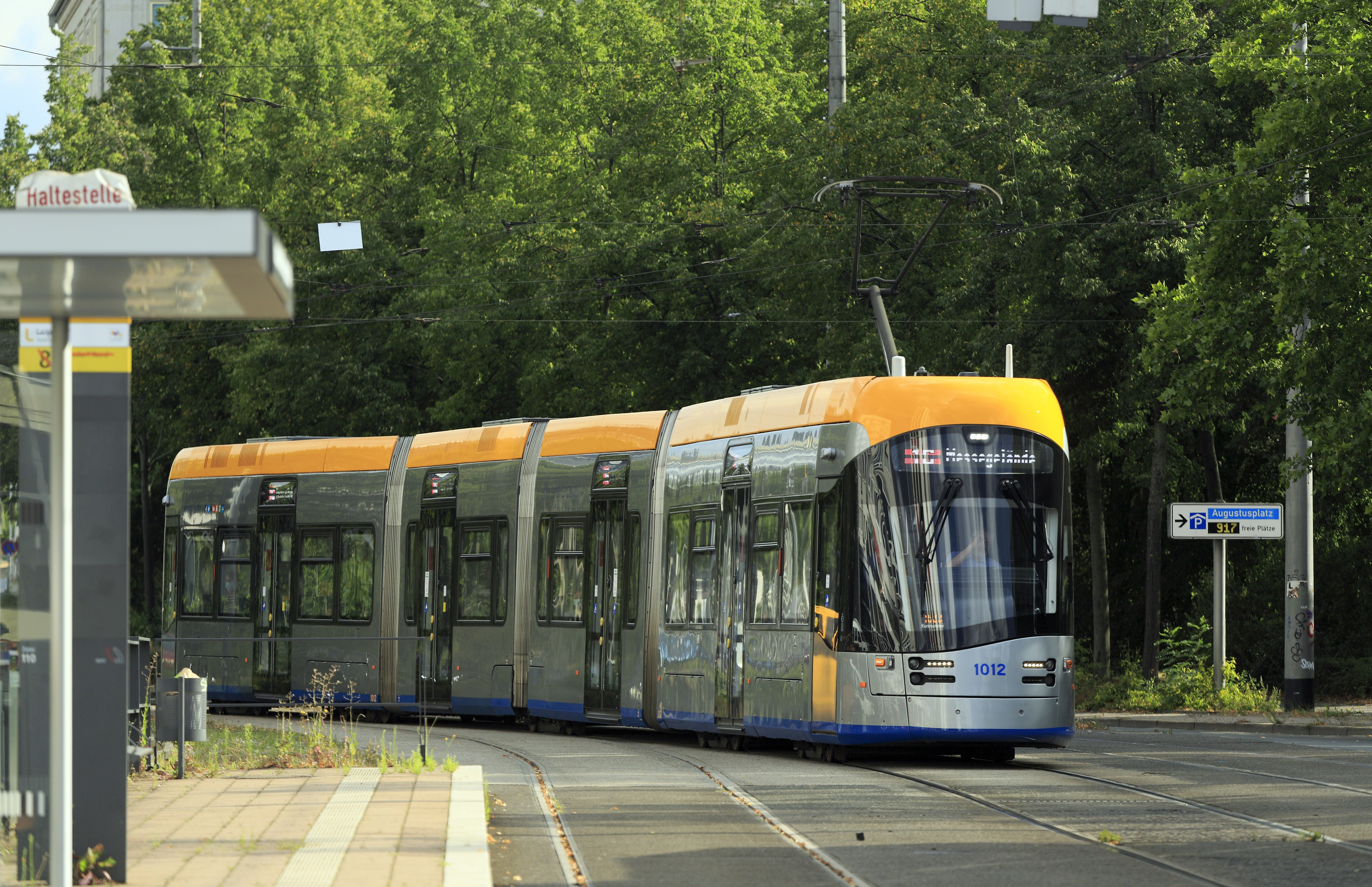
Wagen 1012 im Georgiring

### NGTplus
Am 15. Dezember 2021 unterschrieben die Leipziger, Görlitzer und Zwickauer Verkehrsbetriebe im Zuge des gemeinsamen Projektes Sächsische Plattform – Straßenbahn der Zukunft einen Vertrag zusammen mit der Leipziger Wagenbau AG (LEIWAG), ein Konsortium aus HeiterBlick GmbH und Kiepe Electric, über die Lieferung von zunächst insgesamt 39 Straßenbahnwagen (davon 6 Stück an Zwickau, Leipzig 25 Stück und Görlitz 8 Stück) mit weiteren Optionen von bis zu 148 Wagen bis 2030, sodass Leipzig insgesamt bis zu 66 Wagen des Typs NGT8+ (Typ L) mit einer Länge von 30 Metern und bis zu 89 des Typs NGT12+ (Typ XXL) mit einer Länge von 45 Metern bekommen könnte. Die Fahrzeuge sollen ab 2026 ausgeliefert werden. Die Wagenkästen werden im Görlitzer Alstom-Werk gefertigt und nach der Endmontage im Leipziger HeiterBlick-Werk ebenfalls von Alstom lackiert. Die neuen Wagen werden mit 2,40 m breiter als die bisher eingesetzten sein. Sie sollen die letzten Tatra-Wagen sowie die Typen 36, 36a (NGT8) und 68a/b (NB4) ablösen.

### Fahrzeugliste
| Fahrzeugtyp             | LVB-Typ       | Nummernreihe                                   | Hersteller                     | Baujahr   | Wagenbreite (mm) | Sonstiges                                                                                                 | Artikellink |
| ----------------------- | ------------- | ---------------------------------------------- | ------------------------------ | --------- | ---------------- | --- | ----------- |
| 0T4D-M (Tatra)          | 33c, 33d, 33k | 2055–2089 (mit Lücken), 2102–2148 (mit Lücken) | ČKD                            | 1981–1984 | 2200             | 1992–2000 modernisiert ex T4D, Typ 33a                                                                    | zum Artikel |
| 0NB4 Niederflurbeiwagen | 68a, 68b      | 901–943 (mit Lücken)                           | Bombardier                     | 2000–2002 | 2200             | 939–943: 2013 ex Rostock, 901–938: 2011–2018 Umbau zu Typ 68a (Einsatz hinter NGT8 möglich)               | zum Artikel |
| 0NGT8                   | 36, 36a       | 1101–1112, 1114–1156                           | DWA/Siemens                    | 1994–1998 | 2200             | seit 2016 teilweiser Umbau zu Typ 36a (Einsatz mit NB4 möglich)                                           | zum Artikel |
| 0NGTW6L (Leoliner)      | 37a, 37b      | 1303–1350                                      | LFB/HeiterBlick                | 2003–2011 | 2300             | | zum Artikel |
| 0NGT12LEI (Classic XXL) | 38, 38a       | 1201–1233                                      | Bombardier                     | 2005–2012 | 2300             | | zum Artikel |
| 0NGT10 (XL)             | 39            | 1001–1061                                      | Solaris/seit 2020 auch Stadler | 2016–2022 | 2300             | | zum Artikel |
| 0NGT12+ (XXL)           |               |                                                | LEIWAG (HeiterBlick/Kiepe)     | ab 2023   | 2400             | Lastenheft in Bearbeitung, Lieferung ab 2026, 25 Stück verbindlich bestellt, Optionen auf bis zu 89 Stück | zum Artikel |

Das Leipziger Straßenbahnnetz erlaubte jahrzehntelang nur den Einsatz von Wagen mit einer Breite von 2200 mm. Dieser Wert wurde schon von der Leipziger Pferde-Eisenbahn festgelegt. Deren Wagen lagen, abgesehen von den ersten Bauarten der späteren Typen 1 und 2 mit meist 2020 mm noch darunter, die Einspänner waren nur 1970 mm breit. Wie in vielen deutschen Städten wurde auch die Chance, beim Wiederaufbau nach dem Zweiten Weltkrieg den Gleisabstand zu vergrößern, nicht genutzt. Erst beim Bau von Strecken mit eigenem Bahnkörper zur Erschließung von Neubaugebieten und der Sanierung der vergleichbaren Außenstrecken ab den 1970ern wurde begonnen, die Gleisabstände zu vergrößern. Wegen der ab dem Beginn der 1990er Jahre passend zu den 2200 mm breiten Wagen der Typen 36 und 68 gebauten erhöhten Bahnsteige mussten die Wagen der Typen 37 und 38 mit etwas größerer Breite von 2300 mm im unteren Bereich eingezogen werden. Die nächste Wagenbauart, die ab 2024 in Dienst gestellt werden soll, wird 2400 mm breit sein. Diese breiteren Fahrzeuge können nur auf jenen Linien freizügig eingesetzt werden, deren Strecken bereits vollständig auf einen Gleismittenabstand von mindestens 2,80 Metern umgebaut sind. Dies betrifft momentan nur die Linie 16, soll jedoch bis zur Auslieferung der ersten Fahrzeugserie auch für die Linie 15 erreicht werden. Anschließend sollen in der zweiten Hälfte der 2020er Jahre auch die Linien 11 und 3 entsprechend ertüchtigt werden und bis 2035 schließlich das restliche Netz uneingeschränkt befahrbar sein.

## Historische Straßenbahnwagen
In Leipzig ist nahezu von jedem Wagentyp seit dem Beginn des elektrischen Betriebes ein Exemplar erhalten geblieben. Zwei Triebwagen aus der Anfangszeit des elektrischen Betriebes wurden schon 1924 von weitsichtigen Mitarbeitern für die museale Erhaltung aufbewahrt. Ein ehrenamtlicher Verein kümmert sich um die Erhaltung der Wagen, ihre Präsentation im Straßenbahnmuseum und ebenfalls um den Wiederaufbau von verkauften und zurückgeholten Wagen. Das Straßenbahnmuseum ist seit Mai 2019 im Straßenbahnhof Wittenberger Straße untergebracht.
Beispiele:
| - Triebwagen 500, Typ 13 - Innenraum - Fahrschalter |                                      |
| Technische Daten                                    |                                      |
| Nummernreihe                                        | 416–505                              |
| Inbetriebnahme                                      | 5. November 1906                     |
| Hersteller                                          | Centralwerkstätten der GLSt, Leipzig |
| Elektrische Ausrüstung                              | AEG/LEW                              |
| Fahrschalter                                        | 2 × Typ K26w                         |
| Motor                                               | 2 × BM 20/600, je 16 kW              |
| Bremsen                                             | Druckluftbremse, Handbremse          |

| - Triebwagen 981, Typ 27 - Fahrschalter     |                                                                  |
| Technische Daten des Triebwagens Nummer 981 |                                                                  |
| Baujahr                                     | 1913/1929                                                        |
| Sitzplätze                                  | 18 (Quersitze)                                                   |
| Stehplätze                                  | 20                                                               |
| Gewicht                                     | 11,9 t                                                           |
| Länge                                       | 8,86 m                                                           |
| Achsstand                                   | 2 m                                                              |
| Bremsen                                     | Druckluftbremse (Motorkompressor), Widerstandsbremse, Handbremse |
| Fahrschalter                                | Schleifringfahrschalter AEG-FB3sp41                              |
| Motoren                                     | 2 × AEG-USL253a je 34 kW                                         |

| - Triebwagen 1043, Typ 29 |                                                       |
| Technische Daten          |                                                       |
| Nummernreihe              | 1001–1056                                             |
| Inbetriebnahme            | 18. Juni 1930                                         |
| Hersteller                | Linke-Hofmann-Busch AG, Bautzen                       |
| Elektrische Ausrüstung    | Sachsenwerk, Dresden-Niedersedlitz                    |
| Fahrschalter              | 2 × Typ SNF                                           |
| Motoren                   | 4 × GBv 237, je 45 kW                                 |
| Bremsen                   | Druckluftbremse, E-Bremse, Handbremse, Schienenbremse |

| - LOWA-Triebwagen 1601, Typ 30 - Innenraum |                  |
| Technische Daten                           |                  |
| Nummernreihe                               | 1601–1615        |
| Inbetriebnahme                             | 13. Oktober 1951 |

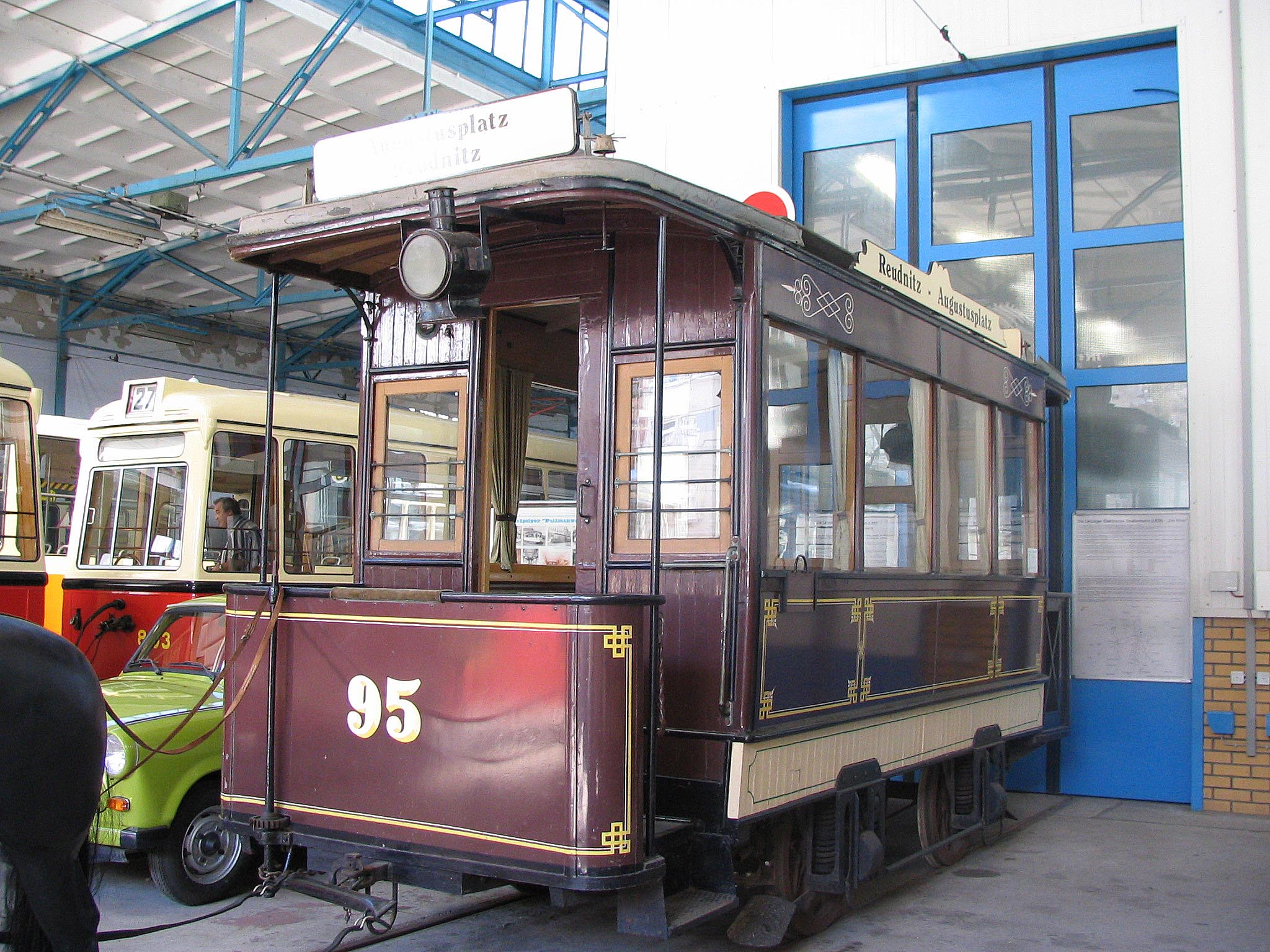
Pferdebahnwagen 95 der LPE (Nachbau)
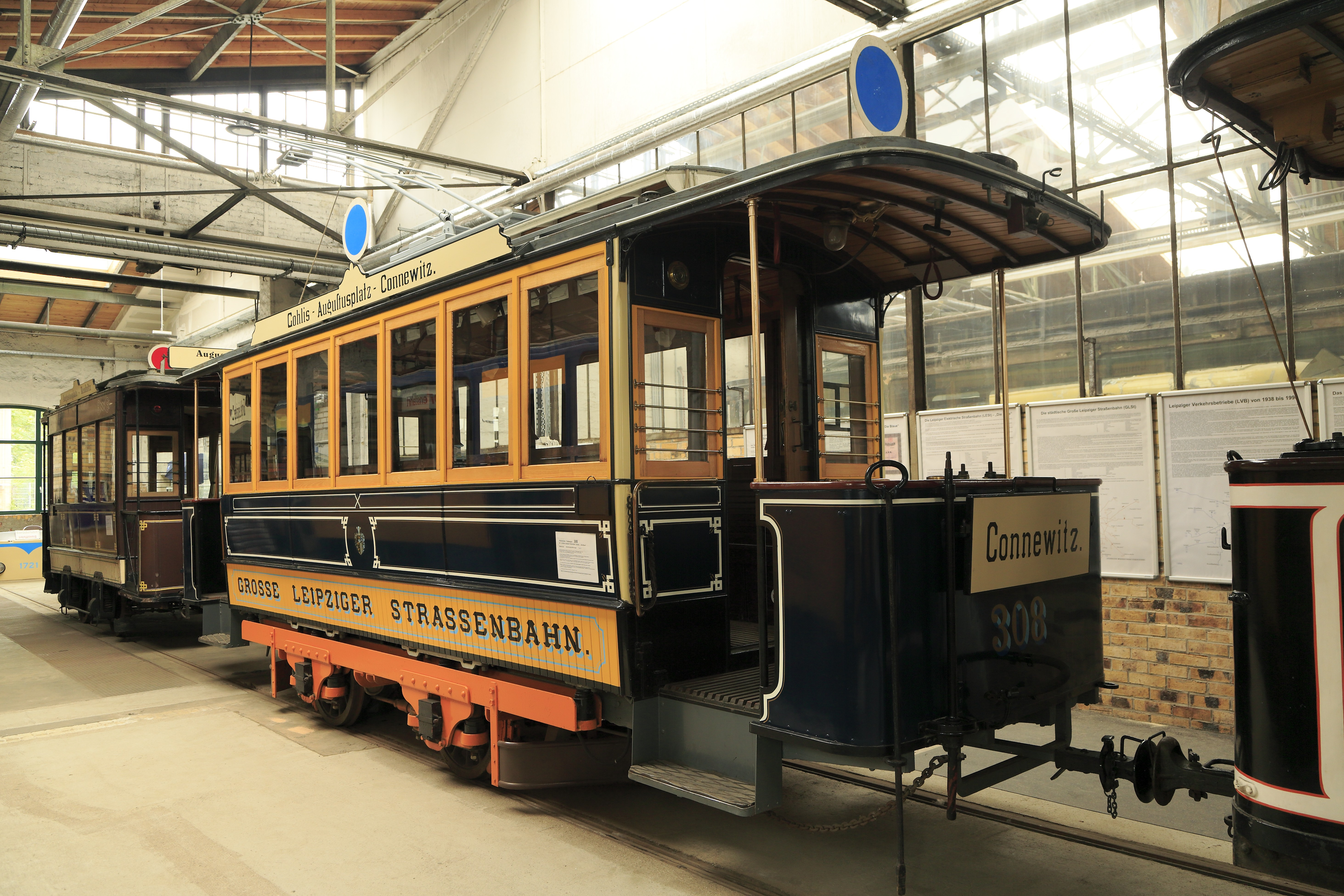
Triebwagen 308 der GLSt (1896), einer der ältesten betriebsfähigen Triebwagen mit originaler Traktionsausrüstung
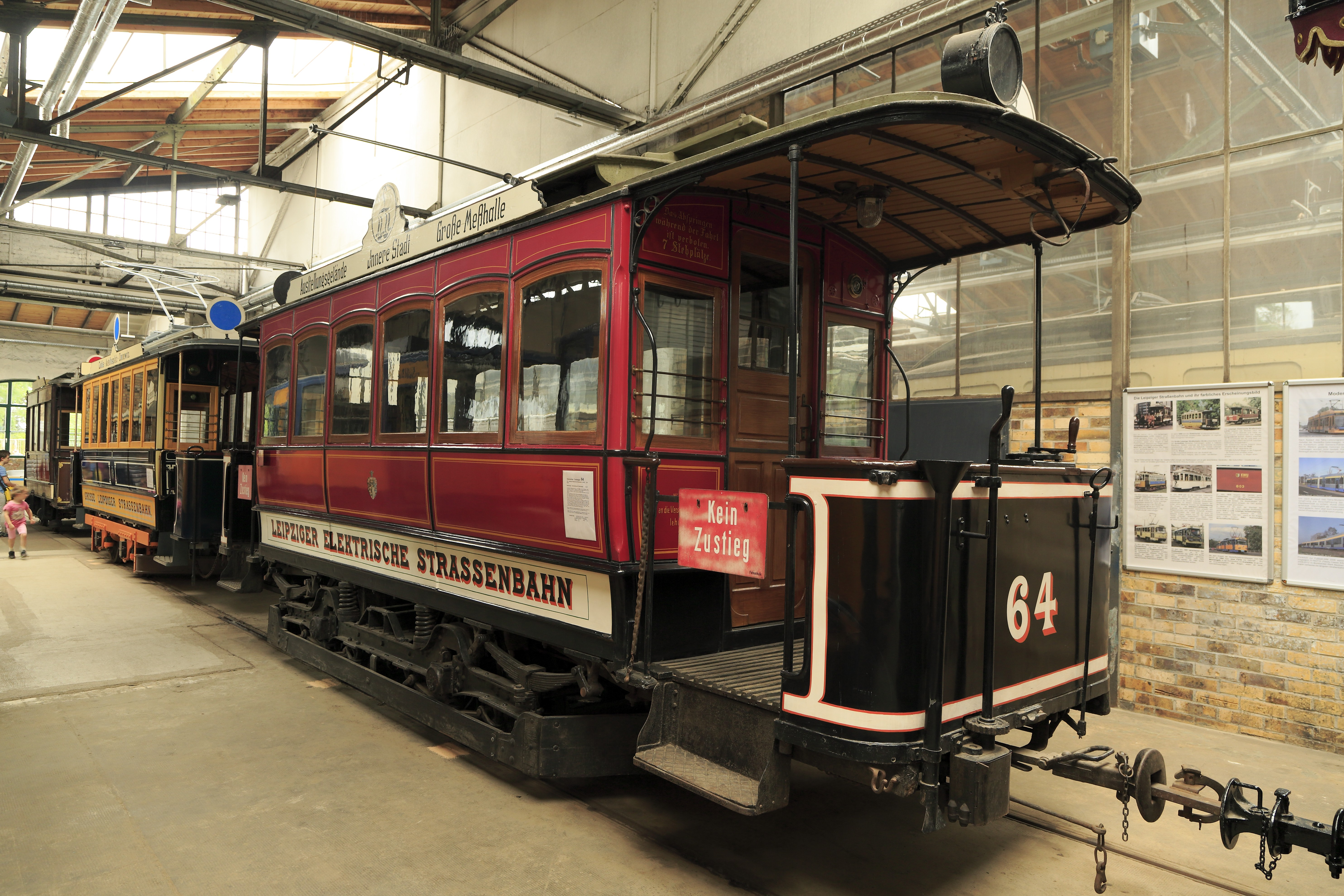
Triebwagen 64 der LESt (1896)
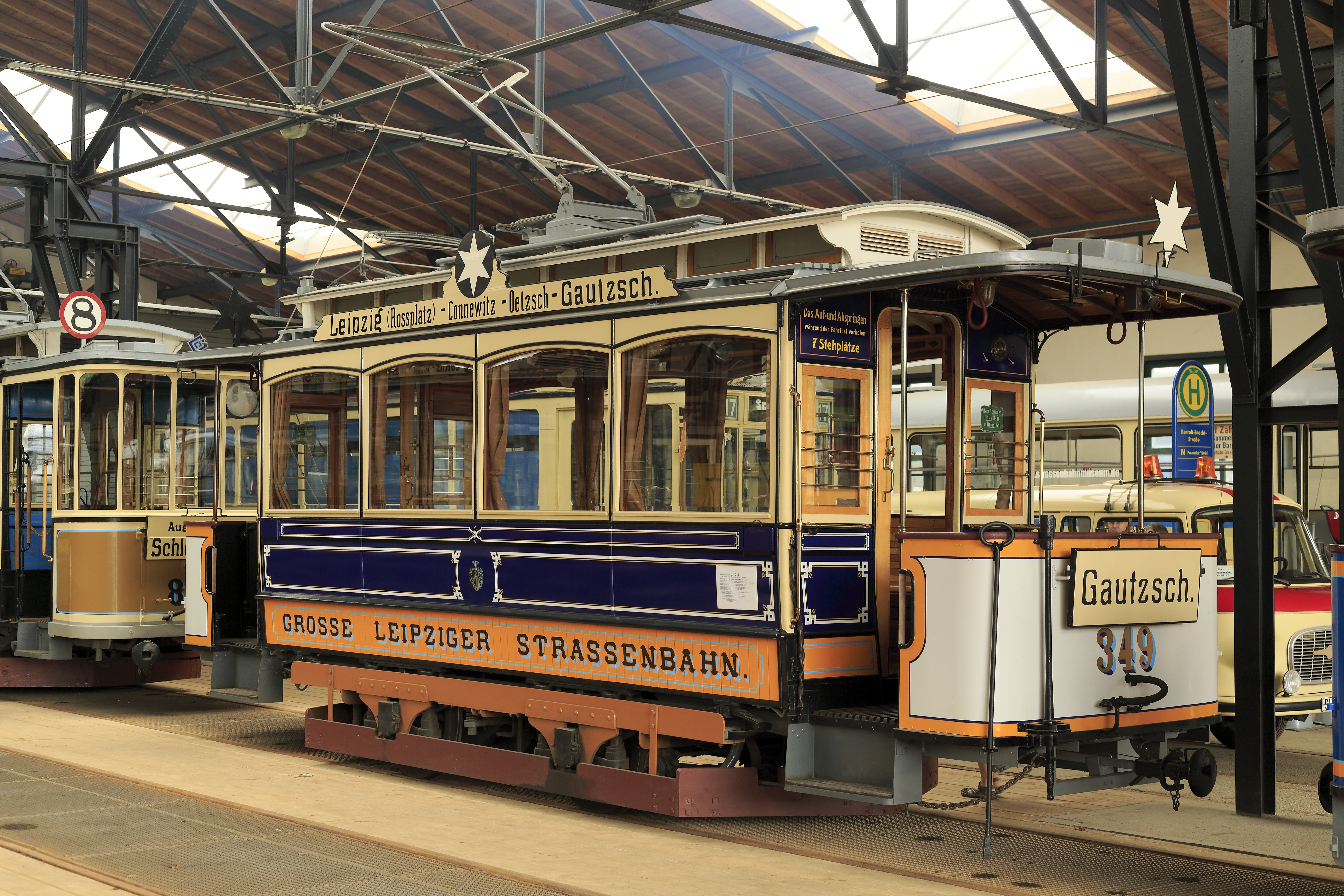
Triebwagen 349
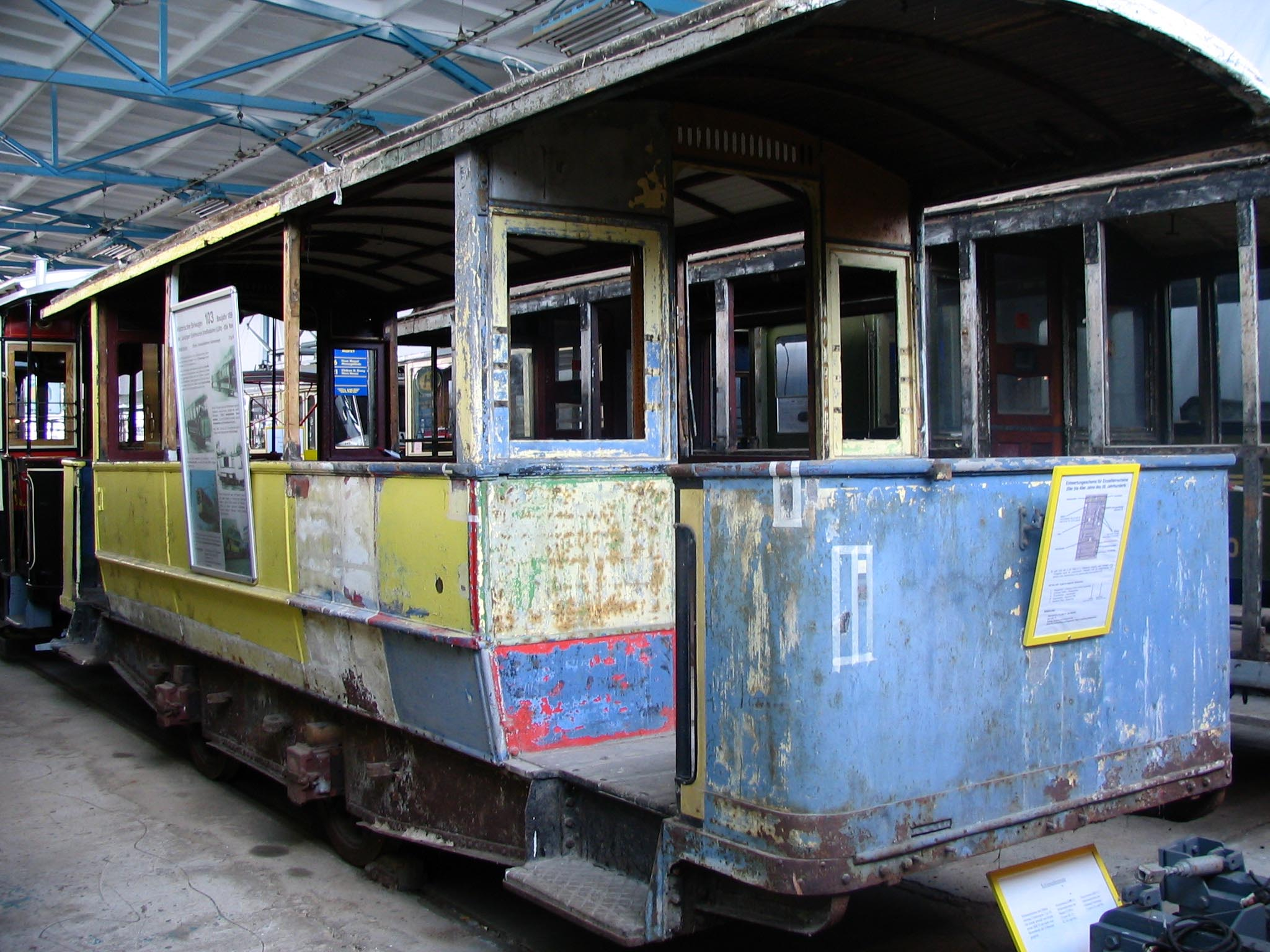
Beiwagen 103 aus dem Jahr 1896
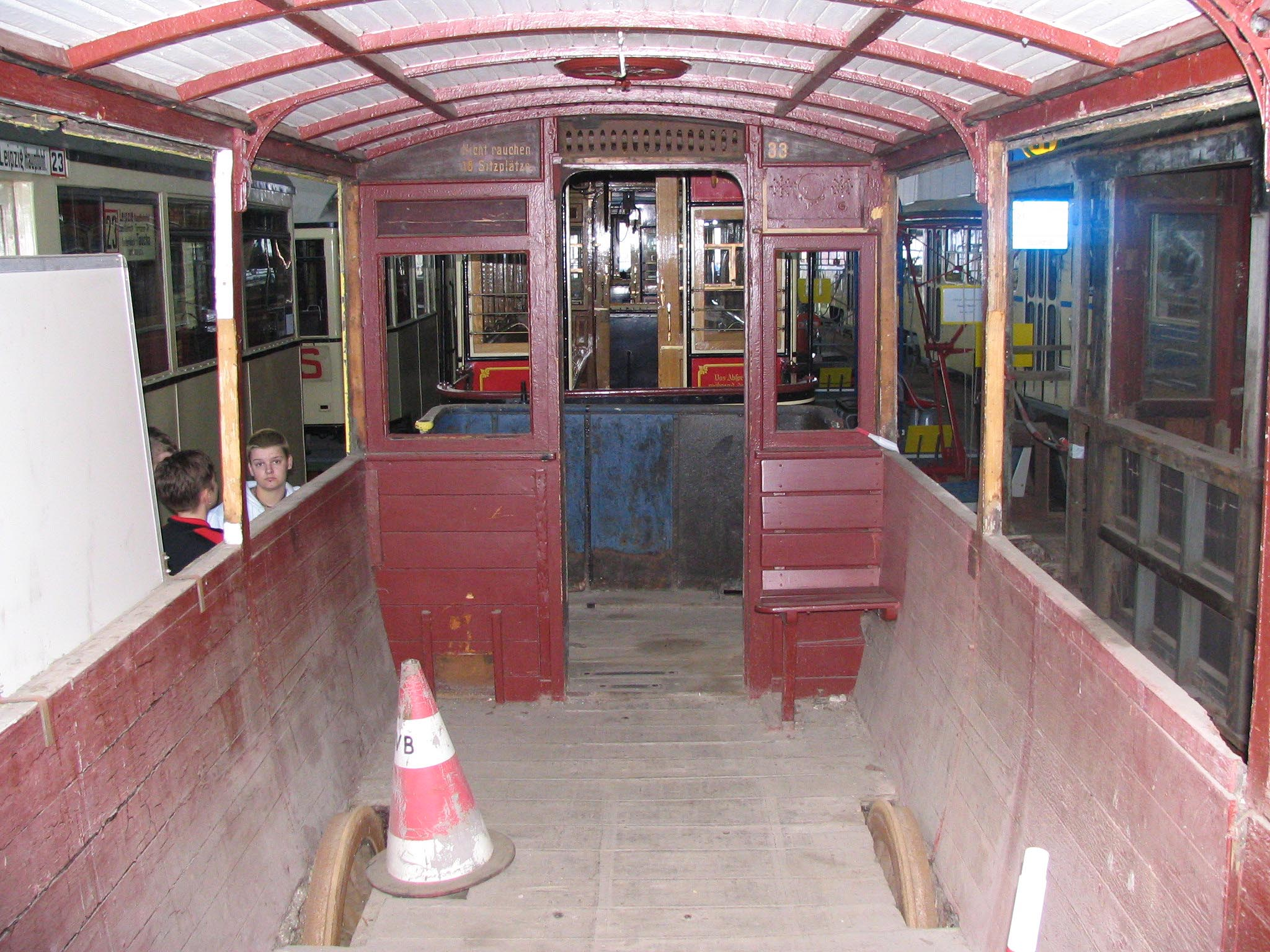
Beiwagen 103 von innen

## Technik

### Weichensteuerung
Die Umstellung der Weichen erfolgte seit der Einführung der elektrischen Betätigung durch die Triebwagenführer wie in vielen Straßenbahnnetzen mit Oberstrom. Der Stellstrom wurde von der Fahrleitung abgegriffen, lief durch die Spule des Weichenantriebes und von dort zu einem isoliert aufgehängten Schleifkontakt am Fahrdraht. Dadurch floss der Oberstrom beim Passieren dieses Kontaktes über die Antriebsspule. Lag die Weiche in richtiger Lage, musste man den Kontakt mit dem Fahrschalter in Nullstellung befahren. Sollte die Weiche umgestellt werden, befuhr man den Kontakt mit der ersten Fahrstufe. Mit der Zunahme der elektrischen Verbraucher mussten diese beim Passieren der Weichenkontakte zur Vermeidung von ungewollten Umstellungen abschalten. Dazu dienten besonders eingebaute Schalter, die das Befahren mit der ersten Fahrstufe durch einen definierten Widerstand ersetzten, den man bei Gotha-Wagen mit einer Taste über einen Schütz einschaltete. Bei den Tatra-Triebwagen T4D gab es dazu einen tastenden Drehschalter, der aus der Nullstellung nach links auf die Stellung „STROMLOS“ und nach rechts auf die Stellung „UNTER STROM“ betätigt wurde. Die Weichenlage wurde durch ein besonderes Weichensignal an der Fahrleitung („Knochen“) angezeigt.
Mit der Lieferung der Tatra-Wagen standen die Verkehrsbetriebe der DDR vor einem Problem: Erstmals gab es durch die bisher unübliche Doppeltraktion nun Züge, bei denen zwei Stromabnehmer angelegt werden mussten. Da außer in Halle die Weichen über Oberleitungskontakte gesteuert wurden, hätte der Stromfluss über den zweiten Stromabnehmer unter Umständen die Weiche unter dem Zug umgestellt. Die Umrüstung fast aller Kontakte hielt man für die zunächst wenigen T4D für zu aufwändig und änderte stattdessen die Belegung der Kontaktaufsätze der Kupplungen. Über dafür geeignete Kontakte wurde der zweite Triebwagen mit der Fahrdrahtspannung versorgt, so dass er mit abgezogenem Stromabnehmer verkehrte. Eine Folge dieser Betriebsart war, dass die Stromabnehmer wegen der höheren Ströme mit Doppelpaletten (mit zwei statt vorher nur einer Schleifleiste) ausgerüstet werden mussten.
Der Fahrzeughersteller ČKD Praha war nicht bereit, die Fahrzeuge in dieser Ausrüstungsform zu liefern. Man verlegte lediglich das Traktionskabel in den Wagen und lieferte einen nötigen Schütz lose mit. Deshalb mussten die angelieferten Fahrzeuge vor der Indienststellung zunächst angepasst werden. Erst bei den T6A2 war auch die spezielle Leipziger Betriebsweise serienmäßig vorgesehen und über einen Wahlschalter einzuschalten.
Mit der Einführung der induktiven Weichensteuerung wurde dies überflüssig, bei den Leoliner-Prototypen allerdings zunächst beibehalten. Da über die Traktionsstromverbindung beim Befahren von Streckentrennern zwei Speiseabschnitte verbunden würden, aber keines der fahrzeugseitigen Teile für die dabei auftretenden Spannungsunterschiede ausgelegt war, durfte immer nur ein Stromabnehmer angelegt werden.
Für die Serienwagen konnten keine fahrstromübertragenden und zusätzlich einklappbaren Kupplungen geliefert werden, weshalb diese Leipziger Besonderheit aufgegeben wurde und die Leoliner-Doppeltraktionen mit zwei angelegten Stromabnehmern fahren. Da kein moderner Straßenbahnwagen mit fahrstromübertragenden Kupplungen lieferbar ist, stellt dies mit Sicherheit eine Erleichterung für künftige Fahrzeugbeschaffungen dar.
Heute erfolgt die Weichensteuerung bei Weichen mit elektrischen Antrieben durchgängig über induktive Meldeübertragung und für planmäßig auf ihren Linienwegen verkehrende Züge selbsttätig auf der Basis der in den Bordrechnern gespeicherten Fahrplaninformationen.

### Barrierefreiheit
In jüngerer Zeit wurden zwei erwähnenswerte Nach- bzw. Umrüstmaßnahmen mit dem Ziel der Gewährleistung eines barrierefreien Zugangs zu den Fahrzeugen durchgeführt. So sind nach dem Einbau der neuen ITCS-Bordgeräte des Modells Trapeze ITT alle Fahrzeuge in der Lage, bei der Ankunft an Haltestellen selbsttätig eine Ansage zu Linie und Fahrtziel über Außenlautsprecher als Orientierungshilfe für sehbehinderte Passagiere abzuspielen. Ferner wurden im Rahmen eines Projektes, das in Abstimmung mit örtlichen Behindertenverbänden vorbereitet wurde, alle Niederflurtriebwagen sowie die NB4-Beiwagen mit Überfahrleisten an den doppelflügeligen Fahrgasttüren ausgerüstet, welche den Spalt zwischen Wagenkasten und Bahnsteigkante auf ein Minimum reduzieren. Zugleich entfielen die früher vorhandenen, von Hand durch das Fahrpersonal auszuklappenden Rampen. Ziel dieser Maßnahme war die Gewährleistung eines eigenständigen Zu- und Ausstiegs für Rollstuhlnutzer.

## Betriebshöfe
- Straßenbahnhof Angerbrücke
- Straßenbahnhof Paunsdorf
- Straßenbahnhof Dölitz

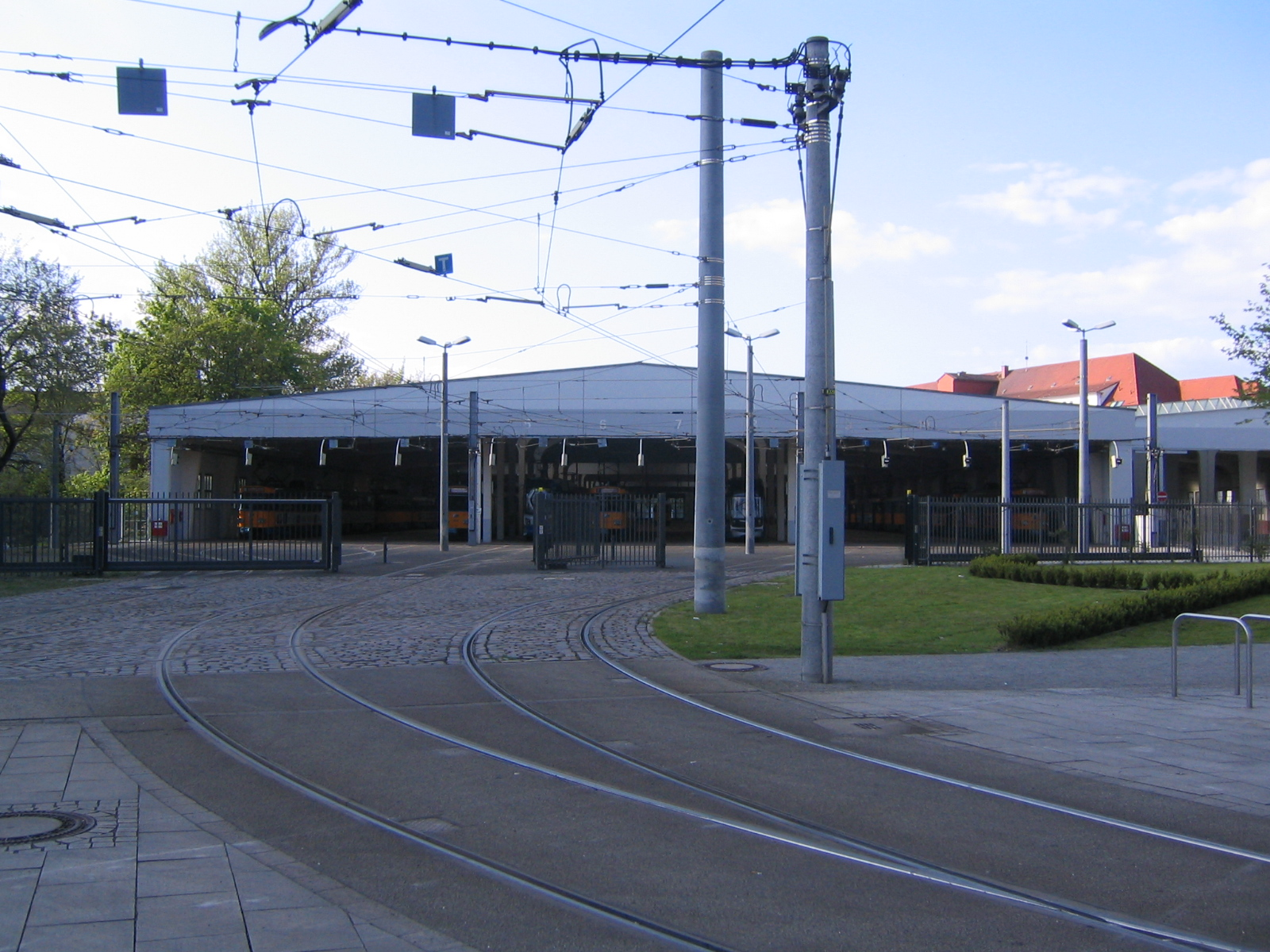
Straßenbahnhof Angerbrücke

- Hauptwerkstatt Heiterblick (mit Abstellanlage)
- Abstellanlage Lausen
- Straßenbahnhof Leutzsch (ohne regulären Linienbetrieb), im März 2025 an S&P Gruppe verkauft. Umbau zum Unternehmenscampus geplant
- Straßenbahnhof Wittenberger Straße (Straßenbahnmuseum)

Erläuterungen zu diesen und allen ehemaligen Betriebshöfen finden sich im Artikel Geschichte des Straßenbahnnetzes Leipzig.